# Séries éliminatoires de la Coupe Stanley 2013
Année précédente Année suivante
Les séries éliminatoires de la Coupe Stanley 2013 font suite à la saison 2012-2013 de la Ligue nationale de hockey (LNH) et débutent le 30 avril 2013.
Pour l'association de l'Est, le premier tour des séries oppose les Penguins de Pittsburgh aux Islanders de New York, les Canadiens de Montréal aux Sénateurs d'Ottawa, les Capitals de Washington aux Rangers de New York et enfin les Bruins de Boston aux Maple Leafs de Toronto . Les champions de la saison régulière, les Penguins, se débarrassent des Islanders en six rencontres alors que Montréal est éliminé par Ottawa en cinq matchs. Les Rangers éliminent les Capitals, mieux classés, mais il faut sept matchs pour passer ce tour ; c'est également le cas des Bruins face à Toronto. Les séries des demi-finales de l'Est voient la victoire en cinq matchs des deux équipes les mieux classées : les Penguins et les Bruins. Ces mêmes Bruins balaient les joueurs de Pittsburgh en finale d'association en quatre matchs pour atteindre la finale.
Les séries de l'association de l'Ouest voient les confrontations opposant les Blackhawks de Chicago au Wild du Minnesota, les Ducks d'Anaheim aux Red Wings de Détroit, les Canucks de Vancouver aux Sharks de San José et enfin les Blues de Saint-Louis aux Kings de Los Angeles. Chicago élimine le Wild en cinq matchs mais dans les autres séries, c'est à chaque fois l'équipe la moins bien classée qui se qualifie avec notamment l'élimination des Canucks en quatre matchs par San José. Les demi-finales d'association opposent Chicago à Détroit et Los Angeles à San José. Les deux séries se jouent en sept rencontres avec les qualifications des Blackhawks et des Kings. Chicago poursuit sur sa lancée pour battre les Kings en cinq matchs. Le premier match de la finale de la Coupe Stanley 2013 a lieu le 12 juin et les Blackhawks s'imposent 4-3 sur leur patinoire après trois prolongations. Boston s'impose au cours du deuxième match 2-1 également en prolongation avant de gagner le troisième match de la série 2-0. Le match suivant de la finale se conclut une nouvelle fois en prolongation avec une deuxième victoire pour Chicago. L'équipe de l'Illinois gagne également les deux matchs suivantes pour remporter une deuxième Coupe Stanley en quatre ans. D'un point de vue individuel, Patrick Kane, auteur de 19 points, remporte le trophée Conn-Smythe du meilleur joueur des séries. David Krejčí de Boston finit devant Kane au classement des compteurs avec 26 réalisations.

## Tableau récapitulatif
Les huit premiers de la saison régulière dans chaque association sont qualifiés pour les séries éliminatoires ; l'équipe la mieux classée est opposée à la moins bien classée, la deuxième à la septième, la troisième à la sixième et la quatrième à la cinquième. Toutes les séries sont jouées au meilleur des sept matchs. Les deux premiers matchs sont joués chez l'équipe la mieux classées à l'issue de la saison puis les deux suivants sont joués chez l'autre équipe. Si une cinquième, une sixième voire une septième rencontre sont nécessaires, elles sont jouées alternativement chez les deux équipes en commençant par la mieux classée.
Lors du deuxième tour des séries, les quatre équipes restantes dans chaque association sont opposées suivant le même principe : la meilleure est opposée à la moins bonne et les deux autres se rencontrent, toujours en jouant les deux premiers matchs chez la mieux classée.
|  | Quarts de finale d'association | Quarts de finale d'association | Quarts de finale d'association |   |                        | Demi-finales d'association | Demi-finales d'association | Demi-finales d'association |  |   | Finales d'association  | Finales d'association | Finales d'association |  |   | Finale de la Coupe Stanley | Finale de la Coupe Stanley | Finale de la Coupe Stanley |
|  |                                |                                |                                |   |                        |                            |                            |                            |  |   |                        |                       |                       |  |   |                            |                            |                            |
|  | 1                              | Penguins de Pittsburgh         | 4                              |   |                        |                            |                            |                            |  |   |                        |                       |                       |  |   |                            |                            |                            |
|  | 8                              | Islanders de New York          | 2                              |   |                        |                            |                            |                            |  |   |                        |                       |                       |  |   |                            |                            |                            |
|  | 8                              | Islanders de New York          | 2                              |   | 1                      | Penguins de Pittsburgh     | 4                          |                            |  |   |                        |                       |                       |  |   |                            |                            |                            |
|  |                                |                                |                                |   | 1                      | Penguins de Pittsburgh     | 4                          |                            |  |   |                        |                       |                       |  |   |                            |                            |                            |
|  |                                | 7                              | Sénateurs d'Ottawa             | 1 |                        |                            |                            |                            |  |   |                        |                       |                       |  |   |                            |                            |                            |
|  | 2                              | 7                              | Sénateurs d'Ottawa             | 1 | Canadiens de Montréal  | 1                          |                            |                            |  |   |                        |                       |                       |  |   |                            |                            |                            |
|  | 2                              |                                |                                |   | Canadiens de Montréal  | 1                          |                            |                            |  |   |                        |                       |                       |  |   |                            |                            |                            |
|  | 7                              | Sénateurs d'Ottawa             | 4                              |   |                        |                            |                            |                            |  |   |                        |                       |                       |  |   |                            |                            |                            |
|  | 7                              | Sénateurs d'Ottawa             | 4                              |   |                        |                            |                            |                            |  | 1 | Penguins de Pittsburgh | 0                     |                       |  |   |                            |                            |                            |
|  | Association de l'Est           |                                |                                |   |                        |                            |                            |                            |  | 1 | Penguins de Pittsburgh | 0                     |                       |  |   |                            |                            |                            |
|  |                                | 4                              | Bruins de Boston               | 4 |                        |                            |                            |                            |  |   |                        |                       |                       |  |   |                            |                            |                            |
|  | 3                              | 4                              | Bruins de Boston               | 4 | Capitals de Washington | 3                          |                            |                            |  |   |                        |                       |                       |  |   |                            |                            |                            |
|  | 3                              |                                |                                |   | Capitals de Washington | 3                          |                            |                            |  |   |                        |                       |                       |  |   |                            |                            |                            |
|  | 6                              | Rangers de New York            | 4                              |   |                        |                            |                            |                            |  |   |                        |                       |                       |  |   |                            |                            |                            |
|  | 6                              | Rangers de New York            | 4                              |   | 4                      | Bruins de Boston           | 4                          |                            |  |   |                        |                       |                       |  |   |                            |                            |                            |
|  |                                |                                |                                |   | 4                      | Bruins de Boston           | 4                          |                            |  |   |                        |                       |                       |  |   |                            |                            |                            |
|  |                                | 6                              | Rangers de New York            | 1 |                        |                            |                            |                            |  |   |                        |                       |                       |  |   |                            |                            |                            |
|  | 4                              | 6                              | Rangers de New York            | 1 | Bruins de Boston       | 4                          |                            |                            |  |   |                        |                       |                       |  |   |                            |                            |                            |
|  | 4                              |                                |                                |   | Bruins de Boston       | 4                          |                            |                            |  |   |                        |                       |                       |  |   |                            |                            |                            |
|  | 5                              | Maple Leafs de Toronto         | 3                              |   |                        |                            |                            |                            |  |   |                        |                       |                       |  |   |                            |                            |                            |
|  | 5                              | Maple Leafs de Toronto         | 3                              |   |                        |                            |                            |                            |  |   |                        |                       |                       |  | 4 | Bruins de Boston           | 2                          |                            |
|  |                                |                                |                                |   |                        |                            |                            |                            |  |   |                        |                       |                       |  | 4 | Bruins de Boston           | 2                          |                            |
|  |                                | 1                              | Blackhawks de Chicago          | 4 |                        |                            |                            |                            |  |   |                        |                       |                       |  |   |                            |                            |                            |
|  | 1                              | 1                              | Blackhawks de Chicago          | 4 | Blackhawks de Chicago  | 4                          |                            |                            |  |   |                        |                       |                       |  |   |                            |                            |                            |
|  | 1                              |                                |                                |   | Blackhawks de Chicago  | 4                          |                            |                            |  |   |                        |                       |                       |  |   |                            |                            |                            |
|  | 8                              | Wild du Minnesota              | 1                              |   |                        |                            |                            |                            |  |   |                        |                       |                       |  |   |                            |                            |                            |
|  | 8                              | Wild du Minnesota              | 1                              |   | 1                      | Blackhawks de Chicago      | 4                          |                            |  |   |                        |                       |                       |  |   |                            |                            |                            |
|  |                                |                                |                                |   | 1                      | Blackhawks de Chicago      | 4                          |                            |  |   |                        |                       |                       |  |   |                            |                            |                            |
|  |                                | 7                              | Red Wings de Détroit           | 3 |                        |                            |                            |                            |  |   |                        |                       |                       |  |   |                            |                            |                            |
|  | 2                              | 7                              | Red Wings de Détroit           | 3 | Ducks d'Anaheim        | 3                          |                            |                            |  |   |                        |                       |                       |  |   |                            |                            |                            |
|  | 2                              |                                |                                |   | Ducks d'Anaheim        | 3                          |                            |                            |  |   |                        |                       |                       |  |   |                            |                            |                            |
|  | 7                              | Red Wings de Détroit           | 4                              |   |                        |                            |                            |                            |  |   |                        |                       |                       |  |   |                            |                            |                            |
|  | 7                              | Red Wings de Détroit           | 4                              |   |                        |                            |                            |                            |  | 1 | Blackhawks de Chicago  | 4                     |                       |  |   |                            |                            |                            |
|  | Association de l'Ouest         |                                |                                |   |                        |                            |                            |                            |  | 1 | Blackhawks de Chicago  | 4                     |                       |  |   |                            |                            |                            |
|  |                                | 5                              | Kings de Los Angeles           | 1 |                        |                            |                            |                            |  |   |                        |                       |                       |  |   |                            |                            |                            |
|  | 3                              | 5                              | Kings de Los Angeles           | 1 | Canucks de Vancouver   | 0                          |                            |                            |  |   |                        |                       |                       |  |   |                            |                            |                            |
|  | 3                              |                                |                                |   | Canucks de Vancouver   | 0                          |                            |                            |  |   |                        |                       |                       |  |   |                            |                            |                            |
|  | 6                              | Sharks de San José             | 4                              |   |                        |                            |                            |                            |  |   |                        |                       |                       |  |   |                            |                            |                            |
|  | 6                              | Sharks de San José             | 4                              |   | 5                      | Kings de Los Angeles       | 4                          |                            |  |   |                        |                       |                       |  |   |                            |                            |                            |
|  |                                |                                |                                |   | 5                      | Kings de Los Angeles       | 4                          |                            |  |   |                        |                       |                       |  |   |                            |                            |                            |
|  |                                | 6                              | Sharks de San José             | 3 |                        |                            |                            |                            |  |   |                        |                       |                       |  |   |                            |                            |                            |
|  | 4                              | 6                              | Sharks de San José             | 3 | Blues de Saint-Louis   | 2                          |                            |                            |  |   |                        |                       |                       |  |   |                            |                            |                            |
|  | 4                              |                                |                                |   | Blues de Saint-Louis   | 2                          |                            |                            |  |   |                        |                       |                       |  |   |                            |                            |                            |
|  | 5                              | Kings de Los Angeles           | 4                              |   |                        |                            |                            |                            |  |   |                        |                       |                       |  |   |                            |                            |                            |

## Quarts de finale d'association

### Pittsburgh contre Islanders de New York

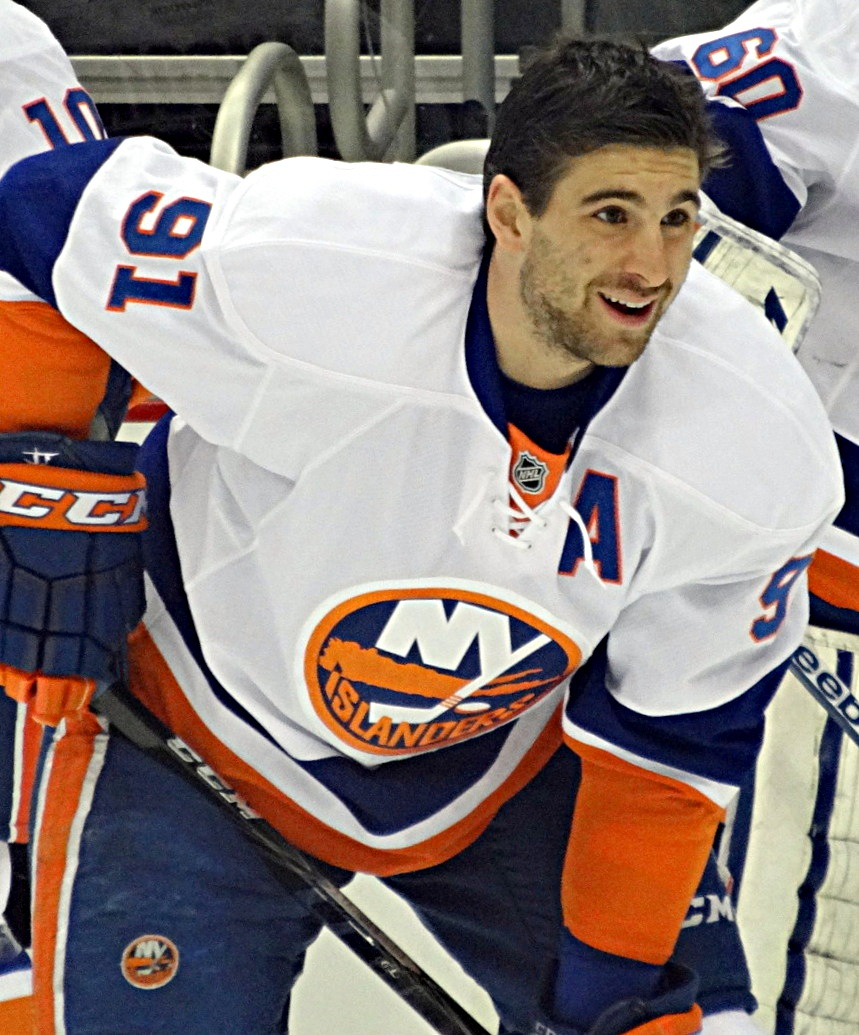
John Tavares inscrit cinq points pour les Islanders de New York malgré l'élimination de ceux-ci en six matchs.

Les Penguins de Pittsburgh finissent en tête de l'association de l'Est à l'issue de la saison régulière, avec 72 points. Ils sont menés en attaque par Sidney Crosby, capitaine de l'équipe et troisième pointeur de la saison régulière avec 56 points malgré une blessure à la mâchoire qui lui fait manquer 12 des 48 rencontres de la saison régulière, ainsi que par Chris Kunitz septième pointeur de la LNH. Au premier tour des séries, ils sont opposés aux Islanders de New York, dernière équipe qualifiée de l'association de l'Est, eux-mêmes guidés par John Tavares et qui participent aux séries éliminatoires pour la première fois depuis six saisons. Les deux équipes se sont rencontrées à cinq reprises lors de la saison régulière, pour quatre victoires des Penguins alors que les Islanders ne l'ont emporté qu'une fois.
Toujours blessé, Crosby ne joue pas le match d'ouverture sur la glace de Pittsburgh mais son équipe s'impose malgré tout sur le score de 5-0 avec un blanchissage de Marc-André Fleury et de sa défense. À l'autre bout de la patinoire, après avoir pris 4 buts en 15 tirs dont deux en 32 secondes, Ievgueni Nabokov quitte la glace au tout début de la deuxième période alors que les Penguins mènent grâce à des buts inscrits par Beau Bennett, Kristopher Letang et Pascal Dupuis à deux reprises. Tanner Glass inscrit le cinquième et dernier but de la soirée un peu après la mi-match. Crosby est de retour pour le deuxième match de la série et la rencontre commence bien pour les Penguins qui inscrivent un premier but dès la première minute de jeu par leur joueur russe, Ievgueni Malkine. Trois minutes plus tard, c'est au tour du capitaine de Pittsburgh de tromper Nabokov sur une passe de Jarome Iginla, auteur de deux passes décisives lors du premier match puis déjà deux autres lors de cette rencontre. Quatre minutes après, en supériorité numérique, Matt Moulson permet aux Islanders de revenir dans le match mais Crosby redonne deux buts d'avance quelques secondes avant la fin du tiers-temps. Les Penguins entament la deuxième période avec deux buts d'avance mais Colin McDonald parvient à récupérer un palet derrière les buts de Fleury pour tromper ce dernier. À la mi-match, les Islanders égalisent grâce à une échappée de Frans Nielsen, Josh Bailey et Matt Martin. Bailey tente un lancer de loin mais la rondelle passe à côté des buts. Le rebond contre la bande profite tout de même à Martin qui trompe Fleury à son tour. Les deux équipes terminent la période sur le score de 3-3 et la victoire tourne finalement à l'avantage de l'équipe de New York grâce à un but de Kyle Okposo à sept minutes de la fin du match, à la suite d'un nouveau rebond derrière les buts de Fleury.
La série continue sur Long Island dans le Nassau Veterans Memorial Coliseum pour les troisième et quatrième match. Moulson puis Casey Cizikas inscrivent deux buts au début de la troisième rencontre. Le vétéran Jarome Iginla, qui a rejoint les Penguins lors du dernier jour possible des échanges dans la LNH, permet aux Penguins de revenir au score à la 13e minute en déviant un lancer de Letang en double supériorité numérique. Vingt secondes plus tard, Malkine réalise une passe depuis son camp dans le dos de la défense des Islanders pour Kunitz qui trompe Nabokov et égalise pour Pittsburgh. Juste avant la première pause, Pascal Dupuis inscrit son troisième but depuis le début de la série sur une passe de Crosby. Les Penguins rentrent donc au vestiaire avec un but d'avance ; ils en obtiennent un second au cours de la deuxième période par le défenseur Douglas Murray qui décroche un lancer puissant dans la lucarne du gardien russe des Islanders. Au début du troisième tiers-temps, Brian Strait reçoit une pénalité pour avoir accroché Crosby et les Penguins ont une nouvelle occasion de creuser l'écart mais Nielsen récupère le palet et parvient à le transmettre à Okposo qui part en échappée solitaire et bat Fleury en infériorité numérique. Cinq minutes plus tard, Tavares effectue un tir des poignets puissant depuis le cercle d'engagement et force la prolongation. Au cours de celle-ci, Strait gêne une nouvelle fois Crosby pour une nouvelle pénalité mais cette fois, les Penguins en profitent grâce à Kunitz qui transforme une nouvelle passe de Crosby en but de la victoire.
Lors de la première période du quatrième match, les deux équipes se neutralisent avec un but de Strait contre un de James Neal. Vingt minutes plus tard, les deux équipes sont toujours à égalité avec deux nouveaux buts de chaque côté. La dernière période semble bien démarrer pour les visiteurs avec un but de Dupuis dès la première minute de jeu mais Streit inscrit son troisième point de la soirée à la 44e minute pour égaliser. Avec ce second but, il est le premier défenseur de l'histoire des Islanders depuis Denis Potvin en 1983 à inscrire deux buts au cours d'un match. À la cinquantième minute, Brad Boyes et Tavares pressent la défense des Penguins lors de leur relance et Boyes parvient à prendre la rondelle à Malkine pour le donner à Tavares. Ce dernier arrive à se débarrasser de Brooks Orpik et de Malkine pour tenter sa chance contre Fleury. Malgré un premier arrêt, Tavares continue son mouvement pour propulser la rondelle dans le fond des filets des Penguins. À moins de deux minutes de la fin de la rencontre, Cizikas inscrit un sixième but pour les Islanders qui égalisent à deux victoires partout dans la série.
Le Consol Energy Center de Pittsburgh accueille le cinquième match de la série et Dan Bylsma, l'entraîneur local, décide de confier ses buts au vétéran de l'équipe, Tomáš Vokoun, en lieu et place de Fleury. Le portier tchèque arrête les 14 lancers adverses lors de la première période alors que Pittsburgh ne tire que sept fois au but mais aucune équipe n'arrive à inscrire de but. Vokoun continue à garder ses buts inviolés au cours des 20 minutes suivantes mais ce n'est pas le cas du gardien russe qui accord 3 buts sur les 18 lancers des joueurs de Pittsburgh. Poulin remplace une nouvelle fois Nabokov en fin de match après un quatrième but inscrit par les Penguins qui s'imposent finalement 4-0. Le sixième match de la série se joue le 11 mai dans la patinoire des Islanders, Vokoun étant encore titularisé. Il cède pour la première fois de la série en début de match sur un lancer des poignets de Tavares, à la cinquième minute. Deux minutes plus tard, Crosby remonte toute la glace pour buter sur Nabokov mais Iginla, qui a suivi, égalise pour les Penguins. Juste avant la pause, les Penguins pensent pouvoir temporiser avant la sonnerie mais Colin McDonald profite d'un très bon pressing de Michael Grabner et Keith Aucoin pour donner un but d'avance aux Islanders. À la mi-match, Dupuis inscrit son cinquième but de la série sur une passe de Joe Vitale juste devant le gardien des Islanders. Au début de la troisième période, les Islanders repassent devant, une nouvelle fois grâce à un pressing offensif d'Aucoin qui permet à Grabner de tromper Vokoun. À cinq minutes de la fin du temps réglementaire, Malkine remonte le palet depuis son camp puis contourne le but de Nabokov avant de remettre le palet au niveau de la ligne bleue des Islanders pour Paul Martin, défenseur des Penguins, qui égalise sur un lancer frappé. Les deux équipes jouent donc une nouvelle fois les prolongations et c'est encore un lancer frappé depuis la ligne bleue qui donne la victoire aux Penguins, le but étant inscrit par Orpik.
| 1er mai | Pittsburgh | 5-0 (2-0, 3-0, 0-0) | New York | Consol Energy Center 18 612 spectateurs |

| Feuille de match | Feuille de match | Feuille de match                                  | Feuille de match | Feuille de match                                                        |
| ---------------- | --- | ------------------------------------------------- | ---------------- | ----------------------------------------------------------------------- |
|                  | B. Bennett (I. Malkine, P. Martin) — 3 min 30 s (SN) P. Dupuis (C. Adams, J. Iginla) — 13 min 23 s K. Letang (J. Iginla, I. Malkine) — 21 min 19 s (SN) P. Dupuis (M. Eaton, J. Jokinen) — 21 min 51 s T. Glass (J. Jokinen) — 33 min 7 s | 1-0 2-0 3-0 4-0 5-0                               | - -              | Arbitrage : Wes McCauley et Kevin Pollock Steve Barton et Greg Devorski |
| M. A. Fleury     | Gardiens | I Nabokov (21 min 51 s) Kevin Poulin (38 min 9 s) |                  | Arbitrage : Wes McCauley et Kevin Pollock Steve Barton et Greg Devorski |
| 38 min           | Pénalités | 51 min                                            |                  | Arbitrage : Wes McCauley et Kevin Pollock Steve Barton et Greg Devorski |
| 26               | Tirs | 26                                                |                  | Arbitrage : Wes McCauley et Kevin Pollock Steve Barton et Greg Devorski |

| 3 mai | Pittsburgh | 3-4 (3-1, 0-2, 0-1) | New York | Consol Energy Center 18 624 spectateurs |

| Feuille de match | Feuille de match | Feuille de match            | Feuille de match | Feuille de match                                                       |
| ---------------- | --- | --------------------------- | --- | ---------------------------------------------------------------------- |
|                  | I. Malkine (J. Iginla) — 43 s S. Crosby (J. Iginla, I. Malkine) — 3 min 19 s (SN) - S. Crosby (P. Dupuis, M. Eaton) — 7 min 22 s - | 1-0 2-0 2-1 3-1 3-2 3-3 3-4 | - M. Moulson (J. Tavares, M. Streit) — 7 min 4 s (SN) - C. McDonald (K. Aucoin, D. Ullström) — 25 min 12 s M. Martin (J. Bailey, F. Nielsen) — 30 min 37 s K. Okposo (M. Moulson, M. Streit) — 52 min 23 s | Arbitrage : Chris Lee et Kelly Sutherland Scott Driscoll et Jean Morin |
| M. A. Fleury     | Gardiens | I Nabokov                   | | Arbitrage : Chris Lee et Kelly Sutherland Scott Driscoll et Jean Morin |
| 15 min           | Pénalités | 15 min                      | | Arbitrage : Chris Lee et Kelly Sutherland Scott Driscoll et Jean Morin |
| 33               | Tirs | 42                          | | Arbitrage : Chris Lee et Kelly Sutherland Scott Driscoll et Jean Morin |

| 5 mai | New York | 4-5 (pr) (2-3, 0-1, 2-0, 0-1) | Pittsburgh | Nassau Veterans Memorial Coliseum 16 170 spectateurs |

| Feuille de match | Feuille de match | Feuille de match                    | Feuille de match | Feuille de match                                                 |
| ---------------- | --- | ----------------------------------- | --- | ---------------------------------------------------------------- |
|                  | M. Moulson (K. Okposo, Ľ. Višňovský) — 1 min 43 s C. Cizikas (M. Grabner) — 5 min 41 s - K. Okposo (F. Nielsen) — 45 min 31 s (IN) J. Tavares (J. Bailey) — 50 min 48 s - | 1-0 2-0 2-1 2-2 2-3 2-4 3-4 4-4 4-5 | - J. Iginla (K. Letang, S. Crosby) — 13 min 18 s (2 SN) C. Kunitz (I. Malkine, K. Letang) — 13 min 37 s (SN) P. Dupuis (S. Crosby, C. Kunitz) — 19 min D. Murray (I. Malkine, P. Martin) — 37 min 10 s - C. Kunitz (S. Crosby, P. Martin) — 68 min 44 s (SN) | Arbitrage : Brad Meier et Tim Peel Scott Cherrey et Brian Murphy |
| I Nabokov        | Gardiens | M. A. Fleury                        | | Arbitrage : Brad Meier et Tim Peel Scott Cherrey et Brian Murphy |
| 12 min           | Pénalités | 8 min                               | | Arbitrage : Brad Meier et Tim Peel Scott Cherrey et Brian Murphy |
| 36               | Tirs | 25                                  | | Arbitrage : Brad Meier et Tim Peel Scott Cherrey et Brian Murphy |

| 7 mai | New York | 6-4 (1-1, 2-2, 3-1) | Pittsburgh | Nassau Veterans Memorial Coliseum 16 170 spectateurs |

| Feuille de match | Feuille de match | Feuille de match                        | Feuille de match | Feuille de match                                                           |
| ---------------- | --- | --------------------------------------- | --- | -------------------------------------------------------------------------- |
|                  | B. Strait (Ľ. Višňovský, C. Cizikas) — 14 min 5 s - M. Streit (T. Hamonic, B. Boyes) — 26 min 19 s (SN) - K. Okposo (T. Hamonic, M. Streit) — 38 min 36 s - M. Streit (C. Cizikas, B. Boyes) — 44 min 30 s J. Tavares (B. Boyes) — 50 min 11 s C. Cizikas (M. Grabner, C. McDonald) — 58 min 44 s | 1-0 1-1 2-1 2-2 2-3 3-3 3-4 4-4 5-4 6-4 | - J. Neal (I. Malkine, J. Iginla) — 14 min 50 s - I. Malkine (J. Iginla, MA. Fleury) — 27 min 17 s B. Sutter (B. Morrow, M. Cooke) — 31 min 3 s - P. Dupuis (C. Kunitz, S. Crosby) — 40 min 41 s - - | Arbitrage : Dan O'Halloran et Paul Devorski Lonnie Cameron et Jay Sharrers |
| I Nabokov        | Gardiens | M. A. Fleury                            | | Arbitrage : Dan O'Halloran et Paul Devorski Lonnie Cameron et Jay Sharrers |
| 11 min           | Pénalités | 15 min                                  | | Arbitrage : Dan O'Halloran et Paul Devorski Lonnie Cameron et Jay Sharrers |
| 24               | Tirs | 31                                      | | Arbitrage : Dan O'Halloran et Paul Devorski Lonnie Cameron et Jay Sharrers |

| 9 mai | Pittsburgh | 4-0 (0-0, 3-0, 1-0) | New York | Consol Energy Center 18 636 spectateurs |

| Feuille de match | Feuille de match | Feuille de match                                   | Feuille de match | Feuille de match                                                   |
| ---------------- | --- | -------------------------------------------------- | ---------------- | ------------------------------------------------------------------ |
|                  | T. Kennedy (K. Letang, B. Sutter) — 27 min 25 s D. Murray (C. Kunitz, I. Malkine) — 28 min 47 s S. Crosby (J. Iginla, P. Dupuis) — 34 min K. Letang (S. Crosby, P. Martin) — 45 min 43 s (SN) | 1-0 2-0 3-0 4-0                                    | - - -            | Arbitrage : Mike Leggo et Dan O'Rourke Steve Miller et Mark Wheler |
| T. Vokoun        | Gardiens | I Nabokov (45 min 43 s) Kevin Poulin (14 min 17 s) |                  | Arbitrage : Mike Leggo et Dan O'Rourke Steve Miller et Mark Wheler |
| 30 min           | Pénalités | 36 min                                             |                  | Arbitrage : Mike Leggo et Dan O'Rourke Steve Miller et Mark Wheler |
| 31               | Tirs | 31                                                 |                  | Arbitrage : Mike Leggo et Dan O'Rourke Steve Miller et Mark Wheler |

| 11 mai | New York | 3-4 (pr) (2-1, 0-1, 1-1, 0-1) | Pittsburgh | Nassau Veterans Memorial Coliseum 16 170 spectateurs |

| Feuille de match | Feuille de match | Feuille de match            | Feuille de match | Feuille de match                                                        |
| ---------------- | --- | --------------------------- | --- | ----------------------------------------------------------------------- |
|                  | J. Tavares (J. Bailey, M. Carkner) — 5 min 36 s - C. McDonald (K. Aucoin, M. Grabner) — 19 min 23 s - M. Grabner (K. Aucoin) - | 1-0 1-1 2-1 2-2 3-2 3-3 3-4 | - J. Iginla (S. Crosby, P. Martin) — 7 min 39 s - P. Dupuis (J. Vitale, M. Niskanen) — 30 min 59 s - P. Martin (I. Malkine) — 54 min 44 s B. Orpik (T. Kennedy, I. Malkine) — 67 min 49 s | Arbitrage : Wes McCauley et Chris Rooney Lonnie Cameron et Jay Sharrers |
| I Nabokov        | Gardiens | T Vokoun                    | | Arbitrage : Wes McCauley et Chris Rooney Lonnie Cameron et Jay Sharrers |
| 2 min            | Pénalités | 6 min                       | | Arbitrage : Wes McCauley et Chris Rooney Lonnie Cameron et Jay Sharrers |
| 38               | Tirs | 21                          | | Arbitrage : Wes McCauley et Chris Rooney Lonnie Cameron et Jay Sharrers |

### Montréal contre Ottawa
Première équipe de la division Nord-Est, les Canadiens de Montréal finissent à la deuxième place de l'association de l'Est avec 63 points. Ils sont menés par Max Pacioretty, meilleur buteur et pointeur de la franchise avec 15 buts et 39 points, et par Pernell Karl Subban, auteur de 27 passes et 38 points. Ils rencontrent au premier tour la septième équipe de l'association, également membre de la division Nord-Est, les Sénateurs d'Ottawa, dont les meilleurs joueurs sont Kyle Turris qui termine avec 12 buts et 29 points, et Sergueï Gontchar, qui a réalisé 24 passes. Les deux équipes se sont rencontrées à quatre reprises en saison régulière et l'ont remporté chacune deux fois.
Mieux classés que les Sénateurs, les Canadiens ont l'avantage de la glace pour la première fois en séries depuis 2008 et reçoivent leurs adversaires au Centre Bell lors des deux premiers matches. Ce sont cependant les Sénateurs qui marquent les premiers dans la série par Erik Karlsson qui dévie une passe de Kyle Turris après 17 minutes de jeu. Bien qu'ayant tiré plus au but qu'Ottawa, Montréal se retrouve mené 1-0 à la fin du premier tiers-temps. En deuxième période et après 33 minutes de jeu, les Canadiens parviennent à égaliser, sur leur 34e tir, par l'intermédiaire de René Bourque. 19 secondes plus tard et alors que les spectateurs fêtent encore le but des Canadiens, Lars Eller subit une sévère mise en échec du coude par Eric Gryba. Tombé tête la première sur la glace et saignant abondamment, Eller reste sans connaissance et les premiers soins lui sont alors prodigués avant qu'il soit conduit à l'hôpital où il passe la nuit en observation. Gryba reçoit alors une pénalité majeure et une pénalité de méconduite qui permettent aux Canadiens de prendre l'avantage par Brendan Gallagher en supériorité numérique moins d'une minute plus tard. Les joueurs de Montréal terminent le deuxième tiers-temps en menant seulement 2-1 alors qu'ils ont tiré 41 fois au but, dont 27 fois lors de la seule deuxième période, contre un total de 19 fois pour leurs adversaires en 40 minutes. Au début du troisième tiers-temps, les Sénateurs reprennent rapidement l'avantage grâce Jakob Silfverberg puis Marc Methot en moins de deux minutes. Les Canadiens pensent égaliser en milieu de période mais le but leur est refusé en raison d'une obstruction de Brandon Prust sur le gardien des Sénateurs, Craig Anderson, et ce sont ces derniers qui assurent finalement leur victoire par Guillaume Latendresse pour mener 1-0 dans la série. Anderson, qui a arrêté 48 des 50 lancers des Canadiens, termine la rencontre en étant nommé première étoile du match.
Le deuxième match, toujours joué à Montréal, se dispute sans Gryba qui est suspendu pour deux rencontres par la LNH et sans Eller, qui est sorti de l'hôpital ; il a été victime d'une commotion cérébrale, d'une perte de connaissance, de fractures au visage et de dents cassées. En plus d'Eller, Montréal doit aussi composer avec l'absence de Pacioretty ainsi que de leur capitaine Brian Gionta, également blessés. Les Canadiens continuent cependant sur la lancée du premier match et tirent six fois au but au cours des cinq premières minutes de jeu, sans toutefois battre Anderson, et la première période se termine sur un score vierge. En début de deuxième tiers-temps, Ryan White presse le défenseur adverse qui tente une passe ; celle-ci touche le bâton de White et termine dans le but des Sénateurs. Moins d'une minute après l'ouverture du score, Montréal double la marque par Brendan Gallagher sur une passe de Galchenyuk. Peu avant la mi-rencontre, au cours d'une pénalité différée, les Sénateurs profitent de la présence d'un joueur supplémentaire pour revenir au score grâce à Milan Michálek qui dévie un tir de Chris Phillips. Ottawa ne parvient plus à marquer au cours de cette période, notamment en raison de trois arrêts de Price et Montréal reprend deux buts d'avance par Michael Ryder pour mener 3-1 à la fin du tiers-temps. Aucune équipe ne parvient à inscrire le moindre but en troisième période et les Canadiens égalisent à une victoire partout dans la série. Après sa prestation critiquée du match précédent, Price remporte cette fois-ci la première étoile du match.
Les Sénateurs accueillent les Canadiens à la Place Banque Scotia pour les deux rencontres suivantes. Le troisième match voit les locaux ouvrir le score par Daniel Alfredsson en début de première période puis les visiteurs égaliser par Bourque, les deux buts étant inscrits en supériorité numérique. Lors du deuxième tiers-temps, Jean-Gabriel Pageau, recrue de 20 ans d'Ottawa, redonne l'avantage aux siens et leur permet de rejoindre les vestiaires avec un but d'avance. Pageau inscrit un deuxième but personnel après à peine plus d'une minute de jeu en troisième période puis Turris donne une avance de trois buts aux locaux après 47 minutes de jeu. Quelques secondes après ce but, les dix patineurs présents sur la glace jettent leurs gants pour se battre avec leurs adversaires ; les deux instigateurs du combat reçoivent une pénalité d'inconduite et les huit autres sont expulsés du match. Profitant de la supériorité numérique qui suit, les Sénateurs inscrivent un nouveau but, 8 secondes après le précédent pour mener 5-1. Pageau marque un troisième et dernier but personnel, lors d'un nouvel avantage numérique, réussissant ainsi un coup du chapeau et clôturant la marque. La rencontre se termine sur le score de 6-1 pour Ottawa et un total de plus de 200 minutes de pénalité cumulées. Le début de la quatrième rencontre voit les deux équipes se neutraliser, chacune tirant 9 fois sans inscrire le moindre but. Ce sont les Canadiens qui ouvrent le score en deuxième période par Subban avant que Galchenyuk n'ajoute un deuxième but 62 secondes plus tard. Les Canadiens conservent cet avantage et terminent le deuxième tiers-temps avec cette avance de deux buts. Ottawa parvient finalement à réduire la marque en milieu de troisième période, sur un but controversé du patin de Mika Zibanejad mais jugé valide par les arbitres. À la faveur d'un sixième joueur rentré en jeu à la place de leur gardien, les Sénateurs réussissent ensuite à égaliser par Cory Conacher, à 22 secondes de la fin du temps réglementaire, pour obliger le match à se poursuivre en prolongation. Price, blessé sur le but égalisateur, doit alors céder sa place à Budaj qui est battu après 2 minutes 32 de jeu supplémentaire. Les Sénateurs remportent un troisième match pour mener 3-1 dans la série.
De retour à Montréal pour la cinquième rencontre, les Canadiens, toujours privés d'Eller, doivent se passer de Price et de Gionta, tous deux forfaits pour le reste de la série. La première période voit Montréal dominer mais ce sont les Sénateurs qui ouvrent la marque par Zack Smith puis doublent leur avance grâce à Conacher avant que Subban ne réduise l'écart en supériorité numérique juste avant de rentrer au vestiaire. Ottawa marque un troisième but en milieu de deuxième tiers-temps par Turris, en infériorité numérique, puis conforte sa victoire en inscrivant trois buts en dernière période grâce à Alfredsson, Conacher à nouveau et enfin Erik Condra alors qu'Anderson termine la rencontre avec 33 arrêts. Les Sénateurs remportent la rencontre 6-1 et se qualifient pour le deuxième tour des séries pour la première fois depuis 2007 quand ils avaient atteint la finale.
| 2 mai | Montréal | 2-4 (0-1, 2-0, 0-3) | Ottawa | Centre Bell 21 273 spectateurs |

| Feuille de match | Feuille de match                                                                                                 | Feuille de match        | Feuille de match | Feuille de match                                                |
| ---------------- | --- | ----------------------- | --- | --------------------------------------------------------------- |
|                  | R. Bourque (P.K. Subban, D. Desharnais) — 33 min 9 s B. Gallagher (T. Plekanec, A. Galchenyuk) — 34 min 8 s (SN) | 0-1 1-1 2-1 2-2 2-3 2-4 | E. Karlsson (K. Turris, M. Methot) — 17 min 25 s J. Silfverberg (M. Zibanejad, E. Karlsson) — 43 min 27 s M. Methot (D. Alfredsson) — 45 min 20 s G. Latendresse (J. Silfverberg, M. Zibanejad) — 53 min 55 s | Arbitrage : Mike Leggo et Dan O'Rourke Derek Amell et Tim Nowak |
| C. Price         | Gardiens | C. Anderson             | | Arbitrage : Mike Leggo et Dan O'Rourke Derek Amell et Tim Nowak |
| 6 min            | Pénalités | 23 min                  | | Arbitrage : Mike Leggo et Dan O'Rourke Derek Amell et Tim Nowak |
| 50               | Tirs | 31                      | | Arbitrage : Mike Leggo et Dan O'Rourke Derek Amell et Tim Nowak |

| 3 mai | Montréal | 3-1 (0-0, 3-1, 0-0) | Ottawa | Centre Bell 21 273 spectateurs |

| Feuille de match | Feuille de match | Feuille de match | Feuille de match                                   | Feuille de match                                                   |
| ---------------- | --- | ---------------- | -------------------------------------------------- | ------------------------------------------------------------------ |
|                  | R. White — 23 min 20 s B. Gallagher (A. Galchenyuk, B. Prust) — 24 min 13 s M. Ryder (R. Bourque, P.K. Subban) — 38 min 57 s | 1-0 2-0 2-1 3-1  | M. Michálek (C. Phillips, A. Benoit) — 28 min 16 s | Arbitrage : Wes McCauley et Kevin Pollock Derek Amell et Tim Nowak |
| C. Price         | Gardiens | C. Anderson      |                                                    | Arbitrage : Wes McCauley et Kevin Pollock Derek Amell et Tim Nowak |
| 12 min           | Pénalités | 8 min            |                                                    | Arbitrage : Wes McCauley et Kevin Pollock Derek Amell et Tim Nowak |
| 34               | Tirs | 30               |                                                    | Arbitrage : Wes McCauley et Kevin Pollock Derek Amell et Tim Nowak |

| 5 mai | Ottawa | 6-1 (1-1, 1-0, 4-0) | Montréal | Place Banque Scotia 20 249 spectateurs |

| Feuille de match | Feuille de match | Feuille de match            | Feuille de match                                       | Feuille de match                                                           |
| ---------------- | --- | --------------------------- | ------------------------------------------------------ | -------------------------------------------------------------------------- |
|                  | D. Alfredsson (S. Gontchar, E. Karlsson) — 5 min 58 s (SN) J. Pageau (S. Gontchar, M. Methot) — 24 min 40 s J. Pageau (C. Neil, J. Cowen) — 41 min 18 s K. Turris (D. Alfredsson, E. Karlsson) — 47 min J. Silfverberg (M. Michalek) — 47 min 8 s J. Pageau (E. Condra, D. Alfredsson) — 58 min 2 s | 1-0 1-1 2-1 3-1 4-1 5-1 6-1 | R. Bourque (T. Plekanec, B. Gionta) — 14 min 34 s (SN) | Arbitrage : Paul Devorski et Dan O'Halloran Lonnie Cameron et Jay Sharrers |
| C. Anderson      | Gardiens | C. Price                    |                                                        | Arbitrage : Paul Devorski et Dan O'Halloran Lonnie Cameron et Jay Sharrers |
| 107 min          | Pénalités | 129 min                     |                                                        | Arbitrage : Paul Devorski et Dan O'Halloran Lonnie Cameron et Jay Sharrers |
| 30               | Tirs | 34                          |                                                        | Arbitrage : Paul Devorski et Dan O'Halloran Lonnie Cameron et Jay Sharrers |

| 7 mai | Ottawa | 3-2 (pr) (0-0, 0-2, 2-0, 1-0) | Montréal | Place Banque Scotia 20 500 spectateurs |

| Feuille de match | Feuille de match | Feuille de match                        | Feuille de match                                                                                     | Feuille de match                                          |
| ---------------- | --- | --------------------------------------- | --- | --------------------------------------------------------- |
|                  | M. Zibanejad (C. Neil, S. Gontchar) — 51 min 55 s C. Conacher (D. Alfredsson, K. Turris) — 59 min 37 s K. Turris (M. Methot, E. Karlsson) — 62 min 32 s | 0-1 0-2 1-2 2-2 3-2                     | P. Subban (T. Plekanec, M. Ryder) — 22 min 52 s A. Galchenyuk (J. Halpern, J. Tinordi) — 23 min 54 s | Arbitrage : B. Meier et T. Peel D. Brisebois et J. Murray |
| C. Anderson      | Gardiens | C. Price (60 min) P. Budaj (2 min 32 s) | | Arbitrage : B. Meier et T. Peel D. Brisebois et J. Murray |
| 21 min           | Pénalités | 14 min                                  | | Arbitrage : B. Meier et T. Peel D. Brisebois et J. Murray |
| 34               | Tirs | 28                                      | | Arbitrage : B. Meier et T. Peel D. Brisebois et J. Murray |

| 9 mai | Montréal | 1-6 (1-2, 0-1, 0-3) | Ottawa | Centre Bell 21 273 spectateurs |

| Feuille de match | Feuille de match                                      | Feuille de match            | Feuille de match | Feuille de match                                             |
| ---------------- | ----------------------------------------------------- | --------------------------- | --- | ------------------------------------------------------------ |
|                  | P. Subban (A. Markov, T. Plekanec) — 20 min 32 s (SN) | 0-1 0-2 1-2 1-3 1-4 1-5 1-6 | Z. Smith (M. Kassian, M. Methot) — 2 min 35 s C. Conacher (E. Condra, J. Pageau) — 18 min 32 s K. Turris (E. Condra) — 32 min 59 s (IN) D. Alfredsson (S. Gonchar, E. Karlsson) — 36 min 39 s (SN) C. Conacher (M. Zibanejad) — 37 min 23 s (SN) E. Condra (J. Pageau, M. Kassian) — 73 min 6 s (SN) | Arbitrage : S. Kozari et C. Rooney L. Cameron et J. Sharrers |
| P. Budaj         | Gardiens                                              | C. Anderson                 | | Arbitrage : S. Kozari et C. Rooney L. Cameron et J. Sharrers |
| 32 min           | Pénalités                                             | 22 min                      | | Arbitrage : S. Kozari et C. Rooney L. Cameron et J. Sharrers |
| 34               | Tirs                                                  | 29                          | | Arbitrage : S. Kozari et C. Rooney L. Cameron et J. Sharrers |

### Washington contre Rangers de New York

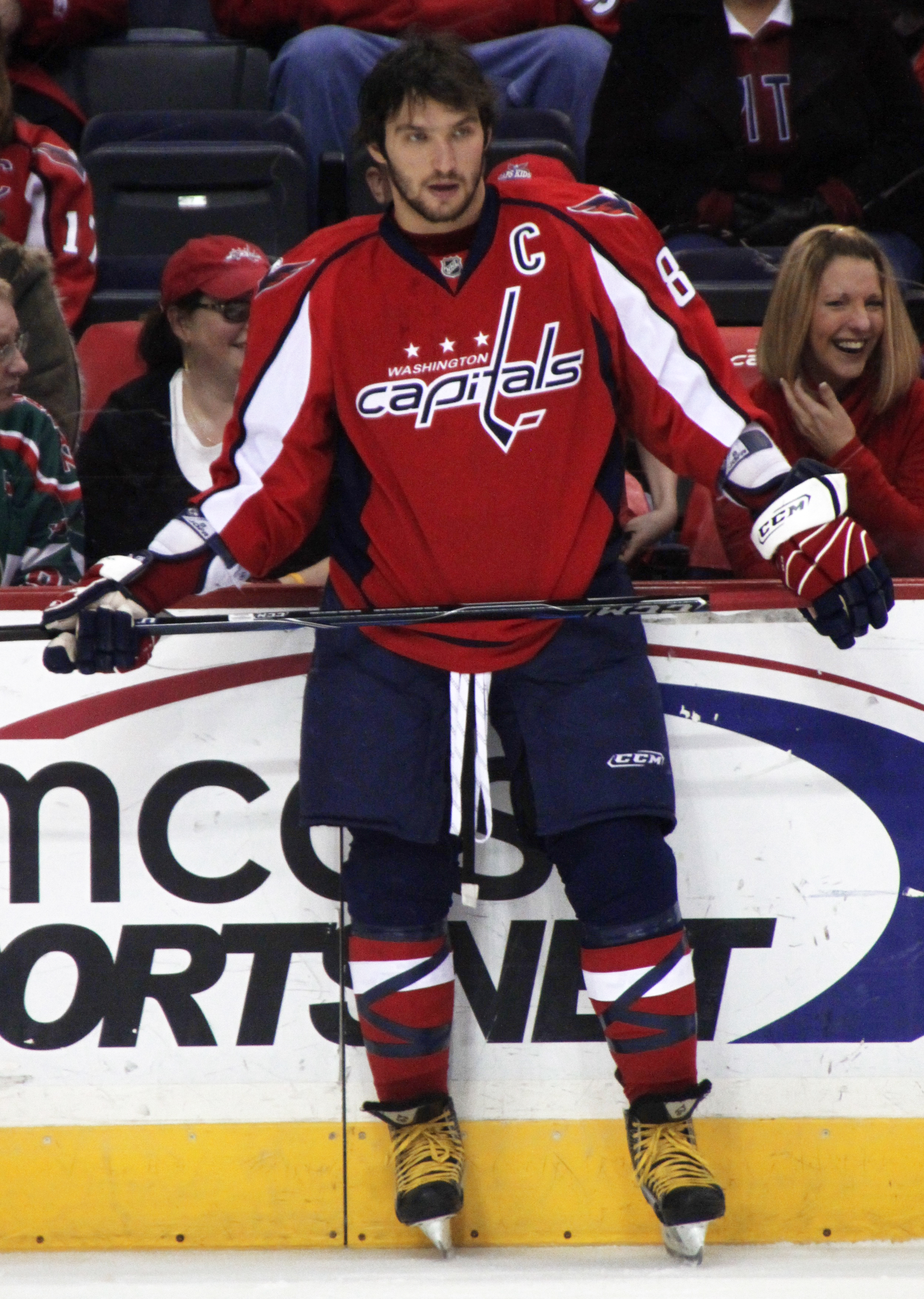
Aleksandr Ovetchkine, meilleur buteur de la ligue.

La troisième série de l'association de l'Est oppose les Capitals de Washington, meilleure formation de la Division Sud-Est, aux Rangers de New York, deuxièmes de la division Atlantique et sixième de l'Est. L'équipe de Washington est emmenée par le joueur russe international, Aleksandr Ovetchkine, capitaine de l'équipe et meilleur buteur du championnat. Avec 32 buts, Ovetchkine remporte pour la troisième fois de sa carrière le trophée Maurice-Richard du meilleur buteur de la saison ; il est le premier joueur de l'histoire du trophée à remporter la course aux buts trois fois. Les Rangers sont pour leur part guidés par Rick Nash qui a rejoint l'équipe l'été précédent.
Mieux classés, les Capitals accueillent les deux premiers matchs de la série dans leur salle du Verizon Center. Au cours du premier, ce sont les visiteurs qui ouvrent le score à la fin du premier tiers-temps, par Carl Hagelin qui inscrit à cette occasion le premier but de sa carrière en série dans la LNH. La deuxième période tourne intégralement à l'avantage des locaux qui inscrivent trois buts par Ovetchkine, Marcus Johansson et Jason Chimera. Dans les buts, Braden Holtby pour les Capitals et Henrik Lundqvist pour les Rangers arrêtent tous les lancers lors du dernier tiers-temps pour une victoire finale 3-1 des locaux. Holtby réalisant 35 arrêts au cours de la rencontre reçoit la première étoile du match. Le deuxième match a lieu deux jours plus tard et les gardiens sont encore une fois les vedettes de la rencontre. Ainsi, les deux portiers parviennent à arrêter tous les lancers qu'ils reçoivent au cours des 60 minutes de jeu du temps réglementaire. Il faut finalement attendre la 68e minute pour voir la victoire revenir aux Capitals ; ils profitent d'une pénalité contre Ryan McDonagh pour installer leur jeu dans le camp des Rangers. Après une série de passes, Mike Green inscrit le but victorieux d'un lancer frappé solide depuis la ligne bleue. Il parvient à tromper Lundqvist qui a tout de même réalisé 37 arrêts au cours de la rencontre.
Le troisième match de la série est joué dans le Madison Square Garden le 6 mai 2013 et les Capitals ouvrent le score dès la quatrième minute de jeu grâce à un lancer de John Carlson dévié par Nicklas Bäckström juste devant Lundqvist. Huit minutes plus tard, Brian Boyle parvient à égaliser en glissant la rondelle entre le poteau des buts et Holtby. Derick Brassard inscrit le deuxième but pour l'équipe de New York au tout début de la deuxième période. L'équipe locale pense rentrer au vestiaire pour la deuxième pause avec un but d'avance mais le défenseur des Capitals, Green, trompe Lundqvist à la 37e minute. Au début de la dernière période du temps réglementaire, Brassard presse la défense adverse dans l'angle derrière les buts avant de passer le palet à Arron Asham qui redonne un but d'avance aux joueurs locaux. Cinq minutes plus tard, Jay Beagle dévie un lancer de Jack Hillen depuis la ligne bleue et permet à son équipe de revenir une troisième fois dans la partie. Les Rangers décrochent finalement leur première victoire dans la série grâce à un but de Derek Stepan bien servi par Nash devant Holtby à la 53e minute. Les Rangers inscrivent le premier but du quatrième match à la 16e minute : Holtby sort loin de ses buts pour attraper le palet mais il manque sa relance et envoie la rondelle directement sur Taylor Pyatt. Hagelin la récupère et voit son tir bloqué avant que Brad Richards parvienne à marquer. Juste après la mi-match, Hagelin double la mise pour les Rangers sur un lancer au-dessus de l'épaule de Holtby. Les Capitals reviennent au score avant la fin du tiers-temps avec deux buts inscrits par Mathieu Perreault et Troy Brouwer. Les locaux repassent devant dès le début de la dernière période en supériorité numérique à la suite d'une pénalité de Jason Chimera à la fin de la période précédente. Les joueurs de New York s'installent dans le camp des Capitals et le défenseur Daniel Girardi des Rangers effectue un lancer frappé puissant pour tromper une troisième fois Holtby. Six minutes plus tard, Jack Hillen gêne son propre gardien et les Rangers en profitent pour prendre deux buts d'avance. Malgré un but une minute plus tard par Karl Alzner, les Capitals n'arrivent pas à revenir au score et la troupe de John Tortorella égalise à deux matchs partout dans la série.
La série est de retour à Washington pour le cinquième match et les Rangers sont les premiers à inscrire un but lors de la partie : dès la première minute, ils profitent d'un jeu de passes rapides et trompent Holtby. Lunqvist arrête tous les tirs des locaux et les Rangers terminent le premier tiers avec un avantage d'un but. Juste avant le milieu de la rencontre, les Capitals arrivent à revenir au score par Joel Ward sur une supériorité numérique. Les Rangers ne tirent que 5 fois au but lors de ce tiers-temps et les deux équipes se séparent sur un score nul au bout de 40 minutes de jeu. Washington cherche à prendre les devants lors de la dernière période du temps réglementaire avec 13 tirs mais Lunqvist ne laisse plus passer de palet. C'est également le cas de Holtby, même si ce dernier ne fait face qu'à 4 tirs en troisième période. Les deux équipes jouent donc un deuxième match en prolongation. Après 9 minutes de temps supplémentaire, les joueurs de Washington décrochent la victoire grâce à Mike Ribeiro qui inscrit son premier but des séries et permet aux Capitals de n'être plus qu'à une victoire de la qualification. 
De retour chez eux, les Rangers ont plus de velléités offensives puisqu'ils effectuent 12 lancers lors du premier tiers-temps contre 8 pour les Capitals mais les deux portiers arrêtent tous les tirs. À la mi-match, Brassard réussit à inscrire un but alors que Rick Nash masque la vue de Holtby. Lunqvist continue à arrêter tous les tirs des Capitals lors de la deuxième période puis en fait de même au cours des dernières vingt minutes. Au total, il arrête les 27 lancers adverses contre 28 pour Holtby mais la victoire revient tout de même aux Rangers. Les deux équipes se retrouvent donc pour un match numéro sept décisif dans la ville de Washington le 13 mai. Malgré 13 lancers des Capitals au cours du premier tiers-temps, ce sont les Rangers qui rentrent au vestiaire devant avec un but inscrit par Asham à la suite d'une contre-attaque. La deuxième période ressemble à la première : les locaux tirent 13 fois au but, Lunqvist arrête tous les palets alors que l'attaque des Rangers trouve à deux reprises le fond des filets de Holtby. Les Rangers s'imposent finalement sur le score de 5-0 avec un nouveau blanchissage de Lundqvist malgré 35 tirs reçus lors de ce septième match.
| 2 mai | Washington | 3-1 (0-1, 2-0, 1-0) | New York | Verizon Center 18 506 spectateurs |

| Feuille de match | Feuille de match | Feuille de match | Feuille de match                                    | Feuille de match                                                         |
| ---------------- | --- | ---------------- | --------------------------------------------------- | ------------------------------------------------------------------------ |
|                  | A. Ovetchkine (M. Green, N. Bäckström) — 26 min 59 s (SN) M. Johansson (S. Oleksy) — 34 min 21 s J. Chimera (M. Perreault) — 35 min 7 s | 0-1 1-1 2-1 3-1  | C. Hagelin (R. Callahan, R. McDonagh) — 16 min 44 s | Arbitrage : Steve Kozari et Chris Rooney David Brisebois et Jonny Murray |
| B. Holtby        | Gardiens | H. Lundqvist     |                                                     | Arbitrage : Steve Kozari et Chris Rooney David Brisebois et Jonny Murray |
| 12 min           | Pénalités | 10 min           |                                                     | Arbitrage : Steve Kozari et Chris Rooney David Brisebois et Jonny Murray |
| 36               | Tirs | 30               |                                                     | Arbitrage : Steve Kozari et Chris Rooney David Brisebois et Jonny Murray |

| 4 mai | Washington | 1-0 (pr) (0-0, 0-0, 0-0, 1-0) | New York | Verizon Center 18 506 spectateurs |

| Feuille de match | Feuille de match                              | Feuille de match | Feuille de match | Feuille de match                                                                |
| ---------------- | --------------------------------------------- | ---------------- | ---------------- | ------------------------------------------------------------------------------- |
|                  | M. Green (M. Ribeiro, A. Ovetchkine) — 68 min | 1-0              |                  | Arbitrage : Eric Furlatt et Francois St. Laurent Darren Gibbs et Pierre Racicot |
| B. Holtby        | Gardiens                                      | H. Lundqvist     |                  | Arbitrage : Eric Furlatt et Francois St. Laurent Darren Gibbs et Pierre Racicot |
| 10 min           | Pénalités                                     | 8 min            |                  | Arbitrage : Eric Furlatt et Francois St. Laurent Darren Gibbs et Pierre Racicot |
| 38               | Tirs                                          | 24               |                  | Arbitrage : Eric Furlatt et Francois St. Laurent Darren Gibbs et Pierre Racicot |

| 6 mai | New York | 4-3 (1-1, 1-1, 2-1) | Washington | Madison Square Garden 17 200 spectateurs |

| Feuille de match | Feuille de match | Feuille de match            | Feuille de match | Feuille de match                                              |
| ---------------- | --- | --------------------------- | --- | ------------------------------------------------------------- |
|                  | B. Boyle (D. Brassard, M. Del Zotto) — 12 min 50 s D. Brassard (M. Zuccarello, B. Boyle) — 21 min 23 s (SN) A. Asham ( D. Brassard , T. Pyatt) — 42 min 53 s D. Stepan (R. Nash , Zuccarello) — 53 min 35 s | 0-1 1-1 2-1 2-2 3-2 3-3 4-3 | N. Bäckström (J. Carlson, J. Erskine) — 4 min 6 s M. Green (M. Perreault, J. Chimera) — 37 min 19 s J. Beagle ( J. Hillen, J. Ward) — 47 min 19 s | Arbitrage : Mike Leggo Dan O'Rourke Scott Driscoll Jean Morin |
| H. Lundqvist     | Gardiens | B. Holtby                   | | Arbitrage : Mike Leggo Dan O'Rourke Scott Driscoll Jean Morin |
| 6 min            | Pénalités | 12 min                      | | Arbitrage : Mike Leggo Dan O'Rourke Scott Driscoll Jean Morin |
| 30               | Tirs | 31                          | | Arbitrage : Mike Leggo Dan O'Rourke Scott Driscoll Jean Morin |

| 8 mai | New York | 4-3 (1-0, 1-2, 2-1) | Washington | Madison Square Garden 17 200 spectateurs |

| Feuille de match | Feuille de match | Feuille de match            | Feuille de match | Feuille de match                                             |
| ---------------- | --- | --------------------------- | --- | ------------------------------------------------------------ |
|                  | B. Richards (C. Hagelin, T. Pyatt) — 16 min 25 s C. Hagelin (D. Brassard, R. Clowe) — 30 min 13 s D. Girardi (D. Brassard, M. Zuccarello) — 40 min 59 s (SN) D. Stepan (C. Hagelin, R. Callahan) — 46 min 2 s | 1-0 2-0 2-1 2-2 3-2 4-2 4-3 | M. Perreault (J. Ward, J. Chimera) — 33 min 8 s T. Brouwer (M. Green) — 39 min 42 s K. Alzner (J. Ward, M. Perreault) — 47 min 31 s | Arbitrage : M. Joannette et B. Pochmara D. Amell et T. Nowak |
| H. Lundqvist     | Gardiens | B. Holtby                   | | Arbitrage : M. Joannette et B. Pochmara D. Amell et T. Nowak |
| 8 min            | Pénalités | 4 min                       | | Arbitrage : M. Joannette et B. Pochmara D. Amell et T. Nowak |
| 30               | Tirs | 34                          | | Arbitrage : M. Joannette et B. Pochmara D. Amell et T. Nowak |

| 10 mai | Washington | 2-1 (pr) (0-1, 1-0, 0-0, 1-0) | New York | Verizon Center 18 506 spectateurs |

| Feuille de match | Feuille de match                                                                                           | Feuille de match | Feuille de match                          | Feuille de match                                        |
| ---------------- | --- | ---------------- | ----------------------------------------- | ------------------------------------------------------- |
|                  | J. Ward (M. Johansson, N. Backstrom) — 27 min 44 s (SN) M. Perreault (T. Brouwer, K. Alzner) — 69 min 24 s | 0-1 1-1 2-1      | B. Boyle (D. Brassard, D. Girardi) — 53 s | Arbitrage : B. Meier et T. Peel S. Cherrey et B. Murphy |
| B. Holtby        | Gardiens                                                                                                   | H. Lundqvist     |                                           | Arbitrage : B. Meier et T. Peel S. Cherrey et B. Murphy |
| 4 min            | Pénalités                                                                                                  | 8 min            |                                           | Arbitrage : B. Meier et T. Peel S. Cherrey et B. Murphy |
| 25               | Tirs | 35               |                                           | Arbitrage : B. Meier et T. Peel S. Cherrey et B. Murphy |

| 12 mai | New York | 1-0 (0-0, 1-0, 0-0) | Washington | Madison Square Garden 17 200 spectateurs |

| Feuille de match | Feuille de match                                    | Feuille de match | Feuille de match | Feuille de match                                           |
| ---------------- | --------------------------------------------------- | ---------------- | ---------------- | ---------------------------------------------------------- |
|                  | D. Brassard (J. Moore, M. Zuccarello) — 29 min 39 s | 1-0              |                  | Arbitrage : B. Watson et M. Joannette S. Heyer et J. Morin |
| H. Lundqvist     | Gardiens                                            | B. Holtby        |                  | Arbitrage : B. Watson et M. Joannette S. Heyer et J. Morin |
| 4 min            | Pénalités                                           | 14 min           |                  | Arbitrage : B. Watson et M. Joannette S. Heyer et J. Morin |
| 22               | Tirs                                                | 27               |                  | Arbitrage : B. Watson et M. Joannette S. Heyer et J. Morin |

| 13 mai | Washington | 0-5 (0-1, 0-2, 0-2) | New York | Verizon Center 18 506 spectateurs |

| Feuille de match | Feuille de match | Feuille de match    | Feuille de match | Feuille de match                                           |
| ---------------- | ---------------- | ------------------- | --- | ---------------------------------------------------------- |
|                  |                  | 0-1 0-2 0-3 0-4 0-5 | A. Asham (C. Kreider) — 13 min 19 s T. Pyatt (D. Dorsett, S. Eminger) — 23 min 24 s M. Del Zotto (D. Brassard, R. Nash) — 25 min 34 s R. Callahan — 40 min 13 s M. Zuccarello (D. Brassard, S. Eminger) — 46 min 39 s | Arbitrage : C. Rooney et D. O'Rourke J. Morin et B. Murphy |
| B. Holtby        | Gardiens         | H. Lundqvist        | | Arbitrage : C. Rooney et D. O'Rourke J. Morin et B. Murphy |
| 14 min           | Pénalités        | 2 min               | | Arbitrage : C. Rooney et D. O'Rourke J. Morin et B. Murphy |
| 35               | Tirs             | 27                  | | Arbitrage : C. Rooney et D. O'Rourke J. Morin et B. Murphy |

### Boston contre Toronto
Quatrième équipe de l'association de l'Est, les Bruins de Boston ont l'avantage de la glace et sont opposés aux Maple Leafs de Toronto, classés cinquièmes avec cinq points de moins. Les franchises, toutes deux membres de la division Nord-Est, se sont rencontrées à quatre reprises lors de la saison régulière pour un bilan de trois victoires de Boston contre une en prolongation de Toronto. Les Bruins sont emmenés par Brad Marchand, meilleur buteur et pointeur de l'équipe avec 18 buts et 36 points, et par David Krejčí, meilleur passeur avec 23 aides ; de leur côté les Maple Leafs sont menés par Phil Kessel, meilleur joueur de l'équipe dans chaque catégorie avec 20 buts, 32 passes et 52 points. Durant leur histoire commune en séries, les Maple Leafs n'ont remporté que 7 de leurs 22 confrontations et les Bruins, qui sont favoris, n'ont plus perdu une série face aux Maple Leafs depuis 1959.
La série entre les deux équipes démarre dans la patinoire de Boston le TD Garden le 1er mai. Dès la première minute de jeu, Patrice Bergeron reçoit une pénalité pour avoir fait trébucher James van Riemsdyk. Sur l'engagement qui suit, les Maple Leafs récupèrent le palet et ce même van Riemsdyk en profite pour ouvrir le score. Quinze minutes plus tard, les Bruins égalisent : Daniel Paille récupère le palet derrière les buts de James Reimer ; Gregory Campbell arrive à glisser cette rondelle à Wade Redden qui arrive lancé et parvient à tromper le gardien des Maple Leafs. À deux minutes de la fin de première période, le défenseur de Toronto, Dion Phaneuf, est pénalisé pour un coup de bâton sur Tyler Seguin et même si sur l'infériorité numérique suivante les Maple Leafs sont proches de battre Tuukka Rask, sur la contre-attaque suivante, les Bruins doublent la mise grâce à Nathan Horton qui dévie le palet juste devant Reimer. Au cours de cette période, les joueurs de Boston tirent deux fois plus au but que ceux des Maple Leafs. Cette tendance reste la même au cours de la deuxième période avec 11 lancers pour les locaux contre 7 pour les visiteurs. Boston inscrit lors de cette période deux buts de plus d'abord par David Krejčí, puis par Johnny Boychuk. Rask réalise un bon match dans les buts n'accordant finalement qu'un seul but en 20 lancers. À l'autre bout de la patinoire, Reimer concède quatre buts même s'il réalise 36 arrêts. Lors des vingt premières minutes de jeu du deuxième match, les deux gardiens arrêtent tous les lancers adverses avec 12 arrêts pour Rask et 10 pour Reimer. C'est finalement ce dernier qui cède en premier au début du deuxième tiers-temps à la suite d'un lancer de Milan Lucic dévié par Horton juste devant le but de Toronto. Une minute plus tard, le capitaine des Bruins, Zdeno Chára, est pénalisé pour avoir fait trébucher. Les joueurs de Boston sont tous proches de tuer la pénalité mais deux secondes avant la fin de la supériorité, Jake Gardiner effectue un lancer depuis la ligne bleue. Rask fait un premier arrêt mais Joffrey Lupul récupère le palet pour le pousser au fond des filets des Bruins. Six minutes plus tard, Lupul inscrit son deuxième but de la soirée après un très bon travail de relance de Dion Phaneuf depuis sa zone puis de Matt Frattin qui embarque toute la défense adverse côté droit pour remettre la rondelle à Lupul démarqué au second poteau de Reimer. Les Maple Leafs rentrent au vestiaire avec un but d'avance puis en prennent un deuxième dès le début de la dernière période quand Kessel trompe Reimer en échappée. Dans les dix dernières minutes du match, Boston inscrit un deuxième but par Boychuk mais grâce à un dernier but de van Riemsdyk à la 56e minute, Toronto remporte la rencontre 4-2.
Les joueurs de Boston souhaitent rapidement se relancer après cette défaite sur leur glace et ils sont les premiers à s'illustrer lors du troisième match dans le Centre Air Canada, le premier dans la patinoire de Toronto depuis 9 ans. Ainsi, à la 13e minute, les Bruins gagnent un engagement et très vite le palet arrive dans la crosse d'Adam McQuaid qui bat Reimer d'un lancer puissant de la ligne bleue. Les visiteurs tirent 17 fois au but lors de ce premier tiers contre 13 lancers pour les Maple Leafs et c'est Boston qui rentre au vestiaire avec un but d'avance à la première pause. À la cinquième minute de la deuxième période, le vétéran des Bruins, Jaromír Jágr, subtilise la rondelle à Ryan O'Byrne avant de le passer depuis derrière le but de Toronto à Rich Peverley qui peut doubler la mise pour Boston. Jake Gardiner inscrit le premier but de la soirée de Toronto un peu après la mi-match en supériorité numérique mais dans la minute qui suit, Boston reprend redonne deux buts d'avance par Horton puis trois grâce à Daniel Paille en infériorité numérique à la 16e minute de la période. Cette dernière se termine donc avec un score de 4-1 pour les visiteurs. Dès la première minute de la dernière période du temps réglementaire, les Maple Leafs réduisent l'écart grâce au deuxième but de la série de Kessel mais Rask ferme son but pour la fin du match en arrêtant les 17 lancers adverses alors que Krejčí inscrit un cinquième et dernier but pour Boston à moins de deux minutes de la fin du match, Reimer ayant été sorti pour mettre un sixième joueur sur la glace.
Les Maple Leafs sont les premiers à marquer dans le quatrième match par Lupul après moins de 3 minutes de jeu. Ils doublent leur avantage 16 minutes plus tard grâce à Cody Franson et terminent le premier tiers-temps en menant 2-0. Mais les Bruins répliquent en deuxième période en inscrivant 3 buts consécutifs, dont deux en supériorité numérique, par Bergeron puis Krejčí deux fois. Toronto réagit cependant moins d'une minute après le troisième but de Boston et égalise par Clarke MacArthur qui marque son premier but des séries. À égalité 3-3 après 40 minutes de jeu, les deux équipes ne parviennent pas à se départager en troisième période et doivent jouer une prolongation. Après 73 minutes de jeu, c'est finalement Krejčí qui réussit un coup du chapeau et offre leur troisième victoire aux Bruins. Menés 3-1 dans la série, les Maple Leafs sont condamnés à remporter le cinquième match, joué à Boston, sous peine d'être éliminés. La première période se termine sans but, malgré la nette domination des visiteurs 19 tirs contre 8 seulement aux Bruins. Lors du deuxième tiers-temps, les Maple Leafs ouvrent la marque en infériorité numérique ; Tyler Bozak récupère la rondelle et part seul vers le but adverse pour battre Rask un peu après la mi-match. En tout début de troisième période, Toronto profite d'une erreur de Johnny Boychuk pour mener 2-0 sur un but de Macarthur. Après avoir été dominés 25 tirs à 12, les Bruins se reprennent et tirent 32 fois au but contre 8 fois pour leurs adversaires sur le reste de la rencontre et ils réduisent la marque par Chára à moins de 9 minutes de la fin du temps réglementaire. Mais, malgré une supériorité numérique en fin de match, ils ne parviennent pas à égaliser. Reimer termine la rencontre avec la première étoile du match et 43 arrêts ; les Maples Leafs maintiennent l'espoir d'une qualification pour le tour suivant et obligent les Bruins à disputer un sixième match à Toronto.
Toronto, toujours à une défaite de l'élimination, accueille Boston pour la sixième rencontre de la série. Malgré un bon début de match, où ils dominent la première période 8 tirs à 7 et remportent 11 des 17 mises en jeu, les Bruins ne parviennent pas à battre Reimer. Au cours du deuxième tiers-temps, les Bruins n'arrivent toujours pas à marquer : Boychuk tire sur le poteau et Reimer effectue un arrêt en plongeant sur une tentative de Bergeron depuis l'arrière du filet et stoppe ce même Bergeron à nouveau quelques secondes plus tard. Ce sont finalement les Maple Leafs qui ouvrent le score en tout début de troisième période par l'intermédiaire de Phaneuf, qui dévie un lancer de Nazem Kadri, puis Kessel ajoute un deuxième but pour l'équipe locale après 8 minutes 59 de jeu sur un tir du revers. Les Bruins finissent par marquer enfin à 36 secondes du terme du match alors que Raask est sorti pour laisser entrer un attaquant supplémentaire mais ne réussissent pas à égaliser. En s'imposant 2 buts à 1, Les Maples Leafs deviennent ainsi la 48e équipe de l'histoire de la Coupe Stanley à remonter un déficit de 3 matchs à 1 et obliger l'adversaire à jouer un septième match. Ils mettent aussi fin à une disette de victoires de 54 ans à domicile en séries contre les Bruins ; la dernière victoire remontait au 31 mars 1959 et depuis les Bruins avaient remporté tous les matchs à Toronto en 9 confrontations en séries.
Le septième et dernier match de la série se joue le 13 mai au TD Garden de Boston. Les Bruins ouvrent la marque après 5 minutes 39 de jeu sur un but de Matt Bartkowski après une passe involontaire de Cody Franson des Maple Leafs. Le défenseur de Toronto se reprend 4 minutes plus tard et égalise pour son équipe en reprenant un rebond. Les Maple Leafs prennent l'avantage en deuxième période à nouveau grâce à Franson, puis ajoutent un troisième et un quatrième but en début de troisième quart-temps pour mener 4-1 après 45 minutes de jeu. Les Bruins réduisent l'écart 4 minutes plus tard par Horton et décident de sortir leur gardien, Rask, dans les deux dernières minutes du temps réglementaire au profit d'un attaquant supplémentaire. Cette décision est rapidement concrétisée par un troisième but de Lucic qui récupère un rebond consécutif à un tir de Chára. Il ne reste que 82 secondes de jeu aux Bruins pour égaliser mais ils y parviennent seulement 32 secondes plus tard sur un lancer de Bergeron qui profite d'un écran de Chára devant Reimer. Une prolongation est donc nécessaire pour départager les deux équipes et c'est finalement Boston qui s'impose, sur un but de Bergeron après un peu plus de 66 minutes de jeu, et se qualifie pour les demi-finales d'Association. Les Bruins deviennent la première équipe de la LNH à remporter le septième match d'une série après avoir été menés de 3 buts en troisième période. Rask termine le match avec 24 arrêts alors que Reimer, qui a subi l'essentiel des tirs adverses en troisième période et en prolongation, finit la rencontre avec 30 arrêts,.
| 1er mai | Boston | 4-1 (2-1, 2-0, 0-0) | Toronto | TD Garden 17 565 spectateurs |

| Feuille de match | Feuille de match | Feuille de match    | Feuille de match                                         | Feuille de match                                                       |
| ---------------- | --- | ------------------- | -------------------------------------------------------- | ---------------------------------------------------------------------- |
|                  | W. Redden (G. Campbell, D. Paille) — 16 min 20 s N. Horton (W. Redden, D. Krejčí) — 19 min 48 s (SN) D. Krejčí (M. Lucic) — 30 min 25 s J. Boychuk (D. Krejčí, M. Lucic) — 35 min 44 s | 0-1 1-1 2-1 3-1 4-1 | J. Van Riemsdyk (C. Franson, T. Bozak) — 1 min 54 s (SN) | Arbitrage : Chris Lee et Kelly Sutherland Scott Driscoll et Jean Morin |
| T. Rask          | Gardiens | J. Reimer           |                                                          | Arbitrage : Chris Lee et Kelly Sutherland Scott Driscoll et Jean Morin |
| 13 min           | Pénalités | 39 min              |                                                          | Arbitrage : Chris Lee et Kelly Sutherland Scott Driscoll et Jean Morin |
| 40               | Tirs | 20                  |                                                          | Arbitrage : Chris Lee et Kelly Sutherland Scott Driscoll et Jean Morin |

| 4 mai | Boston | 2-4 (0-0, 1-2, 1-2) | Toronto | TD Garden 17 565 spectateurs |

| Feuille de match | Feuille de match                                                                                   | Feuille de match | Feuille de match | Feuille de match                                                       |
| ---------------- | -------------------------------------------------------------------------------------------------- | ---------------- | --- | ---------------------------------------------------------------------- |
|                  | N. Horton (M. Lucic, D. Krejčí) — 21 min 56 s - J. Boychuk (Z. Chára, B. Marchand) — 50 min 35 s - |                  | - J. Lupul (J. Gardiner, C. Gunnarsson) — 25 min 18 s (SN) J. Lupul (M. Frattin, D. Phaneuf) — 31 min 56 s P. Kessel (N. Kadri, R. Hamilton) — 40 min 53 s - J. van Riemsdyk (M. Hrabowski, N. Kouliomine) — 56 min 53 s | Arbitrage : Mike Leggo et Dan O'Rourke David Brisebois et Jonny Murray |
| T. Rask          | Gardiens                                                                                           | J. Reimer        | | Arbitrage : Mike Leggo et Dan O'Rourke David Brisebois et Jonny Murray |
| 13 min           | Pénalités                                                                                          | 7 min            | | Arbitrage : Mike Leggo et Dan O'Rourke David Brisebois et Jonny Murray |
| 41               | Tirs                                                                                               | 32               | | Arbitrage : Mike Leggo et Dan O'Rourke David Brisebois et Jonny Murray |

| 6 mai | Toronto | 2-5 (0-1, 1-3, 1-1) | Boston | Air Canada Centre 19 746 spectateurs |

| Feuille de match | Feuille de match                                                                          | Feuille de match            | Feuille de match | Feuille de match                                            |
| ---------------- | ----------------------------------------------------------------------------------------- | --------------------------- | --- | ----------------------------------------------------------- |
|                  | J. Gardiner — 33 min 45 s (SN) P. Kessel (J. Van riemsdyk, C. Franson) — 40 min 47 s (SN) | 0-1 0-2 1-2 1-3 1-4 2-4 2-5 | A. Mcquaid (M. Lucic, D. Krejčí) — 13 min 42 s R. Peverley (J. Jágr) — 25 min 57 s N. Horton (M. Lucic, D. Krejčí) — 34 min 35 s D. Paille — 36 min 37 s (IN) D. Krejčí (N. Horton, M. Lucic) — 58 min 43 s (CV) | Arbitrage : S. Kozari et C. Rooney D. Henderson et S. Heyer |
| J. Reimer        | Gardiens                                                                                  | T. Raask                    | | Arbitrage : S. Kozari et C. Rooney D. Henderson et S. Heyer |
| 10 min           | Pénalités                                                                                 | 14 min                      | | Arbitrage : S. Kozari et C. Rooney D. Henderson et S. Heyer |
| 47               | Tirs                                                                                      | 38                          | | Arbitrage : S. Kozari et C. Rooney D. Henderson et S. Heyer |

| 8 mai | Toronto | 3-4 (pr) (2-0, 1-3, 0-0, 0-1) | Boston | Air Canada Centre 19 708 spectateurs |

| Feuille de match | Feuille de match | Feuille de match            | Feuille de match | Feuille de match                                                |
| ---------------- | --- | --------------------------- | --- | --------------------------------------------------------------- |
|                  | J. Lupul (P. Kessel, P. Kessel) — 2 min 35 s C. Franson (M. Fraser, J. Lupul) — 18 min 32 s C. Macarthur (M. Frattin, J. Gardiner) — 37 min 23 s | 1-0 2-0 2-1 2-2 2-3 3-3 3-4 | P. Bergeron (Z. Chára, J. Jágr) — 20 min 32 s (SN) D. Krejčí (B. Marchand, Z. Chára) — 32 min 59 s D. Krejčí (N. Horton, Z. Chára) — 36 min 39 s (SN) D. Krejčí (N. Horton, Z. Chára) — 73 min 6 s | Arbitrage : E. Furlatt et F. St.Laurent S. Cherrey et B. Murphy |
| J. Reimer        | Gardiens | T. Raask                    | | Arbitrage : E. Furlatt et F. St.Laurent S. Cherrey et B. Murphy |
| 48 min           | Pénalités | 45 min                      | | Arbitrage : E. Furlatt et F. St.Laurent S. Cherrey et B. Murphy |
| 31               | Tirs | 20                          | | Arbitrage : E. Furlatt et F. St.Laurent S. Cherrey et B. Murphy |

| 10 mai | Boston | 1-2 (0-0, 0-1, 1-1) | Toronto | TD Garden 17 565 spectateurs |

| Feuille de match | Feuille de match                                  | Feuille de match | Feuille de match                                  | Feuille de match                                              |
| ---------------- | ------------------------------------------------- | ---------------- | ------------------------------------------------- | ------------------------------------------------------------- |
|                  | Z. Chára (D. Krejčí, D. Seidenberg) — 51 min 12 s | 0-1 0-2 1-2      | T. Bozak — 31 min 27 s C. Macarthur — 41 min 58 s | Arbitrage : P. Devorski et D. O'halloran D. Amell et T. Nowak |
| T. Raask         | Gardiens                                          | J. Reimer        |                                                   | Arbitrage : P. Devorski et D. O'halloran D. Amell et T. Nowak |
| 4 min            | Pénalités                                         | 6 min            |                                                   | Arbitrage : P. Devorski et D. O'halloran D. Amell et T. Nowak |
| 44               | Tirs                                              | 33               |                                                   | Arbitrage : P. Devorski et D. O'halloran D. Amell et T. Nowak |

| 12 mai | Toronto | 2-1 (0-0, 0-0, 2-1) | Boston | Air Canada Centre 19 591 spectateurs |

| Feuille de match | Feuille de match                                                                                           | Feuille de match | Feuille de match                           | Feuille de match                                           |
| ---------------- | --- | ---------------- | ------------------------------------------ | ---------------------------------------------------------- |
|                  | D. Phaneuf (N. Kadri, J. van Riemsdyk) — 41 min 48 s P. Kessel (J. van Riemsdyk, C. Franson) — 48 min 59 s | 1-0 2-0 2-1      | M. Lucic (J. Jágr, Z. Chára) — 59 min 34 s | Arbitrage : D. O'rourke et B. Meier S. Barton et B. Murphy |
| J. Reimer        | Gardiens                                                                                                   | T. Raask         |                                            | Arbitrage : D. O'rourke et B. Meier S. Barton et B. Murphy |
| 2 min            | Pénalités                                                                                                  | 4 min            |                                            | Arbitrage : D. O'rourke et B. Meier S. Barton et B. Murphy |
| 30               | Tirs | 26               |                                            | Arbitrage : D. O'rourke et B. Meier S. Barton et B. Murphy |

| 13 mai | Boston | 5-4 (pr) (1-1, 1-0, 2-3, 1-0) | Toronto | TD Garden 17 565 spectateurs |

| Feuille de match | Feuille de match | Feuille de match                    | Feuille de match | Feuille de match                                               |
| ---------------- | --- | ----------------------------------- | --- | -------------------------------------------------------------- |
|                  | M. Bartkowski — 5 min 39 s - N. Horton (M. Lucic, D. Krejčí) — 49 min 18 s M. Lucic (Z. Chára, P. Bergeron) — 58 min 38 s P. Bergeron (D. Krejčí, J. Jágr) — 59 min 9 s P. Bergeron (T. Seguin, B. Marchand) — 66 min 5 s | 1-0 1-1 1-2 1-3 1-4 2-4 3-4 4-4 5-4 | - C. Franson (J. van Riemsdyk, D. Phaneuf) — 9 min 35 s C. Franson (C. MacArthur, M. Grabovski) — 25 min 48 s P. Kessel (N. Kadri, J. van Riemsdyk) — 42 min 9 s N. Kadri ( P. Kessel, J. Gardiner) — 45 min 29 s - | Arbitrage : D. O'Halloran et B. Watson B. Kovachik et S. Heyer |
| T. Raask         | Gardiens | J. Reimer                           | | Arbitrage : D. O'Halloran et B. Watson B. Kovachik et S. Heyer |
| 10 min           | Pénalités | 8 min                               | | Arbitrage : D. O'Halloran et B. Watson B. Kovachik et S. Heyer |
| 35               | Tirs | 28                                  | | Arbitrage : D. O'Halloran et B. Watson B. Kovachik et S. Heyer |

### Chicago contre Minnesota
Meilleure équipe de la saison régulière et vainqueurs du Trophée des présidents, les Blackhawks de Chicago sont opposés au Wild du Minnesota, huitième et dernière équipe qualifiée de l'association de l'Ouest. Le Wild est présent en séries pour la première fois depuis cinq ans alors que les Blackhawks, vainqueurs de la Coupe Stanley en 2010 ne se sont pas qualifiés pour le deuxième tour lors des deux précédentes éditions. Au cours de la saison régulière, les deux franchises se sont rencontrées à trois reprises ; Chicago a remporté deux des trois matchs, 5-3 et 1-0, alors que Minnesota a gagné le dernier 3-2 en prolongation. Les meneurs des deux équipes sont Patrick Kane, pour Chicago, qui termine la saison avec 23 buts, 32 aides pour un total de 55 points et Zach Parisé qui compte 18 buts, 20 passes et 38 points pour le Wild. Du côté des joueurs notables, seul Dany Heatley, pour Minnesota, est forfait pour l'ensemble des séries,.
Chicago, favori de la série, accueille Minnesota au United Center pour les deux premiers matchs. Avant même le début de la rencontre initiale, le Wild voit son gardien titulaire, Niklas Bäckström, se blesser pendant l'échauffement. L'entraîneur Mike Yeo est alors obligé de le remplacer par son suppléant, Josh Harding, qui n'a disputé qu'un match au cours des deux derniers mois contre 27 pour Bäckström. C'est cependant le Wild qui ouvre la marque sur son premier tir, grâce à Cal Clutterbuck qui bat Corey Crawford après moins de cinq minutes de jeu puis Harding permet à son équipe de terminer la première période avec cet avantage d'un but. Les Blackhawks égalisent ensuite par Marián Hossa sur une passe de Kane en début de deuxième tiers-temps. En troisième période, Toews parvient à pousser le palet dans le filet du Wild mais le but est refusé, l'arbitre ayant sifflé précédemment. Aucune des deux équipes ne parvient à prendre l'avantage et le match se rend en prolongation. Lors de celle-ci, le Wild ne profite pas de plusieurs supériorité numériques pour remporter le match et, après une bonne chance de marquer pour Chicago par Hossa, puis une pour le Wild par Zach Parisé, c'est finalement Bryan Bickell qui marque le but vainqueur pour les Blackhawks en fin de période. Harding termine finalement la rencontre avec 35 arrêts et la troisième étoile du match.
Trois jours plus tard, Harding remplace à nouveau Bäckström pour le deuxième match joué à Chicago. Les Blackhawks dominent la première période, tirant au but à 17 reprises contre 7 fois seulement pour le Wild, mais ne mènent que 1-0, sur un but de Michael Frolík. En début de deuxième tiers-temps, Minnesota a l'occasion de revenir au score, tout d'abord par Mikko Koivu, puis lorsqu'ils bénéficient d'une supériorité numérique mais ce sont au contraire les joueurs de Chicago qui parviennent à aggraver la marque, toujours par Frolík, en infériorité numérique. Il faut attendre la fin de la période, au cours de laquelle le Wild tire 15 fois, pour voir l'équipe du Minnesota réduire le score grâce à Devin Setoguchi. Après un peu moins de 4 minutes en troisième tiers-temps, Sharp redonne deux buts d'avance à son équipe puis marque à nouveau 10 minutes plus tard. Marco Scandella réduit le score en fin de match mais Bickell met un terme au match en marquant dans le but vide de Minnesota. Malgré 4 buts encaissés, Harding termine le match avec 44 arrêts. Statistiquement, les Blackhawks sont favoris pour la qualification puisqu'ils ont remporté 19 des 21 séries où ils menaient 2-0 alors que le Wild n'a toujours pas remporté de match en séries depuis le 14 avril 2008,.
Après deux défaites à Chicago, le Wild accueille les Blackhawks le 5 mai au Xcel Energy Center. Chicago marque le premier but du match, par Oduya, en milieu de première période mais Minnesota égalise grâce à Pierre-Marc Bouchard peu avant la pause. Le deuxième tiers-temps voit les deux équipes se neutraliser puis Minnesota prend l'avantage par Zach Parisé, qui marque son premier but de la série, après 43 minutes de jeu. Alors qu'il reste moins de 3 minutes à jouer, Duncan Keith permet à Chicago d'égaliser et ainsi de jouer la prolongation. Cette deuxième prolongation en trois matchs dans la série tourne cette fois à l'avantage du Wild qui marque par Jason Zucker après seulement 2 minutes et 15 secondes. Revenus à 2-1 dans la série, Minnesota accueille à nouveau Chicago pour le quatrième match, toujours sans Backström et avec Harding devant le but. Les Blackhawks marquent les premiers après 8 minutes de jeu grâce à une déviation de Sharp sur un tir de Michal Handzuš. Alors qu'il reste plus de 4 minutes à jouer en première période, Toews perd le contrôle du palet devant le but de Harding puis tombe sur la jambe gauche de ce dernier qui met quelques secondes à se relever. Il reste sur la glace jusqu'à la fin du tiers-temps mais sa blessure l'empêche de revenir après la pause et il est remplacé par le troisième gardien du Wild, Darcy Kuemper, gardien recrue qui joue ainsi son premier match en séries. Après seulement 62 secondes en deuxième période, Kuemper cède dès le premier tir auquel il fait face et permet une nouvelle fois à Sharp d'augmenter l'avance de son équipe. En troisième tiers-temps, Bickell marque un troisième et dernier but pour Chicago qui remporte la rencontre 3-0 grâce au blanchissage de Crawford qui a arrêté les 25 tirs dirigés vers lui,.
De retour à Chicago, les Blackhawks ont l'occasion de se qualifier en cinq matchs devant leur public. De son côté, le Wild fait de nouveau confiance à Harding devant le filet secondé par Kuemper. Chicago ouvre la marque en première période par Hossa, sur une passe de Toews, qui marque ainsi son premier point des séries. En début du deuxième tiers-temps, Marcus Krüger permet à son équipe de mener 2-0 puis quelques minutes plus tard, Hossa marque son deuxième but du match. L'entraîneur de Minnesota décide alors de remplacer Harding par Kuemper mais, bien qu'ayant réduit la marque grâce à Torrey Mitchell, le Wild encaisse deux nouveaux buts par Andrew Shaw puis par Sharp qui marque son cinquième but de la série. Les Blackhawks remportent la victoire 5-1, éliminent le Wild et se qualifient pour le deuxième tour pour la première fois depuis 2010.
| 30 avril | Chicago | 2-1 (pr) (0-1, 1-0, 0-0, 1-0) | Minnesota | United Center 21 428 spectateurs |

| Feuille de match | Feuille de match                                                                                | Feuille de match | Feuille de match                        | Feuille de match                       |
| ---------------- | ----------------------------------------------------------------------------------------------- | ---------------- | --------------------------------------- | -------------------------------------- |
|                  | M. Hossa (P. Kane, D. Keith) — 22 min 6 s (SN) B. Bickell (V. Stålberg, J. Oduya) — 76 min 35 s | 0-1 1-1 2-1      | C. Clutterbuck (C. Stoner) — 4 min 48 s | Arbitrage : Peel, Meier Gibbs, Racicot |
| C. Crawford      | Gardiens                                                                                        | J. Harding       |                                         | Arbitrage : Peel, Meier Gibbs, Racicot |
| 8 min            | Pénalités                                                                                       | 6 min            |                                         | Arbitrage : Peel, Meier Gibbs, Racicot |
| 37               | Tirs                                                                                            | 27               |                                         | Arbitrage : Peel, Meier Gibbs, Racicot |

| 3 mai | Chicago | 5-2 (1-0, 1-1, 3-1) | Minnesota | United Center 22 012 spectateurs |

| Feuille de match | Feuille de match | Feuille de match            | Feuille de match                                                                                   | Feuille de match                                                            |
| ---------------- | --- | --------------------------- | -------------------------------------------------------------------------------------------------- | --------------------------------------------------------------------------- |
|                  | M. Frolik (A. Shaw, N. Leddy) — 8 min 34 s M. Frolik (D. Keith, N. Hjalmarsson) — 20 min 49 s (IN) P. Sharp (P. Kane, M. Handzuš) — 43 min 44 s P. Sharp (P. Kane) — 54 min 8 s B. Bickell (A. Shaw) — 59 min 49 s (CV) | 1-0 2-0 2-1 3-1 4-1 4-2 5-2 | D. Setoguchi (M. Cullen, J. Zucker) — 37 min 57 s M. Scandella (C. Coyle, M. Cullen) — 56 min 29 s | Arbitrage : Marc Joannette et Brian Pochmara Lonnie Cameron et Jay Sharrers |
| C. Crawford      | Gardiens | J. Harding                  | | Arbitrage : Marc Joannette et Brian Pochmara Lonnie Cameron et Jay Sharrers |
| 6 min            | Pénalités | 10 min                      | | Arbitrage : Marc Joannette et Brian Pochmara Lonnie Cameron et Jay Sharrers |
| 48               | Tirs | 28                          | | Arbitrage : Marc Joannette et Brian Pochmara Lonnie Cameron et Jay Sharrers |

| 5 mai | Minnesota | 3-2 (pr) (1-1, 0-0, 1-1, 1-0) | Chicago | Xcel Energy Center 19 238 spectateurs |

| Feuille de match | Feuille de match | Feuille de match    | Feuille de match                                                                      | Feuille de match                                                 |
| ---------------- | --- | ------------------- | ------------------------------------------------------------------------------------- | ---------------------------------------------------------------- |
|                  | P. Bouchard (C. Clutterbuck, K. Brodziak) — 18 min 30 s Z. Parisé (C. Coyle) — 43 min 9 s J. Zucker (M. Cullen, P. Bouchard) — 62 min 15 s | 0-1 1-1 2-1 2-2 3-2 | J. Oduya (P. Kane, M. Hossa) — 13 min 26 s D. Keith (P. Kane, P. Sharp) — 57 min 14 s | Arbitrage : Tom Kowal et Brad Watson Mark Wheler et Steve Miller |
| J. Harding       | Gardiens | C. Crawford         |                                                                                       | Arbitrage : Tom Kowal et Brad Watson Mark Wheler et Steve Miller |
| 6 min            | Pénalités | 8 min               |                                                                                       | Arbitrage : Tom Kowal et Brad Watson Mark Wheler et Steve Miller |
| 37               | Tirs | 27                  |                                                                                       | Arbitrage : Tom Kowal et Brad Watson Mark Wheler et Steve Miller |

| 7 mai | Minnesota | 0-3 (0-1, 0-1, 0-1) | Chicago | Xcel Energy Center 19 378 spectateurs |

| Feuille de match      | Feuille de match | Feuille de match | Feuille de match                                                                                      | Feuille de match                                            |
| --------------------- | ---------------- | ---------------- | --- | ----------------------------------------------------------- |
|                       |                  | 0-1 0-2 0-3      | P. Sharp (M. Handzuš, M. Hossa) — 8 min 48 s P. Sharp — 21 min 2 s B. Bickell (A. Shaw) — 52 min 46 s | Arbitrage : S. Kozari et C. Rooney D. Henderson et S. Heyer |
| J. Harding D. Kuemper | Gardiens         | C. Crawford      | | Arbitrage : S. Kozari et C. Rooney D. Henderson et S. Heyer |
| 12 min                | Pénalités        | 4 min            | | Arbitrage : S. Kozari et C. Rooney D. Henderson et S. Heyer |
| 24                    | Tirs             | 25               | | Arbitrage : S. Kozari et C. Rooney D. Henderson et S. Heyer |

| 9 mai | Chicago | 5-1 (1-0, 3-1, 1-0) | Minnesota | United Center 21 597 spectateurs |

| Feuille de match | Feuille de match | Feuille de match        | Feuille de match                                      | Feuille de match                                             |
| ---------------- | --- | ----------------------- | ----------------------------------------------------- | ------------------------------------------------------------ |
|                  | M. Hossa (J. Toews) — 15 min 39 s M. Krüger (M. Frolik, D. Keith) — 23 min 19 s M. Hossa (B. Saad, M. Krüger) — 26 min 26 s A. Shaw (B. Bickell, D. Keith) — 30 min 46 s P. Sharp (J. Toews, M. Hossa) — 46 min 4 s (SN) | 1-0 2-0 3-0 3-1 4-1 5-1 | T. Mitchell (K. Brodziak, M. Scandella) — 30 min 11 s | Arbitrage : C. Lee et K. Sutherland S. Barton et G. Devorski |
| C. Crawford      | Gardiens | J. Harding D. Kuemper   |                                                       | Arbitrage : C. Lee et K. Sutherland S. Barton et G. Devorski |
| 18 min           | Pénalités | 6 min                   |                                                       | Arbitrage : C. Lee et K. Sutherland S. Barton et G. Devorski |
| 22               | Tirs | 33                      |                                                       | Arbitrage : C. Lee et K. Sutherland S. Barton et G. Devorski |

### Anaheim contre Détroit
Deuxièmes de l'association de l'Ouest, les Ducks d'Anaheim sont opposés aux Red Wings de Détroit, classés à la septième place. Il s'agit de la sixième confrontation en séries de l'histoire des deux équipes pour un bilan de trois victoires de Détroit. Lors de la saison régulière, les Red Wings ont remporté deux des trois rencontres qui ont opposé les deux franchises ; Ryan Getzlaf est le meilleur pointeur des Ducks et Pavel Datsiouk celui des Red Wings avec le même bilan de 15 buts, 34 aides pour 49 points,.
À domicile pour le premier match de la série, les Ducks ouvrent la marque, en supériorité numérique ; après avoir remporté une mise en jeu, Nick Bonino dévie un tir de Cam Fowler pour tromper Jimmy Howard en milieu de première période. Six minutes plus tard, les Red Wings répliquent de la même manière : en avantage numérique, Daniel Cleary redirige un tir de Jakub Kindl qui bat Jonas Hiller. Aucune équipe ne parvient à inscrire de but jusqu’à la fin du deuxième tiers-temps. La troisième période débute en infériorité numérique pour Détroit après une pénalité reçue par Kindl en toute fin du précédent tiers-temps. Anaheim en profite pour reprendre l’avantage par Teemu Selänne qui marque ce qui s’avère ensuite être le dixième but gagnant de sa carrière en séries éliminatoires. Les Red Wings ne parviennent plus à égaliser et François Beauchemin profite du but déserté par Howard au profit d’un attaquant supplémentaire pour inscrire le dernier but du match.
Lors du deuxième match à Anaheim, les Red Wings qui enregistrent le retour de Todd Bertuzzi, blessé depuis le 7 février, ouvrent le score après 48 secondes de jeu par Justin Abdelkader. Il leur faut moins de 4 minutes pour marquer un deuxième but grâce à Damien Brunner et ils terminent la première période avec cette avance de deux buts. Le deuxième tiers-temps débute comme le premier pour Détroit qui marque tôt et mène 3-0 sur un but en avantage numérique. Il faut attendre la mi-match pour que les Ducks réduisent le score, également en supériorité numérique, par Saku Koivu. Menant 3-1 après deux périodes, les Red Wings marquent à nouveau en avantage numérique, encore en tout début de période, après seulement 20 secondes de jeu dans le troisième tiers-temps, pour reprendre 3 buts d'avance. Mais les Ducks parviennent à revenir dans le match sur des buts de Getzlaf, Kyle Palmieri et enfin Bobby Ryan pour arracher la prolongation. Bien qu'ayant laissé filé une avance de 3 buts, c'est cependant Détroit qui a le dernier mot, encore en début de période et en supériorité numérique, par Gustav Nyquist qui permet aux Red Wings de remporter la rencontre 5-4.
Les Red Wings accueillent les Ducks au Joe Louis Arena pour le troisième match de la série. Bien qu'ayant bénéficié de près de 10 minutes de supériorité numérique en première période, Détroit ne parvient pas à marquer et les deux équipes se séparent sur un score vierge après 20 minutes de jeu. Après 15 minutes en deuxième tiers-temps, et alors que la marque n'a pas évolué, Abdelkader assène une violente mise en échec à Toni Lydman. Le jeu est arrêté quelques secondes plus tard, Lydman peinant à se relever. Aucune pénalité n'est appelée sur le moment, mais profitant de la pause publicitaire, les arbitres se concertent et décident d'infliger une pénalité majeure à Abdelkader et de l'exclure de la rencontre, arguant qu'il avait effectué cette mise en échec avec les deux patins décollés de la glace. Lydman, pour sa part, rentre au vestiaire et ne termine pas la rencontre, souffrant de maux de tête. Les Ducks profitent immédiatement de la supériorité numérique qui suit pour ouvrir le score par Bonino et la période se termine sur cet avantage d'un but pour les visiteurs. En début de troisième tiers-temps, les Red Wings ne parviennent toujours pas à profiter d'un avantage numérique et ce sont au contraire les joueurs d'Anaheim, en infériorité, qui marquent un deuxième but grâce à Getzlaf. Emerson Etem permet à son équipe de mener 3-0 moins de deux minutes plus tard puis Matt Beleskey clôt la marque pour les Ducks qui remportent la rencontre 4-0 sur un premier blanchissage en séries depuis 2009 pour Jonas Hiller. Le lendemain, Abdelkader est suspendu pour deux rencontres par la LNH,.
Détroit reçoit à nouveau Anaheim pour le quatrième match en espérant ne pas perdre pour éviter de jouer la qualification lors de la cinquième rencontre sur la glace adverse. Mais ce sont les Ducks qui ouvrent le score en début de première période : Beleskey met durement en échec Kyle Quincey sur le côté gauche du but de Howard puis parvient à tirer et à marquer en reprenant son propre rebond. Menés 1-0 après vingt minutes, les Red Wings ne parviennent pas à inscrire de but en deuxième tiers-temps et, bien que menant 27-15 au nombre de tirs tentés, ils commencent la troisième période avec un but de retard. Il faut attendre le 33e tir de Détroit et plus de 41 minutes dans le match pour qu'Hiller s'avoue enfin battu sur un tir de Brendan Smith devant la ligne bleue. En milieu de tiers-temps, Anaheim reprend l'avantage par David Steckel mais Datsiouk égalise moins de trois minutes plus tard pour redonner espoir à son équipe. Ne parvenant pas à se départager dans le temps réglementaire, les deux équipes jouent la deuxième prolongation de la série. À la 75e minute de jeu, Kindl passe le palet depuis l'arrière de son but à Joakim Andersson. Ce dernier tente une passe vers Nyquist mais Hiller parvient à repousser avant que Brunner, parfaitement placé devant le filet, ne marque le but de la victoire pour Détroit qui égalise dans la série. Côté gardiens, Hiller termine le match avec 46 arrêts contre 31 pour Howard,.
À égalité deux victoires chacune, les deux équipes se retrouvent à Anaheim pour le cinquième match de la série. Après avoir été dominés lors de la précédente rencontre, les Ducks mettent la pression sur le but des Red Wings mais sont pénalisés à deux reprises en cinq minutes. Johan Franzén profite de la deuxième supériorité numérique des visiteurs pour ouvrir la marque en récupérant son propre rebond derrière le but d'Hiller après 5 minutes de jeu. Les Ducks continuent cependant à presser le but d'Howard et, après avoir gagné un engagement, Steckel envoie la rondelle à Palmieri qui marque le premier but de sa carrière en séries et égalise pour son équipe. Lors du deuxième tiers-temps, Détroit prend le match en mains et fini par reprendre l'avantage par Joakim Andersson qui avait manqué la quasi-intégralité de la saison en raison de blessures. Après avoir bien négocié une infériorité numérique de cinq minutes en n'ayant accordé qu'un tir à leur adversaire, les Ducks parviennent à égaliser à 31 secondes de la fin du tiers-temps sur un tir de Getzlaf. Le score n'évoluant plus en troisième période, les franchises se retrouvent en prolongation pour la troisième fois de la série. Après avoir perdu les deux premières, les Ducks remportent la troisième sur un but de Bonino et prennent l'avantage 3-2 dans la série.
De retour chez eux pour la sixième rencontre, les Red Wings sont dans l'obligation de gagner pour ne pas être éliminés. Il faut attendre la fin de la première période pour les voir ouvrir le score par Datsiouk, qui évolue sur la ligne d'Abdelkader de retour de suspension. Mais ils ne parviennent pas à maintenir cette avance et Palmieri égalise pour les Ducks en milieu de deuxième tiers-temps. En troisième période, après une pénalité infligée à Palmieri pour un bâton élevé, Détroit profite de son deuxième avantage numérique du match pour reprendre l'avantage grâce à Henrik Zetterberg. Cinq minutes plus tard et peu après la fin de leur troisième supériorité numérique, les Red Wings prennent deux buts d'avance par Cleary. Menés 3-1 après 50 minutes de jeu sans avoir pu profiter d'une seule pénalité contre leurs adversaires, les Ducks reviennent ensuite dans le match par Etem puis Ryan en moins d'une minute. Le temps réglementaire se termine sur un score de parité 3-3 et les deux équipes s'affrontent une fois de plus en prolongation. Il ne faut qu'un peu plus d'une minute à Zetterberg pour marquer son deuxième but du match et donner la victoire à son équipe qui garde l'espoir de se qualifier lors du septième match sur la glace d'Anaheim qui est la première équipe depuis 10 ans à terminer une rencontre de séries sans aucun avantage numérique.
Pour la cinquième fois de leur histoire et seulement la deuxième à domicile, les Ducks jouent un septième match en séries éliminatoires. Leur dernière septième rencontre en séries date de 2009 et les opposait déjà aux Red Wings, mais à Détroit.
Détroit prend l'avantage dès le début de la rencontre par Zetterberg. Anaheim égalise un peu plus de 10 minutes plus tard mais les Red Wings reprennent un but d'avance avant la fin de la période. À la 14e minute du deuxième tiers-temps, les Red Wings marquent un troisième but pour prendre deux buts d'avance. Il faut attendre la 57e pour voir les Ducks revenir au score par Beauchemin en supériorité numérique mais ils ne parviennent ensuite pas à égaliser et bien qu'étant mieux classés à l'issue de la saison régulière, les Ducks sont éliminés sur le score de 4 matchs à 3 par les Red Wings.
| 30 avril | Anaheim | 3-1 (1-1, 0-0, 2-0) | Détroit | Honda Center 17 200 spectateurs |

| Feuille de match | Feuille de match | Feuille de match | Feuille de match                                     | Feuille de match                                                  |
| ---------------- | --- | ---------------- | ---------------------------------------------------- | ----------------------------------------------------------------- |
|                  | N. Bonino (C. Fowler) — 10 min 24 s (SN) - T. Selänne (B. Lovejoy, M. Beleskey) — 41 min 29 s (SN) F. Beauchemin (R. Getzlaf, D. Winnik) — 59 min 37 s (CV) | 1-0 1-1 2-1 3-1  | - D. Cleary (J. Kindl, P. Eaves) — 16 min 5 s (SN) - | Arbitrage : Tom Kowal, Brad Watson Brad Kovachik, Brad Lazarowich |
| J. Hiller        | Gardiens | J. Howard        |                                                      | Arbitrage : Tom Kowal, Brad Watson Brad Kovachik, Brad Lazarowich |
| 8 min            | Pénalités | 8 min            |                                                      | Arbitrage : Tom Kowal, Brad Watson Brad Kovachik, Brad Lazarowich |
| 27               | Tirs | 22               |                                                      | Arbitrage : Tom Kowal, Brad Watson Brad Kovachik, Brad Lazarowich |

| 2 mai | Anaheim | 4-5 (pr) (0-2, 1-1, 3-1, 0-1) | Détroit | Honda Center 17 182 spectateurs |

| Feuille de match | Feuille de match | Feuille de match                    | Feuille de match | Feuille de match                                                  |
| ---------------- | --- | ----------------------------------- | --- | ----------------------------------------------------------------- |
|                  | S. Koivu (T. Selänne, F. Beauchemin) — 30 min 53 s (SN) R. Getzlaf (K. Palmieri, B. Allen) — 47 min 50 s K. Palmieri (N. Bonino, B. Ryan) — 52 min 31 s B. Ryan (C. Fowler, S. Koivu) — 57 min 38 s | 0-1 0-2 0-3 1-3 1-4 2-4 3-4 4-4 4-5 | J. Abdelkader (P. Datsiouk) — 48 s D. Brunner (K. Quincey) — 4 min 20 s J. Franzén (D. Brunner, P. Datsiouk) — 21 min 4 s (SN) J. Franzén (H. Zetterberg, D. Brunner) — 40 min 20 s (SN) G. Nyquist (V. Filppula, D. Cleary) — 61 min 21 s (SN) | Arbitrage : S. Walkom et G. Kimmerly B. Lazarowich et B. Kovachik |
| J. Hiller        | Gardiens | J. Howard                           | | Arbitrage : S. Walkom et G. Kimmerly B. Lazarowich et B. Kovachik |
| 10 min           | Pénalités | 12 min                              | | Arbitrage : S. Walkom et G. Kimmerly B. Lazarowich et B. Kovachik |
| 32               | Tirs | 32                                  | | Arbitrage : S. Walkom et G. Kimmerly B. Lazarowich et B. Kovachik |

| 4 mai | Détroit | 0-4 (0-0, 0-1, 0-3) | Anaheim | Joe Louis Arena 20 066 spectateurs |

| Feuille de match | Feuille de match | Feuille de match | Feuille de match | Feuille de match                                            |
| ---------------- | ---------------- | ---------------- | --- | ----------------------------------------------------------- |
|                  |                  | 0-1 0-2 0-3 0-4  | N. Bonino (C. Perry, R. Getzlaf) — 35 min 29 s (SN) R. Getzlaf — 46 min 33 s (IN) E. Etem (T. Selänne) — 48 min 4 s M. Beleskey (S. Koivu, B. Ryan) — 53 min 34 s (SN) | Arbitrage : S. Kozari et C. Rooney D. Henderson et S. Heyer |
| J. Howard        | Gardiens         | J. Hiller        | | Arbitrage : S. Kozari et C. Rooney D. Henderson et S. Heyer |
| 14 min           | Pénalités        | 25 min           | | Arbitrage : S. Kozari et C. Rooney D. Henderson et S. Heyer |
| 29               | Tirs             | 23               | | Arbitrage : S. Kozari et C. Rooney D. Henderson et S. Heyer |

| 6 mai | Détroit | 3-2 (pr) (0-1, 0-0, 2-1, 1-0) | Anaheim | Joe Louis Arena 20 066 spectateurs |

| Feuille de match | Feuille de match | Feuille de match    | Feuille de match                                                                      | Feuille de match                                                |
| ---------------- | --- | ------------------- | ------------------------------------------------------------------------------------- | --------------------------------------------------------------- |
|                  | B. Smith (D. Cleary, J. Andersson) — 41 min 18 s P. Datsiouk (B. Smith, K. Quincey) — 53 min 27 s D. Brunner (G. Nyquist, J. Andersson) — 75 min 10 s | 0-1 1-1 1-2 2-2 3-2 | M. Beleskey (A. Cogliano) — 5 min 7 s D. Steckel (K. Palmieri, E. Etem) — 50 min 40 s | Arbitrage : E. Furlatt et F. St. Laurent D. Gibbs et P. Racicot |
| J. Howard        | Gardiens | J. Hiller           |                                                                                       | Arbitrage : E. Furlatt et F. St. Laurent D. Gibbs et P. Racicot |
| 6 min            | Pénalités | 2 min               |                                                                                       | Arbitrage : E. Furlatt et F. St. Laurent D. Gibbs et P. Racicot |
| 49               | Tirs | 33                  |                                                                                       | Arbitrage : E. Furlatt et F. St. Laurent D. Gibbs et P. Racicot |

| 8 mai | Anaheim | 3-2 (pr) (1-1, 1-1, 0-0, 1-0) | Détroit | Honda Center 17 395 spectateurs |

| Feuille de match | Feuille de match | Feuille de match    | Feuille de match                                                                                                 | Feuille de match                                             |
| ---------------- | --- | ------------------- | --- | ------------------------------------------------------------ |
|                  | K. Palmieri (D. Steckel) — 17 min 41 s R. Getzlaf (F. Beauchemin, S. Souray) — 39 min 28 s (SN) N. Bonino (B. Lovejoy) — 61 min 54 s | 0-1 1-1 1-2 2-2 3-2 | J. Franzén (H. Zetterberg, D. Brunner) — 5 min 28 s (SN) M. Samuelsson (H. Zetterberg, P. Datsiouk) — 30 min 8 s | Arbitrage : W. McCauley et K. Pollock D. Gibbs et P. Racicot |
| J. Hiller        | Gardiens | J. Howard           | | Arbitrage : W. McCauley et K. Pollock D. Gibbs et P. Racicot |
| 8 min            | Pénalités | 8 min               | | Arbitrage : W. McCauley et K. Pollock D. Gibbs et P. Racicot |
| 34               | Tirs | 31                  | | Arbitrage : W. McCauley et K. Pollock D. Gibbs et P. Racicot |

| 10 mai | Détroit | 4-3 (pr) (1-0, 0-1, 2-2, 1-0) | Anaheim | Joe Louis Arena 20 066 spectateurs |

| Feuille de match | Feuille de match | Feuille de match            | Feuille de match                                                                                          | Feuille de match                                              |
| ---------------- | --- | --------------------------- | --- | ------------------------------------------------------------- |
|                  | P. Datsiouk (H. Zetterberg, J. Ericsson) — 18 min 48 s H. Zetterberg (M. Samuelsson, P. Datsiouk) — 46 min 19 s (SN) D. Cleary (J. Abdelkader, V. Filppula) — 51 min 30 s H. Zetterberg (N. Kronwall, P. Datsiouk) — 61 min 4 s | 1-0 1-1 2-1 3-1 3-2 3-3 4-3 | K. Palmieri (E. Etem) — 31 min 31 s E. Etem — 56 min 32 s B. Ryan (C. Perry, F. Beauchemin) — 57 min 23 s | Arbitrage : M. Joannette et B. Watson S. Driscoll et J. Morin |
| J. Howard        | Gardiens | J. Hiller                   | | Arbitrage : M. Joannette et B. Watson S. Driscoll et J. Morin |
| 0 min            | Pénalités | 6 min                       | | Arbitrage : M. Joannette et B. Watson S. Driscoll et J. Morin |
| 29               | Tirs | 37                          | | Arbitrage : M. Joannette et B. Watson S. Driscoll et J. Morin |

| 12 mai | Anaheim | 2-3 (1-2, 0-1, 1-0) | Détroit | Honda Center 17 412 spectateurs |

| Feuille de match | Feuille de match                                                                                          | Feuille de match    | Feuille de match | Feuille de match                                            |
| ---------------- | --- | ------------------- | --- | ----------------------------------------------------------- |
|                  | E. Etem (F. Beauchemin, J. Hiller) — 13 min 48 s F. Beauchemin (R. Getzlaf, C. Fowler) — 56 min 43 s (SN) | 0-1 1-1 1-2 1-3 2-3 | H. Zetterberg (V. Filppula, J. Kindl) — 1 min 49 s J. Abdelkader — 16 min 37 s (IN) V. Filppula (D. Cleary, H. Zetterberg) — 33 min 45 s | Arbitrage : E. Furlatt et S. Walkom J. Murray et P. Racicot |
| J. Hiller        | Gardiens                                                                                                  | J. Howard           | | Arbitrage : E. Furlatt et S. Walkom J. Murray et P. Racicot |
| 10 min           | Pénalités                                                                                                 | 6 min               | | Arbitrage : E. Furlatt et S. Walkom J. Murray et P. Racicot |
| 32               | Tirs | 33                  | | Arbitrage : E. Furlatt et S. Walkom J. Murray et P. Racicot |

### Vancouver contre San José

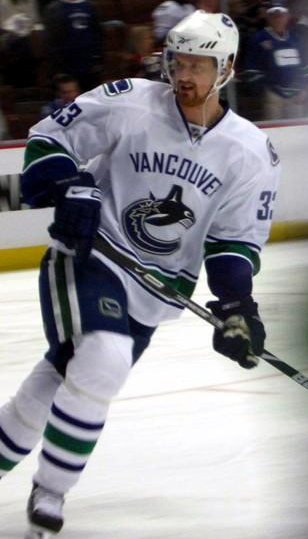
Henrik Sedin meilleur pointeur de la saison pour les Canucks.

En finissant en tête de la division Nord-Ouest, les Canucks de Vancouver sont assurés de recevoir pour le premier tour des séries. Avec 59 points, ils sont troisièmes de l'association de l'Ouest et jouent leur série contre les Sharks de San José, sixième équipe qualifiée mais qui ne compte que deux points de moins au classement. Les deux équipes se sont retrouvées à trois reprises au cours de la saison régulière, les trois matchs tournant à l'avantage des Sharks. La dernière confrontation en séries entre les deux franchises date de 2011 avec une victoire pour les Canucks en cinq matchs. Comme depuis plusieurs saisons, l'équipe de Vancouver est emmenée par les jumeaux suédois, Henrik et Daniel Sedin, ainsi que par leur gardien vedette international, Roberto Luongo. De leur côté, les Sharks s'appuient sur des joueurs comme Joe Thornton, Patrick Marleau ou encore Logan Couture.
Le premier match entre les deux équipes a lieu le 1er mai dans la patinoire de la Rogers Arena à Vancouver. À la fin de la première période, les deux équipes sont à égalité 0-0, Luongo arrêtant 15 lancers et Antti Niemi stoppant de son côté les 9 tirs des Canucks. Il faut attendre la mi-match pour voir les joueurs locaux parvenir à tromper Niemi. À la suite d'un effort collectif et une situation confuse devant le but de San José, Kevin Bieksa parvient à ouvrir la marque. Marc-Édouard Vlasic n'appréciant pas l'action de Bieksa, les deux joueurs se battent juste après et reçoivent chacun cinq minutes de pénalité pour rudesse. À la 16e minute de la période, Zack Kassian reçoit deux minutes de pénalité pour un jeu dur contre Couture. Ce dernier profite de la supériorité numérique pour tromper Luongo et égaliser. Les Canucks dominent la période avec 16 tirs contre 6 mais les deux équipes rentrent au vestiaire avec un but chacune. À la 49e minute, une nouvelle situation confuse a lieu, devant les buts de Vancouver, et malgré quatre joueurs autour de Luongo, Dan Boyle hérite du palet alors que le gardien adverse est à terre et laisse tout un pan de son but sans protection ce qui permet au défenseur vétéran d'inscrire ainsi le deuxième but pour les Sharks. Cinq minutes plus tard, Couture est derrière les filets des Canucks et parvient à transmettre le palet à Marleau qui marque le troisième et dernier but pour son équipe. 
Après la première victoire, les Sharks ouvrent le score à la 13e minute de jeu du deuxième match par Thornton qui, malgré la présence de deux défenseurs, arrive à battre Luongo tout en tombant. San José conserve son avance jusqu'au début du troisième tiers-temps malgré 18 lancers de chaque côté. L'équipe locale réagit dès la première minute à la suite d'une pénalité récoltée par Andrew Desjardins. Les Canucks font tourner le palet entre eux avant qu'un lancer frappé puissant de Ryan Kesler ne trouve le fond des filets de Niemi. Cinq minutes plus tard, Kesler double la mise pour les Canucks après une mauvaise relance de la défense adverse. Les Canucks tentent de tenir le résultat mais les Sharks décident de sortir leur gardien pour avoir un joueur de plus. Le match entre dans sa dernière minute quand Dan Boyle glisse la rondelle entre les jambières de Luongo sans que le palet ne franchisse la ligne mais Marleau le pousse dans le but et force la prolongation. Après cinq minutes de temps supplémentaire, Brent Burns contre le défenseur adverse Alexander Edler avant de partir en contre-attaque avec Raffi Torres contre le seul Bieksa pour aider Luongo. Bieksa tente de rester entre Burns et Torres mais il ne parvient pas à empêcher ce dernier à donner une deuxième victoire aux Sharks.
Après avoir manqué les deux premiers matchs en raison d'une blessure, Cory Schneider commence le troisième match dans les buts de Vancouver alors que la série a rejoint San José et le HP Pavillon des Sharks. Dale Weise puis Dan Hamhuis sont pénalisés à quelques secondes d'intervalles et sur la double supériorité numérique qui suit, Joe Pavelski profite d'une série de passes rapides pour battre Schneider. Ce même Pavelski double la mise à la 37e minute en déviant un lancer de Tommy Wingels juste devant le portier des Canucks. Ces derniers reviennent dans la partie par Alexandre Burrows quatre minutes plus tard après une passe transverse faite par Henrik Sedin. Les deux équipes rentrent au vestiaire avec une avance d'un but pour les Sharks. Ils s'attendent donc à livrer une bataille difficile lors du dernier tiers-temps mais en neuf secondes, ils inscrivent deux buts de plus, d'abord par Couture puis par Marleau. Deux minutes plus tard, à la 44e, Couture inscrit son deuxième but de la soirée et chasse Schneider de la partie alors qu'il a accordé 5 buts en 28 lancers. Malgré un but de Hamhuis pour Vancouver à la 53e minute, les Sharks s'imposent 5-2 pour une troisième victoire. 
Alors que les Canucks sont aux portes de l'élimination, ce sont les Sharks qui ouvrent le score dès le début du quatrième match grâce à Burns qui dévie un lancer de Scott Hannan juste devant Schneider. Cinq minutes plus tard, Mason Raymond parvient à égaliser mais avant la fin de la période, Pavelski redonne un but d'avance pour San José en supériorité numérique. Aucune équipe ne parvient à inscrire de but lors du tiers médian et ceci malgré les 12 lancers des Sharks, les Canucks de leur côté ne réalisent que quatre lancers contre Niemi. Il faut attendre 10 minutes dans la dernière période du temps réglementaire pour voir un deuxième but pour Vancouver inscrit par Burrows en supériorité numérique. Moins de deux minutes plus tard, Edler donne un but d'avance aux Canucks mais à la suite d'une pénalité de Kevin Bieksa à cinq minutes de la fin du match, les Sharks égalisent par Pavelski. Les deux équipes jouent une nouvelle fois une prolongation ; à la 13e minutes de celle-ci, Daniel Sedin reçoit une pénalité pour une mise en échec contre la bande sur Tommy Wingels. Les Sharks jouent donc une nouvelle supériorité numérique ; Joe Thornton rentre dans la zone des Canucks et tente un lancer qui est arrêté par Schneider mais ce dernier laisse le rebond filer derrière lui. Patrick Marleau a bien suivi le mouvement et parvient à récupérer la rondelle qu'il propulse dans les filets pour la victoire et l'élimination des Canucks.
| 1er mai | Vancouver | 1-3 (0-0, 1-1, 0-2) | San José | Rogers Arena 18 910 spectateurs |

| Feuille de match | Feuille de match        | Feuille de match | Feuille de match | Feuille de match                                                             |
| ---------------- | ----------------------- | ---------------- | --- | ---------------------------------------------------------------------------- |
|                  | K. Bieksa — 32 min 26 s | 1-0 1-1 1-2 1-3  | L. Couture (D. Boyle, J. Pavelski) — 36 min 35 s (SN) D. Boyle (T. Wingels, J. Pavelski) — 49 min 17 s P. Marleau (L. Couture, M-É. Vlasic) — 54 min 37 s | Arbitrage : Eric Furlatt et Francois St. Laurent Steve Miller et Mark Wheler |
| R. Luongo        | Gardiens                | A. Niemi         | | Arbitrage : Eric Furlatt et Francois St. Laurent Steve Miller et Mark Wheler |
| 10 min           | Pénalités               | 6 min            | | Arbitrage : Eric Furlatt et Francois St. Laurent Steve Miller et Mark Wheler |
| 30               | Tirs                    | 28               | | Arbitrage : Eric Furlatt et Francois St. Laurent Steve Miller et Mark Wheler |

| 3 mai | Vancouver | 2-3 (pr) (0-1, 0-0, 2-1, 0-1) | San José | Rogers Arena 18 910 spectateurs |

| Feuille de match | Feuille de match                                                         | Feuille de match    | Feuille de match | Feuille de match                                                 |
| ---------------- | ------------------------------------------------------------------------ | ------------------- | --- | ---------------------------------------------------------------- |
|                  | R. Kesler (H. Sedin, D. Sedin) — 40 min 59 s (SN) R. Kesler — 47 min 6 s | 0-1 1-1 2-1 2-2 2-3 | J. Thornton (B. Burns, B. Stuart) — 13 min 22 s P. Marleau (D. Boyle, J. Pavelski) — 59 min 4 s R. Torres (B. Burnes) — 65 min 31 s | Arbitrage : Tom Kowal et Brad Watson Steve Miller et Mark Wheler |
| R. Luongo        | Gardiens                                                                 | A. Niemi            | | Arbitrage : Tom Kowal et Brad Watson Steve Miller et Mark Wheler |
| 10 min           | Pénalités                                                                | 6 min               | | Arbitrage : Tom Kowal et Brad Watson Steve Miller et Mark Wheler |
| 31               | Tirs                                                                     | 33                  | | Arbitrage : Tom Kowal et Brad Watson Steve Miller et Mark Wheler |

| 5 mai | San José | 5-2 (1-0, 1-1, 3-1) | Vancouver | HP Pavilion at San Jose 17 562 spectateurs |

| Feuille de match | Feuille de match | Feuille de match                                  | Feuille de match                                                               | Feuille de match                                                |
| ---------------- | --- | ------------------------------------------------- | ------------------------------------------------------------------------------ | --------------------------------------------------------------- |
|                  | J. Pavelski (L. Couture, J. Thornton) — 14 min 8 s (SN) J. Pavelski (T. Wingels, S. Hannan) — 27 min 20 s L. Couture (M. Irwin) — 41 min 40 s (SN) P. Marleau (L. Couture, J. Braun) — 41 min 49 s L. Couture (J. Thornton, J. Pavelski) — 44 min 7 s (SN) | 1-0 2-0 2-1 3-1 4-1 5-1 5-2                       | A. Burrows (H. Sedin, D. Sedin) — 31 min 7 s D. Hamhuis (D. Roy) — 53 min 12 s | Arbitrage : M. Joanette et B. Pochmara S. Barton et G. Devorski |
| A. Niemi         | Gardiens | C. Schneider (44 min 7 s) R. Luongo (15 min 53 s) |                                                                                | Arbitrage : M. Joanette et B. Pochmara S. Barton et G. Devorski |
| 8 min            | Pénalités | 22 min                                            |                                                                                | Arbitrage : M. Joanette et B. Pochmara S. Barton et G. Devorski |
| 38               | Tirs | 30                                                |                                                                                | Arbitrage : M. Joanette et B. Pochmara S. Barton et G. Devorski |

| 7 mai | San José | 4-3 (pr) (2-1, 0-0, 1-2, 1-0) | Vancouver | HP Pavilion at San Jose 17 562 spectateurs |

| Feuille de match | Feuille de match | Feuille de match            | Feuille de match | Feuille de match                                                |
| ---------------- | --- | --------------------------- | --- | --------------------------------------------------------------- |
|                  | B. Burns (S. Hannan, J. Thornton) — 2 min 41 s J. Pavelski (L. Couture, P. Marleau) — 14 min 52 s (SN) J. Pavelski (L. Couture, J. Thornton) — 55 min 33 s (SN) P. Marleau (J. Thornton, D. Boyle) — 73 min 18 s (SN) | 1-0 1-1 2-1 2-2 2-3 3-3 4-3 | M. Raymond (D. Hamhuis) — 7 min 54 s A. Burrows (D. Sedin, H. Sedin) — 49 min 12 s (SN) A. Edler (A. Burrows, M. Raymond) — 51 min 2 s | Arbitrage : K. Sutherland et Chris Lee S. Barton et G. Devorski |
| A. Niemi         | Gardiens | C. Schneider                | | Arbitrage : K. Sutherland et Chris Lee S. Barton et G. Devorski |
| 6 min            | Pénalités | 24 min                      | | Arbitrage : K. Sutherland et Chris Lee S. Barton et G. Devorski |
| 47               | Tirs | 35                          | | Arbitrage : K. Sutherland et Chris Lee S. Barton et G. Devorski |

### Saint-Louis contre Los Angeles

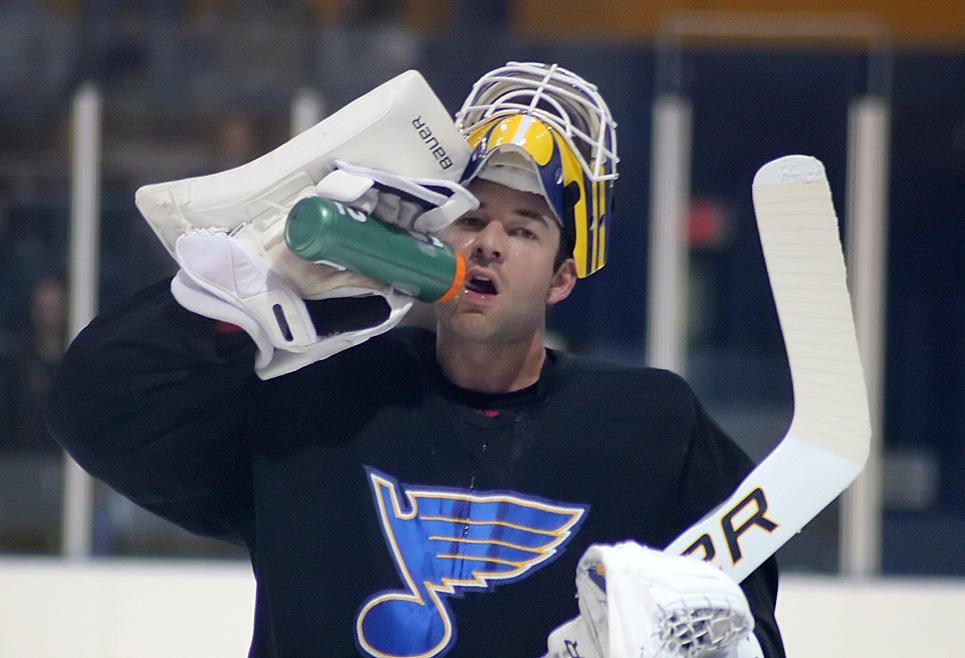
Brian Elliott, gardien des Blues de Saint-Louis s'incline en six matchs contre les Kings.

Les Blues de Saint-Louis et les Kings de Los Angeles, respectivement quatrième et cinquième de l'association de l'Ouest, se retrouvent en séries un an après l'élimination en quatre matchs des Blues par ces mêmes Kings, qui ont ensuite remporté la Coupe Stanley. Los Angeles a gagné la totalité des 7 dernières rencontres qui ont vu s'affronter les deux franchises. L'équipe de Saint-Louis, qui a terminé la saison avec 11 victoires en 13 matchs, est menée par Chris Stewart qui a marqué 18 buts et 36 points et par David Backes qui a enregistré 22 aides. De son côté, Los Angeles a pour meneurs Jeff Carter, avec 26 buts, et Anže Kopitar, qui a fini la saison avec 32 aides et 42 points.
Sur leur glace du Scottrade Center, les Blues sont les premiers à trouver le fond des filets : à la suite d'une pénalité pour surnombre des Kings, les joueurs des Blues s'installent dans la zone adverse. Jonathan Quick parvient à repousser un premier lancer de Kevin Shattenkirk mais la rondelle arrive dans la palette d'Alexander Steen qui ouvre le score pour les locaux à la neuvième minute. Quick ne laisse finalement passer que ce seul lancer de toute la période malgré les 14 tentatives des joueurs de Saint-Louis. Brian Elliott arrête également tous les lancers des Kings même si ces derniers ne tirent que 6 fois lors du tiers-temps. La deuxième période permet aux gardiens de se mettre une nouvelle fois en avant puisqu'ils arrêtent tous les tirs qu'ils reçoivent : 7 arrêts pour Elliott et 10 pour Quick. À moins d'une minute de la fin du match, Elliott laisse finalement passer un palet alors que les Kings ont sorti Quick pour avoir un joueur supplémentaire. Justin Williams parvient ainsi à égaliser pour Los Angeles et provoquer la prolongation. Au cours de celle-ci, Kevin Shattenkirk reçoit une double pénalité mineure pour crosse haute contre Dustin Penner. Les Kings ont donc l'occasion de remporter le match mais sur un renvoi derrière les buts de Quick, ce dernier se fait presser par Steen. L'ailier des Blues parvient à récupérer le palet qu'il peut pousser derrière la ligne de but adverse pour donner la victoire aux locaux 2-1 après 13 minutes de prolongation. Malgré la défaite, Quick arrête tout de même 40 lancers au cours du match contre 24 pour Elliott. 
Les deux gardiens sont les deux joueurs les plus en vue du deuxième match de la série. Même si Elliott laisse passer un lancer de Dustin Brown à la dixième minute alors qu'il est masqué par deux joueurs, il arrête tous les autres tirs au cours des 50 minutes qui suivent, soit 28 arrêts. À l'autre bout de la patinoire, Quick arrête tous les lancers lors des deux premières périodes, 15 arrêts, mais craque au cours de la dernière période. C'est d'abord Patrik Berglund qui profite d'une passe d'Alex Pietrangelo juste devant Quick pour égaliser à la 43e minute. Le match rentre dans sa dernière minute et les deux équipes se préparent à jouer une nouvelle prolongation mais Barret Jackman marque le premier but de sa carrière en série alors qu'il reste 50 secondes de jeu et donne ainsi une avance aux Blues de deux matchs à zéro contre les champions en titre. Pour le troisième match, les meilleurs joueurs du match sont les gardiens. Quick arrive à arrêter les 30 tirs des Blues alors qu'Elliott fait 20 arrêts mais laisse passer un tir de Viatcheslav Voïnov en milieu du match. Les Kings remportent donc leur premier succès des séries sur leur patinoire sur le plus petit des scores 1-0.
Le quatrième match de la série débute mal pour les joueurs locaux puisque que les Blues ouvrent le score dès le début : à la suite d'un lancer de Jay Bouwmeester qui rebondit derrière les buts, Backes trouve le fond du filet de Quick. Deux minutes plus tard, sur une supériorité numérique, Oshie dévie un lancer de Shattenkirk depuis la ligne bleue pour tromper une deuxième fois Quick. À la neuvième minute, Mike Richards sert Jeff Carter bien lancé dans l'axe du but pour le premier but de la soirée des locaux. Six minutes plus tard, ils doublent la mise grâce à trois joueurs qui partent en échappée : Alec Martinez, Jarret Stoll et Dustin Penner pour la finition. Les deux équipes rentrent donc au vestiaire à égalité après 11 tirs pour les Blues et 6 pour les Kings. Cette tendance s'inverse au cours du deuxième tiers-temps mais le réalisme est du côté des visiteurs qui inscrivent un troisième but, le second de la soirée pour Oshie. Les Kings remportent finalement le match en inscrivant deux buts dans les 20 dernières minutes, inscrits par Anže Kopitar et Justin Williams à 76 secondes d'écarts.
Avant le cinquième match, les deux équipes sont donc à égalité deux victoires de chaque côté. Les vingt premières minutes du match sont une nouvelle fois marqué par des prestations sans faute des deux portiers avec 8 arrêts pour Elliott et 12 pour Quick mais dès la première minute de la deuxième période, Elliott est mis en danger par un lancer de Richards ; il parvient à faire l'arrêt mais Carter récupère le rebond pour ouvrir le score pour les Kings. Alexander Steen égalise pour les Blues six minutes plus tard après avoir récupéré le palet derrière les buts de Quick et avoir fait le tour du but de Los Angeles. Juste avant la fin de la période, Barret Jackman reçoit une pénalité pour une faute sur Dustin Brown et les Blues commencent ainsi la troisième période en infériorité numérique. Comme lors de la période précédente, les Kings entament bien ce tiers puisque Carter, décalé sur le côté gauche d'Elliott, reçoit le palet de Kopitar qui se trouve sur l'autre aile de l'attaque. Carter trouve facilement le fond des filets de Blues et redonne ainsi l'avantage aux siens. Ils tiennent le score toute la période mais se font remonter dans la dernière minute par les Blues qui ont sorti leur gardien pour avoir un joueur de plus : Pietrangelo égalise et permet aux siens de jouer la prolongation. Cette dernière tourne finalement à l'avantage des visiteurs grâce à un but inscrit par Viatcheslav Voïnov à la suite de passes rapides.
La série est de retour à Los Angeles pour le sixième match de la série et les joueurs locaux ont l'occasion de remporter la victoire sur leur glace. À la 12e minute, les Blues mettent la pression sur les buts de Quick mais les Kings parviennent à sortir le palet de leur zone défensive grâce à Fraser. Arrivé dans la zone adverse, il passe le palet à Drew Doughty qui parvient à lancer la rondelle et tromper Elliott malgré la présence de deux défenseurs. Les Kings inscrivent ainsi un premier but sur 5 lancers qu'ils effectuent au cours de la période alors que Quick arrête les 8 tirs des Blues. Ces derniers égalisent à la 24e minute de jeu après une bonne conservation du palet par David Perron. La rondelle arrive finalement dans la palette de Chris Porter qui bat Quick. Juste avant la fin du tiers temps, Dustin Penner inscrit un deuxième but pour les locaux d'un lancer puissant depuis la ligne bleue. Il reste alors 1 seconde de jeu dans la période et les gardiens parviennent tous les deux à maintenir leur cage inviolée au cours du dernier tiers-temps. Les Kings, champions en titre de la Coupe, se qualifient alors pour le deuxième tour des séries en six matchs après avoir été menés 2-0.
| 30 avril | Saint-Louis | 2-1 (pr) (1-0, 0-0, 0-1, 1-0) | Los Angeles | Scottrade Center 17 612 spectateurs |

| Feuille de match | Feuille de match                                                         | Feuille de match | Feuille de match                                      | Feuille de match                                |
| ---------------- | ------------------------------------------------------------------------ | ---------------- | ----------------------------------------------------- | ----------------------------------------------- |
|                  | A. Steen (K. Shattenkirk) — 9 min 5 s (SN) - A. Steen — 73 min 26 s (IN) | 1-0 1-1 2-1      | - J. Williams (D. Doughty, J. Muzzin) — 59 min 28 s - | Arbitrage : Joannette, Pochmara Cherrey, Murphy |
| B. Elliott       | Gardiens                                                                 | J. Quick         |                                                       | Arbitrage : Joannette, Pochmara Cherrey, Murphy |
| 8 min            | Pénalités                                                                | 12 min           |                                                       | Arbitrage : Joannette, Pochmara Cherrey, Murphy |
| 42               | Tirs                                                                     | 29               |                                                       | Arbitrage : Joannette, Pochmara Cherrey, Murphy |

| 2 mai | Saint-Louis | 2-1 (0-1, 0-0, 2-0) | Los Angeles | Scottrade Center 18 681 spectateurs |

| Feuille de match | Feuille de match                                                                                       | Feuille de match | Feuille de match                                     | Feuille de match                                                         |
| ---------------- | --- | ---------------- | ---------------------------------------------------- | ------------------------------------------------------------------------ |
|                  | P. Berglund (A. Pietrangelo, D. Perron) — 43 min 44 s B. Jackman (C. Stewart, V. Sobotka) — 59 min 9 s | 0-1 1-1 2-1      | D. Brown (M. Richards, A. Kopitar) — 9 min 55 s (SN) | Arbitrage : Paul Devorski et Dan O'Halloran Don Henderson et Shane Heyer |
| B.Elliott        | Gardiens                                                                                               | J. Quick         |                                                      | Arbitrage : Paul Devorski et Dan O'Halloran Don Henderson et Shane Heyer |
| 8 min            | Pénalités                                                                                              | 8 min            |                                                      | Arbitrage : Paul Devorski et Dan O'Halloran Don Henderson et Shane Heyer |
| 25               | Tirs                                                                                                   | 29               |                                                      | Arbitrage : Paul Devorski et Dan O'Halloran Don Henderson et Shane Heyer |

| 4 mai | Los Angeles | 1-0 (0-0, 1-0, 0-0) | Saint-Louis | Staples Center 18 118 spectateurs |

| Feuille de match | Feuille de match                                | Feuille de match | Feuille de match | Feuille de match                                                             |
| ---------------- | ----------------------------------------------- | ---------------- | ---------------- | ---------------------------------------------------------------------------- |
|                  | V. Voïnov (A. Martinez, T. Lewis) — 24 min 56 s | 1-0              |                  | Arbitrage : Stephen Walkom et Greg Kimmerly Brad Kovachik et Brad Lazarowich |
| J. Quick         | Gardiens                                        | B.Elliott        |                  | Arbitrage : Stephen Walkom et Greg Kimmerly Brad Kovachik et Brad Lazarowich |
| 10 min           | Pénalités                                       | 10 min           |                  | Arbitrage : Stephen Walkom et Greg Kimmerly Brad Kovachik et Brad Lazarowich |
| 21               | Tirs                                            | 30               |                  | Arbitrage : Stephen Walkom et Greg Kimmerly Brad Kovachik et Brad Lazarowich |

| 6 mai | Los Angeles | 4-3 (2-2, 0-1, 2-0) | Saint-Louis | Staples Center 18 334 spectateurs |

| Feuille de match | Feuille de match | Feuille de match            | Feuille de match | Feuille de match                                                     |
| ---------------- | --- | --------------------------- | --- | -------------------------------------------------------------------- |
|                  | - J. Carter (M. Richards, R. Regehr) — 9 min 33 s D. Penner (J. Stoll, A. Martinez) — 14 min 30 s - A. Kopitar (D. Brown, J. Muzzin) — 47 min 14 s J. Williams (M. Richards, D. King) — 48 min 30 s | 0-1 0-2 1-2 2-2 2-3 3-3 4-3 | D. Backes (J. Bouwmeester, V. Sobotka) — 1 min 12 s T. Oshie (K. Shattenkirk, D. Perron) — 4 min 32 s (SN) - T. Oshie (V. Sobotka, P. Berglund) — 25 min 46 s - | Arbitrage : Wes McCauley Kevin Pollock Brad Kovachik Brad Lazarowich |
| J. Quick         | Gardiens | B. Elliott                  | | Arbitrage : Wes McCauley Kevin Pollock Brad Kovachik Brad Lazarowich |
| 8 min            | Pénalités | 8 min                       | | Arbitrage : Wes McCauley Kevin Pollock Brad Kovachik Brad Lazarowich |
| 29               | Tirs | 22                          | | Arbitrage : Wes McCauley Kevin Pollock Brad Kovachik Brad Lazarowich |

| 8 mai | Saint-Louis | 2-3 (pr) (0-0, 1-1, 1-1, 0-1) | Los Angeles | Scottrade Center 18 269 spectateurs |

| Feuille de match | Feuille de match                                                                          | Feuille de match    | Feuille de match | Feuille de match                                          |
| ---------------- | ----------------------------------------------------------------------------------------- | ------------------- | --- | --------------------------------------------------------- |
|                  | A. Steen (B. Jackman) — 26 min 46 s A. Pietrangelo (J. Schwartz, D. Backes) — 59 min 15 s | 0-1 1-1 1-2 2-2 2-3 | J. Carter (M. Richards, D. Doughty) — 20 min 14 s J. Carter (A. Kopitar, M. Richards) — 40 min 54 s (SN) V. Voïnov (A. Kopitar, J. Williams) — 68 min | Arbitrage : B. Watson et T. Kowal S. Driscoll et J. Morin |
| B. Elliott       | Gardiens                                                                                  | J. Quick            | | Arbitrage : B. Watson et T. Kowal S. Driscoll et J. Morin |
| 2 min            | Pénalités                                                                                 | 4 min               | | Arbitrage : B. Watson et T. Kowal S. Driscoll et J. Morin |
| 25               | Tirs                                                                                      | 36                  | | Arbitrage : B. Watson et T. Kowal S. Driscoll et J. Morin |

| 10 mai | Los Angeles | 2-1 (1-0, 1-1, 0-0) | Saint-Louis | Staples Center 18 346 spectateurs |

| Feuille de match | Feuille de match                                                                   | Feuille de match | Feuille de match                              | Feuille de match                                            |
| ---------------- | ---------------------------------------------------------------------------------- | ---------------- | --------------------------------------------- | ----------------------------------------------------------- |
|                  | D. Doughty (C. Fraser, D. King) — 12 min 37 s D. Penner (R. Scuderi) — 39 min 59 s | 1-0 1-1 2-1      | C. Porter (R. Polak, D. Backes) — 24 min 39 s | Arbitrage : E. Furlatt et S. Walkom P. Racicot et J. Murray |
| J. Quick         | Gardiens                                                                           | B. Elliott       |                                               | Arbitrage : E. Furlatt et S. Walkom P. Racicot et J. Murray |
| 2 min            | Pénalités                                                                          | 2 min            |                                               | Arbitrage : E. Furlatt et S. Walkom P. Racicot et J. Murray |
| 22               | Tirs                                                                               | 16               |                                               | Arbitrage : E. Furlatt et S. Walkom P. Racicot et J. Murray |

## Demi-finales d'association

### Pittsburgh contre Ottawa
Les Penguins étant la meilleure équipe de l'Est lors de la saison régulière, ils ont le privilège de recevoir une nouvelle fois pour le deuxième tour des séries où ils affrontent les Sénateurs, tombeurs de Montréal au premier tour. Les deux équipes se sont rencontrées à trois reprises lors de la saison régulière, toutes les rencontres étant remportées par les Penguins. Au cours de la rencontre du 13 février, Matt Cooke coupe Erik Karlsson au talon, privant les Sénateurs d'un de leurs meilleurs défenseurs pour deux mois. Avant 2013, Penguins et Sénateurs se sont affrontés trois fois en séries avec deux victoires pour les joueurs de Pittsburgh contre une pour ceux d'Ottawa.
Pour le premier match, Bylsma décide de confier les buts des Penguins à Vokoun. Sur leur première supériorité numérique, les Penguins ouvrent le score par le défenseur Paul Martin mais deux minutes plus tard, les visiteurs égalisent quand Colin Greening parvient à pousser la rondelle entre la jambière de Vokoun et son poteau. À la douzième minute de jeu, Malkine, Kunitz et Neal pressent à trois la défense d'Ottawa qui ne parvient pas à se relancer. L'action profite à Malkine qui double la mise avant la pause. Les Penguins inscrivent un troisième but avant la seconde pause du match, une nouvelle fois en supériorité numérique. Ils remportent finalement cette première rencontre sur le score de 4-1 grâce à un dernier but de Dupuis en infériorité numérique lors du dernier tiers-temps et Vokoun termine la rencontre avec 35 arrêts lors de cette victoire. Le deuxième match de la série débute bien pour les Penguins qui ouvrent le score par leur capitaine Sidney Crosby ; ce dernier récupère le palet dans son propre camp pour dribbler en vitesse trois joueurs. Il inscrit son premier but de la soirée mais Ottawa égalise dix minutes plus tard, en supériorité numérique. À la 16e minute, Crosby récupère une nouvelle fois le palet dans la moitié de terrain de son équipe et progresse sur l'aile gauche de l'attaque. Il attend que ses coéquipiers étirent la défense pour tromper Anderson une deuxième fois et donner l'avantage 2-1 aux Penguins. En début de deuxième tiers-temps, Karlsson reçoit une pénalité après avoir accroché Cooke et sur la supériorité numérique suivante, Crosby inscrit son troisième but de la soirée d'un lancer puissant dans la lucarne du but d'Anderson. Ce dernier est ensuite remplacé par Robin Lehner. Quarante secondes plus tard, Greening permet à Ottawa de réduire l'écart mais Lehner cède à la huitième minute de la deuxième période sur un lancer doublement dévié dont la dernière par Brenden Morrow. Au début de la dernière période, sur une situation confuse devant Vokoun, Jean-Gabriel Pageau parvient à inscrire un troisième but pour les Sénateurs mais les Penguins sortent finalement victorieux pour une deuxième fois. Avec son triplé, Crosby compte désormais 102 points lors des séries éliminatoires en 75 rencontres jouées. Il est le cinquième joueur le plus rapide à atteindre ce plateau. Il devient aussi le quatrième meilleur pointeur des Penguins en série derrière Mario Lemieux (172), Jaromir Jagr (147) et Kevin Stevens (106). 
Les Sénateurs espèrent que le retour chez eux leur permettra de revenir dans la série et alors que Vokoun est toujours titularisé, Anderson fait son retour dans les buts d'Ottawa. Ces derniers comptent également sur le retour de Jason Spezza absent des patinoires depuis plus de trois mois. Ce sont malgré tous Les deux portiers qui font parler d'eux au cours du premier tiers-temps avec 12 arrêts pour Anderson et 8 pour Vokoun. Ce dernier connaît également une deuxième période parfaite avec 10 nouveaux arrêts. Anderson arrête également 10 lancers mais laisse passer une fois la rondelle pour l'ouverture du score 1-0 par Tyler Kennedy. Les Penguins sont tout proche de remporter un troisième match de rang et alors qu'il reste moins de deux minutes de jeu, Karlsson reçoit une nouvelle pénalité pour un cinglage sur Cooke. Les Penguins pensent donc pouvoir profiter de cette dernière supériorité pour concrétiser leur victoire mais à 30 secondes de la fin du temps réglementaire, le capitaine d'Ottawa, Daniel Alfredsson, parvient à égaliser et à prolonger l'espoir des locaux. Ce sont finalement ces derniers qui s'imposent grâce à un but de Colin Greening qui profite d'un rebond laissé par Vokoun sur un tir d'André Benoit à la 87e minute. Anderson réalise 49 arrêts au cours de cette victoire contre 46 pour Vokoun. 
Après cette victoire en double prolongation, les joueurs d'Ottawa souhaitent enchaîner mais sont pénalisés dès la première minute de jeu du quatrième match. Ils en profitent malgré tout grâce à Milan Michálek qui parvient à récupérer le palet et partir en échappée pour ouvrir le score en infériorité numérique. Les Penguins égalisent douze minutes plus tard mais Ottawa repasse devant avant la fin du tiers-temps à la suite d'un palet mal maîtrisé par Vokoun. Pittsburgh revient une deuxième fois au score en début de période grâce à un but de Kunitz en échappée derrière la défense adverse. 40 secondes plus tard, toute l'équipe des Penguins part en contre-attaque et après un tir de Letang, Anderson laisse un rebond qui profite à Iginla. Au début du dernier tiers-temps, Neal marque un quatrième but pour Pittsburgh en supériorité numérique. À la 48e minute Anderson cède sa place à Lehner pour la deuxième fois de la série après avoir accordé deux nouveaux buts sur seulement 22 lancers. Dans la minute qui suit, les Penguins inscrivent un sixième but par Iginla alors qu'il reste encore 10 minutes de jeu. Ottawa parvient à marquer un troisième but à cinq minutes de la fin de la rencontre en supériorité numérique par Alfredsson mais Pittsburgh s'impose tout de même finalement 7-3
Les deux équipes sont de retour pour le cinquième match de la série dans la patinoire de Pittsburgh qui a l'occasion de se qualifier pour la finale d'association. Brenden Morrow, qui a raté le match précédent sur blessure, permet aux locaux de prendre les devants à la sixième minute de la première période. Neal double la mise pour les Penguins 20 minutes plus tard en supériorité numérique, avant que Letang ne réussisse également à tromper Anderson à la 32e minute. Deux autres buts sont inscrits avant la fin du deuxième tiers-temps, un pour chaque équipe. Au cours de la dernière période, Neal inscrit deux buts de plus pour les Penguins pour un tour du chapeau ; le score final de 6-2 pour Pittsburgh leur permet de se qualifier pour la finale d'association.
| 14 mai | Pittsburgh | 4-1 (2-1, 1-0, 1-0) | Ottawa | Consol Energy Center 18 621 spectateurs |

| Feuille de match | Feuille de match | Feuille de match    | Feuille de match                                   | Feuille de match                                                         |
| ---------------- | --- | ------------------- | -------------------------------------------------- | ------------------------------------------------------------------------ |
|                  | P. Martin (I. Malkine, B. Morrow) — 2 min 41 s (SN) - I. Malkine (C. Kunitz, J. Neal) — 12 min 15 s C. Kunitz (J. Iginla, K. Letang) — 38 min 33 s (SN) P. Dupuis (D. Murray) — 51 min 24 s (IN) | 1-0 1-1 2-1 3-1 4-1 | - C. Greening (E. Condra, J. Cowen) — 4 min 51 s - | Arbitrage : Wes McCauley et Marc Joannette Derek Amell et Scott Driscoll |
| T. Vokoun        | Gardiens | C. Anderson         |                                                    | Arbitrage : Wes McCauley et Marc Joannette Derek Amell et Scott Driscoll |
| 18 min           | Pénalités | 36 min              |                                                    | Arbitrage : Wes McCauley et Marc Joannette Derek Amell et Scott Driscoll |
| 30               | Tirs | 36                  |                                                    | Arbitrage : Wes McCauley et Marc Joannette Derek Amell et Scott Driscoll |

| 17 mai | Pittsburgh | 4-3 (2-1, 2-1, 0-1) | Ottawa | Consol Energy Center 18 645 spectateurs |

| Feuille de match | Feuille de match | Feuille de match                                 | Feuille de match | Feuille de match                                                       |
| ---------------- | --- | ------------------------------------------------ | --- | ---------------------------------------------------------------------- |
|                  | S. Crsosby (P. Martin, M. Niskanen) — 3 min 16 s - S. Crsosby (C. Kunitz, K. Letang) — 16 min 7 s S. Crsosby (K. Letang, I. Malkine) — 21 min 15 s (SN) - B. Morrow (J. Neal, P. Martin) — 28 min 4 s - | 1-0 1-1 2-1 3-1 3-2 4-2 4-3                      | - K. Turris (D. Alfredsson, S. Gontchar) — 13 min 15 s (SN) - C. Greening (Z. Smith, C. Neil) — 21 min 55 s - J. Pageau (G. Latendresse, E. Condra) — 42 min 1 s | Arbitrage : Dan O'Halloran et Chris Lee Steve Barton et Pierre Racicot |
| T. Vokoun        | Gardiens | C. Anderson (21 min 15 s) R. Lehner (38 min 3 s) | | Arbitrage : Dan O'Halloran et Chris Lee Steve Barton et Pierre Racicot |
| 6 min            | Pénalités | 14 min                                           | | Arbitrage : Dan O'Halloran et Chris Lee Steve Barton et Pierre Racicot |
| 42               | Tirs | 22                                               | | Arbitrage : Dan O'Halloran et Chris Lee Steve Barton et Pierre Racicot |

| 19 mai | Ottawa | 2-1 (2 pr) (0-0, 0-1, 1-0, 0-0, 1-0) | Pittsburgh | Place Banque Scotia 20 500 spectateurs |

| Feuille de match | Feuille de match                                                                                               | Feuille de match | Feuille de match                      | Feuille de match                                                         |
| ---------------- | --- | ---------------- | ------------------------------------- | ------------------------------------------------------------------------ |
|                  | - D. Alfredsson (M. Michálek, S. Gontchar) — 59 min 31 s (IN) C. Greening (A. Benoit, E. Condra) — 87 min 39 s | 0-1 1-1 2-1      | T. Kennedy (M. Cooke) — 38 min 53 s - | Arbitrage : Eric Furlatt et Stephen Walkom Scott Cherrey et Brian Murphy |
| C. Anderson      | Gardiens | T. Vokoun        |                                       | Arbitrage : Eric Furlatt et Stephen Walkom Scott Cherrey et Brian Murphy |
| 14 min           | Pénalités | 8 min            |                                       | Arbitrage : Eric Furlatt et Stephen Walkom Scott Cherrey et Brian Murphy |
| 48               | Tirs | 50               |                                       | Arbitrage : Eric Furlatt et Stephen Walkom Scott Cherrey et Brian Murphy |

| 22 mai | Ottawa | 3-7 (2-1, 0-2, 1-4) | Pittsburgh | Place Banque Scotia 20 500 spectateurs |

| Feuille de match                      | Feuille de match | Feuille de match                        | Feuille de match | Feuille de match                                                |
| ------------------------------------- | --- | --------------------------------------- | --- | --------------------------------------------------------------- |
|                                       | M. Michálek (D. Alfredsson, A. Benoit) — 2 min 29 s (IN) - K. Turris (J. Silfverberg, E. Karlsson) — 16 min 15 s - D. Alfredsson (E. Karlsson, C. Neil) — 54 min 44 s (SN) | 1-0 1-1 2-1 2-2 2-3 2-4 2-5 2-6 2-7 3-7 | - J. Neal — 14 min 56 s - C. Kunitz (P. Dupuis, K. Letang) — 21 min 8 s J. Iginla (K. Letang, J. Neal) — 21 min 48 s J. Neal (S. Crosby, K. Letang) — 41 min 59 s (SN) P. Dupuis (M. Cooke) — 48 min 8 s (IN) S. Crosby (T. Kennedy) — 48 min 39 s J. Iginla (J. Jokinen, K. Letang) — 49 min 53 s (SN) - | Arbitrage : Brad Watson et Tom Kowal Jean Morin et Jonny Murray |
| C. Anderson R. Lehner (à 48 min 39 s) | Gardiens | T. Vokoun                               | | Arbitrage : Brad Watson et Tom Kowal Jean Morin et Jonny Murray |
| 10 min                                | Pénalités | 8 min                                   | | Arbitrage : Brad Watson et Tom Kowal Jean Morin et Jonny Murray |
| 33                                    | Tirs | 42                                      | | Arbitrage : Brad Watson et Tom Kowal Jean Morin et Jonny Murray |

| 24 mai | Pittsburgh | 6-2 (1-0, 3-1, 2-1) | Ottawa | Consol Energy Center 18 656 spectateurs |

| Feuille de match | Feuille de match | Feuille de match                | Feuille de match                                                                                       | Feuille de match                                                         |
| ---------------- | --- | ------------------------------- | --- | ------------------------------------------------------------------------ |
|                  | B. Morrow (M. Eaton, M. Cooke) — 6 min 25 s J. Neal (K. Letang, S. Crosby) — 27 min 38 s (SN) K. Letang (T. Kennedy, B. Orpik) — 32 min 48 s E. Malkine (J. Neal) — 39 min 30 s J. Neal — 51 min 7 s - J. Neal (E. Malkine, K. Letang) — 57 min 21 s | 1-0 2-0 3-0 3-1 4-1 5-1 5-2 6-2 | - M. Michálek (J. Spezza, K. Turris) — 36 min 18 s - K. Turris (J. Cowen, C. Greening) — 53 min 32 s - | Arbitrage : Dan O'Rourke et Kevin Pollock Lonnie Cameron et Jay Sharrers |
| T. Vokoun        | Gardiens | C. Anderson                     | | Arbitrage : Dan O'Rourke et Kevin Pollock Lonnie Cameron et Jay Sharrers |
| 14 min           | Pénalités | 12 min                          | | Arbitrage : Dan O'Rourke et Kevin Pollock Lonnie Cameron et Jay Sharrers |
| 33               | Tirs | 31                              | | Arbitrage : Dan O'Rourke et Kevin Pollock Lonnie Cameron et Jay Sharrers |

### Boston contre Rangers de New York
Les Bruins et les Rangers, deux des six équipes originales de la LNH, se rencontrent en séries pour la première fois depuis 40 ans mais pour la dixième fois de leur histoire. La première confrontation entre les deux franchises date de 1927 avec une victoire de Boston. Elles se sont ensuite affrontées en 1928, 1929, 1939, 1940, 1958, 1970, 1972 et enfin 1973. Ce sont les Bruins qui mènent avec un bilan de 6 victoires pour 3 défaites. Mieux classés que leurs adversaires pendant la saison régulière, les Bruins ont l'avantage de recevoir pour les deux premières rencontres.
Les deux équipes se neutralisent en première période du premier match et il faut attendre la 33e minute de jeu pour voir Chára ouvrir le score. Sur un lancer frappé, Lundqvist laisse passer entre ses jambières le palet qui s'immobilise juste devant la ligne de but ; en essayant de le retrouver, le gardien des Rangers recule et le pousse dans son propre filet. Ce but marque la fin d'une série de plus de 152 minutes sans être battu pour Lundqvist qui n'avait pas pris de but depuis le cinquième match de la série contre Washington. Les Rangers parviennent à égaliser par McDonagh avant la fin du deuxième tiers-temps alors qu'il reste moins de 2 secondes à jouer. Après 14 seconde en troisième période, Stepan permet à New York de prendre un but d'avance. Moins de 3 minutes plus tard, en supériorité numérique, Boston égalise grâce à Torey Krug qui joue son premier match en séries éliminatoires après avoir été rappelé des Bruins de Providence en raison des blessures de plusieurs défenseurs de son équipe. Aucune des deux équipes ne parvient à marquer d'autre but dans le temps réglementaire et le match se poursuit en prolongation. Il faut attendre plus de 15 minutes pour voir les deux équipes se départager sur un but de Marchand qui donne la victoire aux Bruins. Lundqvist termine le match avec 45 arrêts, dont 16 en prolongation ; de son côté Raask finit le match avec 33 arrêts.
Contrairement à la première rencontre, il ne faut attendre que 5 minutes dans le deuxième match pour voir les Bruins ouvrir la marque par Krug mais les Rangers égalisent moins de 3 minutes plus tard, par leur capitaine Callahan. En début de deuxième période, Boston reprend l'avantage grâce à Campbell qui bat Lundqvist après un tir de Krug dévié par Girardi mais New York égalise à nouveau, 56 secondes plus tard, par Nash qui marque son premier but des séries 2013. Après 32 minutes de jeu, Boychuk, sur une passe de Marchand, redonne un but d'avance aux Bruins et les Rangers, bien qu'ayant dominé leurs adversaires 27 tirs à 21, sont menés 3-2 après les deux premiers tiers-temps. Il ne faut que 26 secondes en troisième période à Boston pour marquer une quatrième fois, sur une erreur du défenseur de New York Girardi, et prendre deux buts d'avance. Les Rangers ne parviennent ensuite plus à marquer et les Bruins marquent une cinquième et dernière fois, par Lucic, pour remporter le match 5-2. Les Rangers terminent la rencontre sans avoir profité de leurs 5 supériorités numériques ; ils n'ont converti lors de ces séries que deux de leurs 36 avantages numériques. Rask termine le match avec 35 arrêts sur 37 tirs et Lundqvist, malgré 27 arrêts, encaisse 5 buts dans un même match pour la première fois depuis le 9 mars 2011.
Les Rangers accueillent les Bruins pour le troisième match de la série. La première période ne voit aucun but malgré deux échappées de Chris Kelly et Tyler Seguin pour Boston bien arrêtées par Lundqvist. New York prend l'avantage sur un tir dévié par Taylor Pyatt en début de deuxième tiers-temps mais perd ensuite son défenseur Anton Strålman quand ce dernier heurte la bande de la tête après une charge de Milan Lucic. Menés 1-0 à l'issue des 40 premières minutes, en partie à cause de Lundqvist qui a arrêté les 23 lancers auxquels il a fait face, les Bruins dominent la fin de rencontre, tirant 11 fois consécutives en troisième tiers-temps, et égalisent après 43 minutes de jeu sur un tir de Johnny Boychuk. Alors qu'il reste moins de 4 minutes à jouer, Gregory Campbell déclenche un tir qui dévie sur le masque de Lundqvist et atterrit sur la ligne de but ; Daniel Paille est le plus prompt à se diriger vers la rondelle et parvient à la pousser au fond du filet des Rangers pour donner l'avantage aux Bruins. Les Rangers, qui prolongent leur série sans but en avantage numérique, perdent un troisième match consécutif qui les amène aux portes de l'élimination puisque dans l'histoire de la LNH, seules 3 franchises ont réussi à remonter un tel déficit en séries : les Flyers de Philadelphie en 2010, les Islanders de New York en 1975 et les Maple Leafs de Toronto en 1942.
Pour leur deuxième match à domicile, les Rangers sont dans l'obligation de gagner s'ils ne veulent pas être éliminés. Strålman, blessé lors du match précédent, est absent et est remplacé par Roman Hamrlík qui joue son premier match lors de ces séries. Après une première période sans but, ce sont cependant les Bruins qui ouvrent la marque par Horton en supériorité numérique puis qui doublent leur avance 3 minutes après par Krug. Moins d'une minute plus tard, et alors que Hagelin effectue un tir du revers, Rask trébuche et tombe sur la glace et ne peut empêcher le palet d'entrer dans ses filets. Menés 2-1 après deux tiers-temps, les Rangers égalisent grâce à Stepan en tout début de troisième période mais les Bruins reprennent l'avantage par Seguin après 48 minutes de jeu. Cet avantage ne dure cependant pas puisque New York profite enfin d'un avantage numérique, pour la première fois contre les Bruins et pour la troisième fois lors des séries 2013, pour égaliser une nouvelle fois en milieu de dernière période par Boyle. Le temps réglementaire se termine sur le score de parité de 3-3 et les deux franchises doivent jouer une nouvelle prolongation. C'est Kreider, sur une passe de Nash, qui délivre finalement les Rangers peu après 7 minutes de temps supplémentaire et permet à son équipe de disputer un cinquième match.
De retour à Boston le 25 mai, ce sont les Rangers qui marquent les premiers après 10 minutes de jeu par Girardi sur une supériorité numérique ; il s'agit seulement du deuxième but de New York en avantage numérique en 40 occasions lors des séries 2013. Menés 1-0 à l'issue du premier tiers-temps, les Bruins égalisent 3 minutes après le début de la deuxième période par le Krug qui marque son quatrième but des séries. Dix minutes plus tard, Campbell permet à Boston de prendre l'avantage et de terminer le deuxième tiers-temps avec l'avantage d'un but. En troisième période, les Rangers manquent l'égalisation sur une échappée de Callahan, bien arrêtée par Rask, et encaissent finalement un troisième et dernier but, en toute fin de match, à nouveau par Campbell qui profite du filet déserté par Lundqvist au profit d'un attaquant supplémentaire. Malgré un bon match de leur gardien qui termine avec 29 arrêts, les Rangers sont éliminés en cinq rencontres par les Bruins. Ils terminent les séries en ayant marqué moins de 3 buts dans 8 de leur 12 rencontres et Rick Nash, meilleur buteur de son équipe en saison régulière, finit avec un faible total de 5 points et un seul but.
| 16 mai | Boston | 3-2 (pr) (0-0, 1-1, 1-1, 1-0) | New York | TD Garden 17 565 spectateurs |

| Feuille de match | Feuille de match | Feuille de match    | Feuille de match                                                                                   | Feuille de match                                          |
| ---------------- | --- | ------------------- | -------------------------------------------------------------------------------------------------- | --------------------------------------------------------- |
|                  | Z. Chára (D. Krejčí, N. Horton) — 32 min 23 s T. Krug (D. Hamilton, B. Marchand) — 42 min 55 s (SN) B. Marchand (P. Bergeron, Z. Chára) — 75 min 40 s | 1-0 1-1 1-2 2-2 3-2 | R. McDonagh (R. Nash, D. Brassard) — 39 min 58 s D. Stepan (C. Hagelin, R. Callahan) — 40 min 14 s | Arbitrage : C. Rooney et B. Meier D. Amell et S. Driscoll |
| T. Rask          | Gardiens | H. Lundqvist        | | Arbitrage : C. Rooney et B. Meier D. Amell et S. Driscoll |
| 6 min            | Pénalités | 8 min               | | Arbitrage : C. Rooney et B. Meier D. Amell et S. Driscoll |
| 48               | Tirs | 35                  | | Arbitrage : C. Rooney et B. Meier D. Amell et S. Driscoll |

| 19 mai | Boston | 5-2 (1-1, 2-1, 2-0) | New York | TD Garden 17 565 spectateurs |

| Feuille de match | Feuille de match | Feuille de match            | Feuille de match                                                          | Feuille de match                                            |
| ---------------- | --- | --------------------------- | ------------------------------------------------------------------------- | ----------------------------------------------------------- |
|                  | T. Krug (N. Horton, D. Krejčí) — 5 min 28 s G. Campbell (T. Krug, A. McQuaid) — 22 min 24 s J. Boychuk (B. Marchand, P. Bergeron) — 32 min 8 s B. Marchand (P. Bergeron, M. Bartkowski) — 40 min 26 s M. Lucic (D. Krejčí, D. Hamilton) — 52 min 39 s | 1-0 1-1 2-1 2-2 3-2 4-2 5-2 | R. Callahan — 8 min 1 s R. Nash (M. Zuccarello, D. Girardi) — 23 min 20 s | Arbitrage : C. Lee et D. O'Halloran S. Barton et P. Racicot |
| T. Rask          | Gardiens | H. Lundqvist                |                                                                           | Arbitrage : C. Lee et D. O'Halloran S. Barton et P. Racicot |
| 19 min           | Pénalités | 11 min                      |                                                                           | Arbitrage : C. Lee et D. O'Halloran S. Barton et P. Racicot |
| 32               | Tirs | 37                          |                                                                           | Arbitrage : C. Lee et D. O'Halloran S. Barton et P. Racicot |

| 21 mai | New York | 1-2 (0-0, 1-0, 0-2) | Boston | Madison Square Garden 17 200 spectateurs |

| Feuille de match | Feuille de match                     | Feuille de match | Feuille de match                                                                                     | Feuille de match                                                         |
| ---------------- | ------------------------------------ | ---------------- | --- | ------------------------------------------------------------------------ |
|                  | T. Pyatt (R. McDonagh) — 23 min 53 s | 1-0 1-1 1-2      | J. Boychuk (D. Paille, S. Thornton) — 43 min 10 s D. Paille (S. Thornton, G. Campbell) — 56 min 29 s | Arbitrage : Dan O'Rourke et Kevin Pollock Lonnie Cameron et Jay Sharrers |
| H. Lundqvist     | Gardiens                             | T. Rask          | | Arbitrage : Dan O'Rourke et Kevin Pollock Lonnie Cameron et Jay Sharrers |
| 2 min            | Pénalités                            | 6 min            | | Arbitrage : Dan O'Rourke et Kevin Pollock Lonnie Cameron et Jay Sharrers |
| 24               | Tirs                                 | 34               | | Arbitrage : Dan O'Rourke et Kevin Pollock Lonnie Cameron et Jay Sharrers |

| 23 mai | New York | 4-3 (pr) (0-0, 1-2, 2-1, 1-0) | Boston | Madison Square Garden 17 200 spectateurs |

| Feuille de match | Feuille de match | Feuille de match            | Feuille de match | Feuille de match                                                         |
| ---------------- | --- | --------------------------- | --- | ------------------------------------------------------------------------ |
|                  | C. Hagelin (D. Brassard, R. Hamrlik) — 28 min 39 s D. Stepan — 41 min 15 s B. Boyle (D. Stepan, D. Brassard) — 50 min (SN) C. Kreider (R. Nash, R. McDonagh) — 67 min 3 s | 0-1 0-2 1-2 2-2 2-3 3-3 4-3 | N. Horton (D. Krejčí, B. Marchand) — 24 min 39 s (SN) T. Krug (T. Seguin, N. Horton) — 27 min 41 s T. Seguin (D. Hamilton, Z. Chára) — 48 min 6 s | Arbitrage : Stephen Walkom et Eric Furlatt Brian Murphy et Scott Cherrey |
| H. Lundqvist     | Gardiens | T. Rask                     | | Arbitrage : Stephen Walkom et Eric Furlatt Brian Murphy et Scott Cherrey |
| 8 min            | Pénalités | 8 min                       | | Arbitrage : Stephen Walkom et Eric Furlatt Brian Murphy et Scott Cherrey |
| 32               | Tirs | 40                          | | Arbitrage : Stephen Walkom et Eric Furlatt Brian Murphy et Scott Cherrey |

| 25 mai | Boston | 3-1 (0-1, 2-0, 1-0) | New York | TD Garden 17 565 spectateurs |

| Feuille de match | Feuille de match | Feuille de match | Feuille de match                                        | Feuille de match                                                    |
| ---------------- | --- | ---------------- | ------------------------------------------------------- | ------------------------------------------------------------------- |
|                  | T. Krug (T. Seguin, B. Marchand) — 23 min 48 s (SN) G. Campbell (S. Thornton, D. Paille) — 33 min 41 s G. Campbell (N. Horton) — 59 min 9 s (CV) | 0-1 1-1 2-1 3-1  | D. Girardi (M. Zuccarello, B. Boyle) — 10 min 39 s (SN) | Arbitrage : Tom Kowal et Brad Watson Steve Barton et Pierre Racicot |
| T. Rask          | Gardiens | H. Lundqvist     |                                                         | Arbitrage : Tom Kowal et Brad Watson Steve Barton et Pierre Racicot |
| 11 min           | Pénalités | 13 min           |                                                         | Arbitrage : Tom Kowal et Brad Watson Steve Barton et Pierre Racicot |
| 32               | Tirs | 29               |                                                         | Arbitrage : Tom Kowal et Brad Watson Steve Barton et Pierre Racicot |

### Chicago contre Détroit
Les Blackhawks et les Red Wings se sont rencontrés à de nombreuses reprises depuis leur première confrontation en 1934. Détroit mène en saison régulière avec près de 56 % de victoires mais Chicago, avec 39 victoires contre 35 défaites et 8 séries gagnées sur 15, mène en séries éliminatoires. Au cours de la saison régulière, les deux équipes ont été opposées à quatre reprises, chaque rencontre s'étant terminée en faveur des Blackhawks qui ont dû néanmoins avoir recours à trois prolongations.
Chicago accueille Détroit pour la 75e confrontation entre les deux équipes en séries. Les Blackhawks ouvrent la marque par Marián Hossa en milieu de première période mais les Red Wings égalisent moins de deux minutes plus tard grâce à Damien Brunner. Après un deuxième tiers-temps sans but, Chicago a une première occasion de reprendre l'avantage sur une échappée de David Bolland mais Jimmy Howard s'interpose et permet à son équipe de rester dans le match. Les Blackhawks continuent à presser et finissent par marquer par Johnny Oduya sur une passe de Patrick Sharp. Ils prennent ensuite deux buts d'avance grâce à Marcus Krüger. Détroit ne parvient ensuite plus à marquer, Brunner frappant même sur la barre transversale du but de Chicago alors que les Blackhawks clôturent la marque dans un filet désert par Sharp pour une première victoire 4-1.
Le deuxième match de la série voit les Blackhawks ouvrir la marque en fin de première période par Patrick Kane. Mais les Red Wings égalisent au cours du deuxième tiers-temps par Brunner qui dévie un tir de Jakub Kindl, puis prennent l'avantage grâce à Henrik Zetterberg lors d'une attaque à trois contre un. Johan Franzén, sur une passe de Jonathan Ericsson augmente l'avantage pour Détroit en troisième période. Valtteri Filppula inscrit un dernier but pour les Red Wings qui remportent le deuxième match 4-1 et égalisent à une victoire pour chacune des deux franchises.
Les Red Wings accueillent les Blackhawks pour le troisième match de la série. Après une première période sans but, l'équipe locale marque deux buts en 31 secondes par Gustav Nyquist puis Drew Miller lors du deuxième tiers-temps. Menés 2-0 après 40 minutes, les Blackhawks réduisent le score grâce à Kane en début de troisième période puis pensent égaliser une minute plus tard par Andrew Shaw mais le but est refusé pour une obstruction sur le gardien de Détroit. Au contraire les Red Wings inscrivent un troisième but peu après par Pavel Datsiouk et remportent la rencontre sur le score de 3-1. Chicago perd une deuxième rencontre consécutive pour la première fois depuis près de deux mois et est mené 2-1 dans la série.
Trois jours plus tard, les deux franchises se retrouvent pour le quatrième match qui débute une nouvelle fois sur une première période sans but. Lors du deuxième tiers-temps, le capitaine des Blackhawks, Jonathan Toews, qui n'a pas marqué en séries depuis 9 rencontres, est pénalisé à 3 reprises. Les Red Wings profitent de la deuxième pour prendre l'avantage en milieu de match par Kindl. Il s'agit du premier but accordé par Chicago en 31 infériorités numériques en séries, un record depuis 1988. Howard empêche ensuite toutes les tentatives des Blackhawks pour marquer et Daniel Cleary profite en fin de match du but laissé vide par Corey Crawford au profit d'un attaquant supplémentaire pour sceller la victoire des siens. Le gardien de Détroit termine la rencontre avec un blanchissage et 27 arrêts contre un seul but pris par son homologue de Chicago qui finit le match avec 25 arrêts.
Menés 3-1, les Blackhawks reviennent à Chicago avec l'obligation de battre les Red Wings trois fois de suite pour éviter l'élimination. Bryan Bickell marque le premier but du match pour l'équipe locale lors du premier tiers-temps en reprenant un tir de Kane repoussé par Howard. Mené 1-0 jusqu'en milieu de match, Détroit revient au score à 4 contre 4 sur une action de Zetterberg qui permet à Cleary d'égaliser. Mais Chicago, qui n'avait marqué qu'à 3 reprises au cours de ses 25 derniers avantages numérique, inscrit ensuite deux buts consécutifs à 5 contre 4 : Shaw marque d'abord d'un lancer frappé après 33 minutes de jeu puis Toews inscrit enfin son premier but en séries depuis 2012, d'un tir du poignet deux minutes plus tard, pour donner deux buts d'avance à son équipe. Shaw marque un deuxième but en troisième période et le match se termine sur le score de 4-1 pour les Blackhawks qui ne se retrouvent plus menés que trois matchs à deux. Après avoir arrêté 86 des 88 tirs de Chicago lors des trois victoires précédentes, Howard encaisse cette fois-ci 4 buts malgré 41 arrêts, alors que Crawford arrête 25 des 26 tirs de Détroit.
Toujours menacés par l'élimination, les Blackhawks se rendent à Détroit pour le sixième match et sont les premiers à marquer après moins de quatre minutes de jeu. Lors d'une supériorité numérique, Toews récupère le palet sur l'engagement ce qui permet à Hossa de marquer. Détroit égalise en fin de période par Patrick Eaves, qui inscrit son premier but des séries en reprenant un rebond, puis l'équipe de Chicago prend l'avantage en milieu de match sur un tir du poignet de Joakim Andersson. Menés 2-1 après deux tiers-temps, les Blackhawks égalisent après 51 secondes en troisième période par Michal Handzuš puis reprennent l'avantage cinq minutes après grâce à Bickell. Quatre minutes plus tard, Michael Frolík bloque un tir de Carlo Colaiacovo et part en échappée vers le but adverse mais Colaiacovo le retient par derrière et l'arbitre siffle un tir de pénalité. Frolík bat Howard du côté du gant et devient le premier joueur de l'histoire de la LNH à marquer deux tirs de pénalité en séries après sa précédente réussite dans l'exercice deux ans auparavant contre Vancouver. Mené 4-2, Détroit réduit l'écart à 52 secondes de la fin du match par Brunner mais ne parvient pas à égaliser malgré la sortie de Howard au profit d'un attaquant supplémentaire et Chicago égalise à 3-3 dans la série. Côté gardiens, Howard termine la rencontre avec 24 arrêts contre 35 pour Crawford.
Après avoir été mené 3 victoires à 1, Chicago a réussi à remporter deux matchs consécutifs pour forcer la tenue d'une septième rencontre décisive et, grâce à leur meilleur classement en saison régulière, les Blackhawks jouent à domicile ce dernier match de la série. Après une première période sans but, Sharp ouvre la marque pour Chicago en tout début de deuxième tiers-temps mais les Red Wings parviennent à égaliser par Zetterberg après seulement 26 secondes en troisième période. Alors qu'il ne reste qu'une minute 47 à jouer, les Blackhawks pensent obtenir la victoire grâce à un but de Niklas Hjalmarsson mais celui-ci est refusé par l'arbitre Stephen Walkom qui siffle des pénalités mineures à Brandon Saad et Kyle Quincey juste avant le tir. La rencontre se termine alors sur le score de 1-1 et doit se jouer en prolongation. Celle-ci ne dure cependant qu'un peu plus de 3 minutes : Brent Seabrook porte la rondelle jusqu'en zone offensive et déclenche un tir qui dévie sur le défenseur Niklas Kronwall pour battre Howard et marquer ainsi le but de la victoire et de la qualification pour Chicago. C'est la première fois de leur histoire que les Blackhawks parviennent à remporter une série après avoir été menés 3 victoires à 1,.
| 15 mai | Chicago | 4-1 (1-1, 0-0, 3-0) | Détroit | United Center 21 494 spectateurs |

| Feuille de match | Feuille de match | Feuille de match    | Feuille de match                                       | Feuille de match                                                        |
| ---------------- | --- | ------------------- | ------------------------------------------------------ | ----------------------------------------------------------------------- |
|                  | M. Hossa (J. Toews, P. Sharp) — 9 min 3 s (SN) - J. Oduya (P. Sharp, P. Kane) — 48 min 2 s M. Krüger (D. Carcillo, N. Leddy) — 51 min 23 s P. Sharp (N. Hjalmarsson) — 59 min 11 s (CV) | 1-0 1-1 2-1 3-1 4-1 | - D. Brunner (G. Nyquist, J. Ericsson) — 10 min 57 s - | Arbitrage : Dan O'Rourke et Kevin Pollock Scott Cherrey et Brian Murphy |
| C. Crawford      | Gardiens | J. Howard           |                                                        | Arbitrage : Dan O'Rourke et Kevin Pollock Scott Cherrey et Brian Murphy |
| 10 min           | Pénalités | 10 min              |                                                        | Arbitrage : Dan O'Rourke et Kevin Pollock Scott Cherrey et Brian Murphy |
| 42               | Tirs | 21                  |                                                        | Arbitrage : Dan O'Rourke et Kevin Pollock Scott Cherrey et Brian Murphy |

| 18 mai | Chicago | 1-4 (1-0, 0-2, 0-2) | Détroit | United Center 21 822 spectateurs |

| Feuille de match | Feuille de match                                | Feuille de match    | Feuille de match | Feuille de match                                                  |
| ---------------- | ----------------------------------------------- | ------------------- | --- | ----------------------------------------------------------------- |
|                  | P. Kane (M. Handzuš, P. Sharp) — 14 min 5 s - - | 1-0 1-1 1-2 1-3 1-4 | - D. Brunner (J. Kindl, J. Andersson) — 22 min 40 s B. Smith (H. Zetterberg, D. Cleary) — 36 min 8 s J. Franzén (J. Ericsson, N. Kronwall) — 47 min 19 s V. Filppula (H. Zetterberg) — 52 min 3 s | Arbitrage : Brad Meier et Chris Rooney Jean Morin et Jonny Murray |
| C. Crawford      | Gardiens                                        | J. Howard           | | Arbitrage : Brad Meier et Chris Rooney Jean Morin et Jonny Murray |
| 10 min           | Pénalités                                       | 6 min               | | Arbitrage : Brad Meier et Chris Rooney Jean Morin et Jonny Murray |
| 20               | Tirs                                            | 30                  | | Arbitrage : Brad Meier et Chris Rooney Jean Morin et Jonny Murray |

| 20 mai | Détroit | 3-1 (0-0, 2-0, 1-1) | Chicago | Joe Louis Arena 20 066 spectateurs |

| Feuille de match | Feuille de match | Feuille de match | Feuille de match                     | Feuille de match                                                  |
| ---------------- | --- | ---------------- | ------------------------------------ | ----------------------------------------------------------------- |
|                  | G. Nyquist (D. Brunner, J. Andersson) — 27 min 49 s D. Miller (P. Eaves, C. Emmerton) — 28 min 20 s - P. Datsiouk (J. Franzén, B. Smith) — 46 min 46 s | 1-0 2-0 2-1 3-1  | - P. Kane (D. Keith) — 44 min 35 s - | Arbitrage : Tom Kowal et Brad Watson Shane Heyer et Brad Kovachik |
| J. Howard        | Gardiens | C. Crawford      |                                      | Arbitrage : Tom Kowal et Brad Watson Shane Heyer et Brad Kovachik |
| 10 min           | Pénalités | 22 min           |                                      | Arbitrage : Tom Kowal et Brad Watson Shane Heyer et Brad Kovachik |
| 30               | Tirs | 40               |                                      | Arbitrage : Tom Kowal et Brad Watson Shane Heyer et Brad Kovachik |

| 23 mai | Détroit | 2-0 (0-0, 1-0, 1-0) | Chicago | Joe Louis Arena 20 066 spectateurs |

| Feuille de match | Feuille de match | Feuille de match | Feuille de match                                                                                  | Feuille de match                                                          |
| ---------------- | ---------------- | ---------------- | ------------------------------------------------------------------------------------------------- | ------------------------------------------------------------------------- |
|                  | -                | 0-1 0-2          | J. Kindl (C. Colaiacovo, J. Franzén) — 30 min 3 s (SN) D. Cleary (V. Filppula) — 59 min 21 s (CV) | Arbitrage : Marc Joannette et Wes McCauley Steve Barton et Pierre Racicot |
| J. Howard        | Gardiens         | C. Crawford      |                                                                                                   | Arbitrage : Marc Joannette et Wes McCauley Steve Barton et Pierre Racicot |
| 10 min           | Pénalités        | 10 min           |                                                                                                   | Arbitrage : Marc Joannette et Wes McCauley Steve Barton et Pierre Racicot |
| 27               | Tirs             | 28               |                                                                                                   | Arbitrage : Marc Joannette et Wes McCauley Steve Barton et Pierre Racicot |

| 25 mai | Chicago | 4-1 (1-0, 2-1, 1-0) | Détroit | United Center 22 014 spectateurs |

| Feuille de match | Feuille de match | Feuille de match    | Feuille de match                        | Feuille de match                                                      |
| ---------------- | --- | ------------------- | --------------------------------------- | --------------------------------------------------------------------- |
|                  | B. Bickell (P. Kane, M. Handzuš) — 14 min 8 s A. Shaw (D. Keith, B. Seabrook) — 33 min 8 s (SN) J. Toews (M. Hossa, D. Keith) — 35 min 47 s (SN) A. Shaw (V. Stålberg, M. Rozsival) — 46 min 58 s | 1-0 1-1 2-1 3-1 4-1 | D. Cleary (H. Zetterberg) — 29 min 37 s | Arbitrage : Eric Furlatt et Stephen Walkom Jean Morin et Jonny Murray |
| C. Crawford      | Gardiens | J. Howard           |                                         | Arbitrage : Eric Furlatt et Stephen Walkom Jean Morin et Jonny Murray |
| 12 min           | Pénalités | 10 min              |                                         | Arbitrage : Eric Furlatt et Stephen Walkom Jean Morin et Jonny Murray |
| 45               | Tirs | 26                  |                                         | Arbitrage : Eric Furlatt et Stephen Walkom Jean Morin et Jonny Murray |

| 27 mai | Détroit | 3-4 (1-1, 1-0, 1-3) | Chicago | Joe Louis Arena 20 066 spectateurs |

| Feuille de match | Feuille de match | Feuille de match            | Feuille de match | Feuille de match                                                        |
| ---------------- | --- | --------------------------- | --- | ----------------------------------------------------------------------- |
|                  | P. Eaves (D. Miller, B. Smith) — 18 min 51 s J. Andersson (J. Kindl) — 30 min 11 s D. Brunner (P. Datsyuk, D. Cleary) — 59 min 8 s | 0-1 1-1 2-1 2-2 2-3 2-4 3-4 | M. Hossa (J. Toews, D. Keith) — 3 min 53 s (SN) M. Handzuš (N. Hjalmarsson) — 40 min 51 s B. Bickell (J. Toews, M. Hossa) — 45 min 48 s M. Frolik — 49 min 43 s (TP) | Arbitrage : Dan O'Halloran et Chris Rooney Shane Heyer et Brad Kovachik |
| J. Howard        | Gardiens | C. Crawford                 | | Arbitrage : Dan O'Halloran et Chris Rooney Shane Heyer et Brad Kovachik |
| 12 min           | Pénalités | 10 min                      | | Arbitrage : Dan O'Halloran et Chris Rooney Shane Heyer et Brad Kovachik |
| 38               | Tirs | 28                          | | Arbitrage : Dan O'Halloran et Chris Rooney Shane Heyer et Brad Kovachik |

| 29 mai | Chicago | 2-1 (pr) (0-0, 1-0, 0-1, 1-0) | Détroit | United Center 22 103 spectateurs |

| Feuille de match | Feuille de match                                                                    | Feuille de match | Feuille de match                                    | Feuille de match                                                      |
| ---------------- | ----------------------------------------------------------------------------------- | ---------------- | --------------------------------------------------- | --------------------------------------------------------------------- |
|                  | P. Sharp (M. Hossa, M. Handzuš) — 21 min 8 s B. Seabrook (D. Bolland) — 63 min 35 s | 1-0 1-1 2-1      | H. Zetterberg (G. Nyquist, D. Cleary) — 40 min 26 s | Arbitrage : Stephen Walkom et Dan O'Rourke Jean Morin et Brian Murphy |
| C. Crawford      | Gardiens                                                                            | J. Howard        |                                                     | Arbitrage : Stephen Walkom et Dan O'Rourke Jean Morin et Brian Murphy |
| 6 min            | Pénalités                                                                           | 10 min           |                                                     | Arbitrage : Stephen Walkom et Dan O'Rourke Jean Morin et Brian Murphy |
| 35               | Tirs                                                                                | 27               |                                                     | Arbitrage : Stephen Walkom et Dan O'Rourke Jean Morin et Brian Murphy |

### Los Angeles contre San José
Champions en titre et mieux classés lors de la saison régulière, les Kings de Los Angeles ont l'avantage de recevoir en premier contre les Sharks de San José. En séries, il s'agit de la deuxième confrontation entre les deux équipes, la précédente ayant été remportée en 2011 par San José en six matchs, et seulement du quatrième affrontement entre deux équipes californiennes. Lors de la saison régulière, les deux formations se sont rencontrées 4 fois pour un bilan nul de 2 victoires chacune : les Sharks ont remporté le premier match 4-3 avant de perdre 5-2 deux jours plus tard ; ils ont ensuite gagné 3-2 en fusillade puis perdu 3-2,.
En accueillant les Sharks, les Kings commencent une série à domicile pour la première fois depuis 21 ans. San José domine le début de rencontre mais Quick arrête tous leurs tirs et Voïnov, sur un lancer frappé, donne l'avantage 1-0 à Los Angeles en toute fin de première période. Bien qu'ayant de nouvelles chances de marquer lors du deuxième tiers-temps, les Sharks ne parviennent pas à marquer et sur un nouveau tir de Voïnov, Richards dévie le palet dans le but de Niemi pour donner deux buts d'avance aux Kings. C'est la première fois des séries 2013 que les Kings mènent dans un match avec deux buts d'avance ; a contrario, les Sharks sont menés pour la première fois par deux buts. La troisième période voit les Sharks dominer les Kings 16 tirs contre 4 mais Quick ne cède pas et, avec 35 arrêts, obtient le sixième blanchissage et la 25e victoire de sa carrière en séries éliminatoires. De son côté, Niemi, qui n'a été confronté qu'à 20 tirs, termine avec 18 arrêts.
Pour le deuxième match de la série, Los Angeles doit se passer des services de Stoll qui a subi une mise en échec à la tête de la part de Torres lors du deuxième tiers-temps de la première rencontre et n'est pas revenu dans la partie. Torres, pour sa part, est suspendu par la LNH pour le reste de la série entre les deux équipes ; au cours des séries 2012, il avait déjà purgé une suspension de 21 matchs. Les Kings ouvrent le score sur leur premier tir par Carter puis Doughty marque en supériorité numérique en début de deuxième période. Menés de deux buts mais dominant leurs adversaires, les Sharks José réagissent et marquent à leur tour deux buts par Marleau puis Brad Stuart pour égaliser. Ils réussissent ensuite à prendre l'avantage grâce à Vlasic, qui reprend un rebond consécutif à un tir de Stuart et marque ainsi le premier but de sa carrière en série. Alors qu'il reste moins de trois minutes à jouer, Stuart est pénalisé pour avoir fait trébucher puis, 22 secondes plus tard, Vlasic concède lui aussi une pénalité pour retard de jeu. Les Kings profitent de cet avantage de deux joueurs pour égaliser 36 secondes après par Brown et de la supériorité suivante, peu après l'engagement, pour reprendre l'avantage et finalement remporter le match 4-3. Niemi, malgré 27 arrêts, encaisse 4 buts et Quick, avec 28 arrêts, enregistre la 26e victoire de sa carrière en séries avec les Kings, égalant ainsi le record de la franchise.
Les Sharks accueillent les Kings pour le troisième match de la série et ouvrent la marque rapidement en avantage numérique par Dan Boyle qui inscrit un but 4 secondes seulement après le début de la supériorité. Los Angeles, après avoir subi en début de rencontre et avoir neutralisé une nouvelle supériorité numérique, égalise par Tyler Toffoli qui bat Niemi après une passe de Brad Stuart. Lors de la deuxième période et malgré les absences de Martin Havlát, de Scott Hannan et de Logan Couture blessés au cours de la période, les Sharks parviennent à neutraliser les Kings et obtiennent même les meilleures chances de marquer sans toutefois y parvenir. Couture revient en jeu à la fin de la période. En fin de match, alors qu'il ne reste que 41 secondes à jouer et que les deux équipes sont toujours à égalité 1-1, Robyn Regehr est pénalisé pour avoir accroché son adversaire ; 36 secondes plus tard, c'est au tour de Trevor Lewis d'être envoyé au banc des pénalités pour une obstruction sur Niemi, pénalité contestée par les Kings qui estiment que Lewis a été poussé par Marleau. Le temps réglementaire se termine sans nouveau but mais les Sharks commencent la prolongation en double supériorité numérique pour 1 minute 19. Bien qu'ayant résisté à 3 contre 5, Los Angeles finit par s'incliner à 4 contre 5 sur un but de Couture après une passe de Marleau. Niemi termine la rencontre avec 26 arrêts contre 38 pour Quick qui, à l'issue de la rencontre, écope d'une inconduite de match pour avoir protesté auprès des arbitres.
Menés 2-1 dans la série, les Sharks sont les hôtes du quatrième match le 21 mai et ils sont les premiers à marquer après un peu plus de six minutes de jeu : Thornton vole le palet à Voïnov et le transmet à Burns dont le tir est bloqué ; Thornton récupère la rondelle libre et la donne à nouveau à Burns qui bat Quick sur une reprise de volée. Los Angeles termine la première période en menant 1-0 après avoir dominé 15 tirs à 3 puis ajoute un deuxième but en début de deuxième tiers-temps sur une déviation de Couture après un tir de Boyle en supériorité numérique. Los Angeles se procure ensuite plus d'occasion de marquer mais se voit refuser un but à cause d'un coup de sifflet précoce d'un des arbitres et, malgré deux supériorités numériques dans la deuxième période, est toujours mené 2-0 après 40 minutes de jeu. Lors du troisième tiers-temps, les Kings parviennent à réduire le score en avantage numérique après une pénalité infligée à Thornton mais, bien qu'ayant dominé les Sharks 14 tirs à 2, ne réussissent pas à égaliser et sont battus 2-1. Les Sharks, grâce à Niemi qui a enregistré 13 de ses 22 arrêts en troisième période, remportent le match et égalisent 2-2 dans la série. 
Pour le cinquième match le 23 mai, cette série, où les deux équipes se sont imposées à chaque fois à domicile, revient à Los Angeles où les Kings n'ont plus perdu depuis le 23 mars. L'équipe locale domine le début de rencontre, tirant 9 fois au but en première période contre 6 pour les Sharks. Pendant 17 minutes, jusque dans la deuxième période, San José ne réalise pas de tir mais les Kings ne parviennent pas à battre Niemi qui effectue notamment un arrêt spectaculaire sur un tir de Carter. Après cet arrêt, Los Angeles soumet San José à une longue pression offensive à l'issue de laquelle Kopitar parvient finalement à battre Niemi en fin de tiers-temps. Menant 1-0 après 40 minutes de jeu, les Kings doublent leur avance en début de troisième période : après un engagement remporté qu'il remporte, Lewis transmet à Voïnov qui marque en tirant au travers du trafic devant le but de Niemi. Carter profite ensuite de la sortie de Niemi au profit d'un attaquant supplémentaire pour inscrire un dernier but dans le filet désert et clore la marque 3-0. Niemi termine la rencontre avec 26 arrêts alors que Quick enregistre son troisième blanchissage lors de ces séries. Cette 27e victoire en séries avec les Kings lui permet de battre le record de franchise que détenait Kelly Hrudey.
Les Sharks reçoivent les Kings pour la sixième rencontre de la série et ils enregistrent le retour d'Adam Burish qui s'était cassé la main lors du premier tour. Devant une foule bruyante, ils ouvrent assez rapidement la marque en double supériorité numérique par Thornton mais ne parviennent plus ensuite à tirer au but durant 15 minutes. La fin de première période voit une domination des Kings qui enregistrent les 8 derniers tirs et finissent le tiers-temps sans marquer malgré 3 tirs sur les poteaux de Niemi. En deuxième période, Galiardi marque le premier but de sa carrière en séries éliminatoires d'un tir du poignet, depuis le cercle de mise en jeu, pour donner deux buts d'avance à son équipe. San José, malgré une supériorité numérique de 4 minutes après une double pénalité mineure infligée à Williams, ne parvient ensuite pas à aggraver le score et ce sont au contraire les Kings qui réduisent la marque par Brown. Malgré une pression en début de troisième tiers-temps, Los Angeles ne parvient pas à égaliser et l'équipe locale remporte pour la sixième fois de la série son match à domicile.
Ce sont les Kings qui ont l'avantage de la glace pour la septième et dernière rencontre de la série. La première période est défensive et légèrement dominée par les Sharks qui remportent 10 des 13 mises en jeu sans pour autant parvenir à marquer. Bien que n'ayant pas tiré au but pendant près de 19 minutes, ce sont cependant les joueurs locaux qui profitent de la deuxième de trois pénalités adverses consécutives lors du deuxième tiers-temps pour ouvrir la marque par Williams. Après quelques occasions de part et d'autre qui suivent l'ouverture du score, Williams, sur un tir depuis le cercle droit, marque son deuxième but du match. Menés 2-0 après 2 périodes, les Sharks réduisent l'écart grâce à Boyle à la 46e minute du match. Mais, malgré 7 tirs et une supériorité numérique après ce but, San José ne parvient pas à égaliser et Los Angeles se qualifie pour la finale de l'Association de l'Ouest en partie grâce à Quick qui termine la rencontre avec 24 arrêts sur 25 tirs.
| 14 mai | Los Angeles | 2-0 (1-0, 1-0, 0-0) | San José | Staples Center 18 118 spectateurs |

| Feuille de match | Feuille de match                                                                                  | Feuille de match | Feuille de match | Feuille de match                                                          |
| ---------------- | ------------------------------------------------------------------------------------------------- | ---------------- | ---------------- | ------------------------------------------------------------------------- |
|                  | V. Voïnov (M. Richards, J. Cater) — 19 min 47 s M. Richards (V. Voïnov, R. Scuderi) — 32 min 30 s | 1-0 2-0          | -                | Arbitrage : Stephen Walkom et Eric Furlatt Lonnie Cameron et Jay Sharrers |
| J. Quick         | Gardiens                                                                                          | A. Niemi         |                  | Arbitrage : Stephen Walkom et Eric Furlatt Lonnie Cameron et Jay Sharrers |
| 6 min            | Pénalités                                                                                         | 2 min            |                  | Arbitrage : Stephen Walkom et Eric Furlatt Lonnie Cameron et Jay Sharrers |
| 20               | Tirs                                                                                              | 35               |                  | Arbitrage : Stephen Walkom et Eric Furlatt Lonnie Cameron et Jay Sharrers |

| 16 mai | Los Angeles | 4-3 (1-0, 1-2, 2-1) | San José | Staples Center 18 527 spectateurs |

| Feuille de match | Feuille de match | Feuille de match            | Feuille de match | Feuille de match                                            |
| ---------------- | --- | --------------------------- | --- | ----------------------------------------------------------- |
|                  | J. Carter — 3 min 6 s D. Doughty (B. Richardson, D. Penner) — 24 min 10 s (SN) D. Brown (J. Carter, M. Richards) — 58 min 17 s (SN) T. Lewis (T. Toffoli, J. Muzzin) — 58 min 39 s (SN) | 1-0 2-0 2-1 2-2 2-3 3-3 4-3 | P. Marleau (J. Thornton, L. Couture) — 29 min 47 s B. Stuart (S. Gomez, S. Hannan) — 34 min 21 s M. Vlasic (B. Stuart, S. Gomez) — 48 min 56 s | Arbitrage : B. Watson et T. Kowal L. Cameron et J. Sharrers |
| J. Quick         | Gardiens | A. Niemi                    | | Arbitrage : B. Watson et T. Kowal L. Cameron et J. Sharrers |
| 8 min            | Pénalités | 12 min                      | | Arbitrage : B. Watson et T. Kowal L. Cameron et J. Sharrers |
| 31               | Tirs | 31                          | | Arbitrage : B. Watson et T. Kowal L. Cameron et J. Sharrers |

| 18 mai | San José | 2-1 (pr) (1-1, 0-0, 0-0, 1-0) | Los Angeles | HP Pavilion at San Jose 17 562 spectateurs |

| Feuille de match | Feuille de match                                                                                             | Feuille de match | Feuille de match        | Feuille de match                                                |
| ---------------- | --- | ---------------- | ----------------------- | --------------------------------------------------------------- |
|                  | D. Boyle (P. Marleau, J. Pavelski) — 1 min 34 s (SN) L. Couture (P. Marleau, J. Thornton) — 61 min 29 s (SN) | 1-0 1-1 2-1      | T. Toffoli — 10 min 8 s | Arbitrage : W. McCauley et M. Joannette S. Heyer et B. Kovachik |
| A. Niemi         | Gardiens | J. Quick         |                         | Arbitrage : W. McCauley et M. Joannette S. Heyer et B. Kovachik |
| 6 min            | Pénalités | 22 min           |                         | Arbitrage : W. McCauley et M. Joannette S. Heyer et B. Kovachik |
| 40               | Tirs | 27               |                         | Arbitrage : W. McCauley et M. Joannette S. Heyer et B. Kovachik |

| 21 mai | San José | 2-1 (1-0, 1-0, 0-1) | Los Angeles | HP Pavilion at San Jose 17 562 spectateurs |

| Feuille de match | Feuille de match                                                                                        | Feuille de match | Feuille de match                                       | Feuille de match                                                     |
| ---------------- | --- | ---------------- | ------------------------------------------------------ | -------------------------------------------------------------------- |
|                  | B. Burns (J. Thornton, T.J. Galiardi) — 6 min 9 s L. Couture (D. Boyle, J. Pavelski) — 23 min 55 s (SN) | 1-0 2-0 2-1      | M. Richards (J. Carter, A. Kopitar) — 49 min 46 s (SN) | Arbitrage : Brad Meier et Chris Rooney Derek Amell et Scott Driscoll |
| A. Niemi         | Gardiens                                                                                                | J. Quick         |                                                        | Arbitrage : Brad Meier et Chris Rooney Derek Amell et Scott Driscoll |
| 6 min            | Pénalités                                                                                               | 8 min            |                                                        | Arbitrage : Brad Meier et Chris Rooney Derek Amell et Scott Driscoll |
| 23               | Tirs | 23               |                                                        | Arbitrage : Brad Meier et Chris Rooney Derek Amell et Scott Driscoll |

| 23 mai | Los Angeles | 3-0 (0-0, 1-0, 2-0) | San José | Staples Center 18 584 spectateurs |

| Feuille de match | Feuille de match | Feuille de match | Feuille de match | Feuille de match                                                     |
| ---------------- | --- | ---------------- | ---------------- | -------------------------------------------------------------------- |
|                  | A. Kopitar (J. Williams, K. Clifford) — 38 min 8 s S. Voïnov (T. Lewis) — 40 min 53 s J. Carter (M. Richards) — 59 min 28 s (CV) | 1-0 2-0 3-0      | -                | Arbitrage : Dan O'Halloran et Chris Lee Shane Heyer et Brad Kovachik |
| J. Quick         | Gardiens | A. Niemi         |                  | Arbitrage : Dan O'Halloran et Chris Lee Shane Heyer et Brad Kovachik |
| 6 min            | Pénalités | 6 min            |                  | Arbitrage : Dan O'Halloran et Chris Lee Shane Heyer et Brad Kovachik |
| 29               | Tirs | 24               |                  | Arbitrage : Dan O'Halloran et Chris Lee Shane Heyer et Brad Kovachik |

| 26 mai | San José | 2-1 (1-0, 1-1, 0-0) | Los Angeles | HP Pavilion at San Jose 17 562 spectateurs |

| Feuille de match | Feuille de match                                                                                       | Feuille de match | Feuille de match                            | Feuille de match                                                        |
| ---------------- | --- | ---------------- | ------------------------------------------- | ----------------------------------------------------------------------- |
|                  | J. Thornton (J. Pavelski, D. Boyle) — 6 min 9 s (SN) T.J. Galiardi (S. Hannan, A. Niemi) — 24 min 10 s | 1-0 2-0 2-1      | D. Brown (M. Greene, D. King) — 33 min 53 s | Arbitrage : Dan O'Rourke et Kevin Pollock Derek Amell et Scott Driscoll |
| A. Niemi         | Gardiens                                                                                               | J. Quick         |                                             | Arbitrage : Dan O'Rourke et Kevin Pollock Derek Amell et Scott Driscoll |
| 4 min            | Pénalités                                                                                              | 10 min           |                                             | Arbitrage : Dan O'Rourke et Kevin Pollock Derek Amell et Scott Driscoll |
| 26               | Tirs                                                                                                   | 25               |                                             | Arbitrage : Dan O'Rourke et Kevin Pollock Derek Amell et Scott Driscoll |

| 28 mai | Los Angeles | 2-1 (0-0, 2-0, 0-1) | San José | Staples Center 18 593 spectateurs |

| Feuille de match | Feuille de match                                                                                        | Feuille de match | Feuille de match                     | Feuille de match                                                       |
| ---------------- | --- | ---------------- | ------------------------------------ | ---------------------------------------------------------------------- |
|                  | J. Williams (V. Voïnov, D. Doughty) — 24 min 11 s (SN) J. Williams (A. Kopitar, V. Voïnov) — 27 min 8 s | 1-0 2-0 2-1      | D. Boyle (J. Pavelski) — 45 min 26 s | Arbitrage : Brad Watson et Wes McCauley Jay Sharrers et Pierre Racicot |
| J. Quick         | Gardiens                                                                                                | A. Niemi         |                                      | Arbitrage : Brad Watson et Wes McCauley Jay Sharrers et Pierre Racicot |
| 6 min            | Pénalités                                                                                               | 8 min            |                                      | Arbitrage : Brad Watson et Wes McCauley Jay Sharrers et Pierre Racicot |
| 18               | Tirs | 26               |                                      | Arbitrage : Brad Watson et Wes McCauley Jay Sharrers et Pierre Racicot |

## Finales d'association

### Pittsburgh contre Boston
Les Bruins de Boston et les Penguins de Pittsburgh se rencontrent donc en finale de l'Association de l'Est ; c'est la quatrième fois qu'ils sont opposés en série, avec deux victoires de chaque côté. La dernière confrontation entre les deux équipes remonte aux séries de 1992. La série de l'époque est également la finale de l'association et les Penguins s'imposent 4-0. Avant le début de cette finale, David Krejčí est le meilleur pointeur des séries avec 17 points et il est suivi par quatre Penguins : Malkine et Letang comptent tous les deux 16 points, un point devant Crosby et quatre devant Iginla. 
Le premier match de la série a lieu le 1er juin et Krejčí ouvre le score pour les visiteurs dès la huitième minute de jeu en battant Vokoun d'un lancer frappé malgré un plongeon de Paul Martin devant lui. Devant le filet, Rask ne laisse rien passer et il tient ses buts vierges pendant tout le premier tiers-temps malgré 12 lancers des Penguins. Au cours de la deuxième période, les deux gardiens arrêtent les 10 lancers qu'ils reçoivent et il faut attendre la troisième période pour que les spectateurs voient un deuxième but. Il est encore une fois signé Krejčí qui profite du pressing offensif de Horton pour doubler la mise. Quatre minutes plus tard, à la 47e, ce même Horton inscrit un troisième but pour les Bruins après avoir été oublié par la défense des Penguins tout seul sur le côté de Vokoun. Rask signe le premier blanchissage de sa carrière en série avec 30 arrêts réalisés. Frustrés, les Penguins souhaitent réagir rapidement pour le deuxième match mais ce sont pourtant les Bruins qui ouvrent le score et dès la première minute. Alors que les visiteurs sont en défense, Marchand parvient à prendre le palet à Crosby à la ligne bleue, part en échappée et bat Vokoun pour la première fois de la soirée. Treize minutes plus tard, sur une relance ratée des Penguins, Torey Krug effectue un tir anodin vers les buts de Pittsburgh. Vokoun ne parvient cependant pas à se saisir de la rondelle et Horton en profite pour doubler la mise. Un troisième but est inscrit en contre-attaque par Krejčí deux minutes plus tard ; Bylsma décide alors de remplacer Vokoun par Fleury alors que ce dernier n'a pas joué depuis un mois. À trente secondes de la fin de la période, Brandon Sutter parvient enfin à tromper Rask mais les Bruins reprennent trois buts d'avance alors qu'il ne reste plus que 8 secondes de jeu grâce au deuxième but de la soirée pour Marchand. Aucun but n'est inscrit au cours de la deuxième période mais dès le début du dernier tiers-temps, les Bruins marquent un cinquième but. Le score final est de 6-1 pour les Bruins après un dernier but inscrit en fin de match par Johnny Boychuk sur un tir lointain. 
Lors des séries de 1991, les Penguins étaient également menés 2-0 dans leur série contre les Bruins et ils réussirent alors gagner les quatre matchs suivants. Un tel renversement de situation est cependant rare dans le monde du hockey et les joueurs de Boston augmentent encore la difficulté de le renouveler au début du troisième match puisque, après un peu plus d'une minute et demi de jeu, Milan Lucic se retrouve derrière les buts de Fleury. Il attend patiemment un mouvement de la défense des Penguins puis sert Krejčí qui ouvre le score. Rask ne laisse rien passer et arrête les 10 lancers qu'il reçoit lors de la première période. À la mi-match, Kunitz égalise pour les Penguins sur un service du défenseur Paul Martin alors que Rask continue ses bons arrêts : à la fin de la deuxième période, il compte 24 arrêts. Il en réalise 14 de plus lors de la dernière période du temps réglementaire alors que les locaux ne tirent que quatre fois au but. Il faut attendre la deuxième période de prolongation pour voir Patrice Bergeron dévier un tir de Marchand pour donner une avance de 3-0 dans la série pour les Bruins. Dans les buts, Rask termine la rencontre avec 53 arrêts et Fleury 38.
Les deux équipes se retrouvent le 7 juin pour, peut être, le dernier match de la série. Bylsma confie le but de son équipe à Vokoun alors que Rask se dresse toujours devant les filets des Bruins. Le tableau de marque reste vierge au cours des deux premières périodes avec 20 arrêts pour le gardien des Bruins et 17 pour celui des Penguins. Il faut attendre la 45e minute pour voir le premier but de la soirée sur un lancer de la ligne bleue d'Adam McQuaid. Ce but de Boston est finalement l'unique but de la rencontre, Rask réalisant un deuxième blanchissage avec 26 arrêts sur le match et un total de 134 sur 136 tirs au cours de la série. Les Penguins ne renouvellent pas leur remontée de 1991 et sont éliminés en 4 matchs.
| 1er juin | Pittsburgh | 0-3 (0-1, 0-0, 0-2) | Boston | Consol Energy Center 18 628 spectateurs |

| Feuille de match | Feuille de match | Feuille de match | Feuille de match | Feuille de match                                                       |
| ---------------- | ---------------- | ---------------- | --- | ---------------------------------------------------------------------- |
|                  | -                | 0-1 0-2 0-3      | D. Krejčí (N. Horton, A. Ference) — 8 min 23 s D. Krejčí (N. Horton) — 44 min 4 s N. Horton (M. Lucic, G. Campbell) — 47 min 51 s | Arbitrage : Brad Watson et Chris Rooney Jay Sharrers et Pierre Racicot |
| T. Vokoun        | Gardiens         | T. Rask          | | Arbitrage : Brad Watson et Chris Rooney Jay Sharrers et Pierre Racicot |
| 28 min           | Pénalités        | 17 min           | | Arbitrage : Brad Watson et Chris Rooney Jay Sharrers et Pierre Racicot |
| 29               | Tirs             | 30               | | Arbitrage : Brad Watson et Chris Rooney Jay Sharrers et Pierre Racicot |

| 3 juin | Pittsburgh | 1-6 (1-4, 0-0, 0-2) | Boston | Consol Energy Center 18 619 spectateurs |

| Feuille de match                    | Feuille de match                              | Feuille de match            | Feuille de match | Feuille de match                                                      |
| ----------------------------------- | --------------------------------------------- | --------------------------- | --- | --------------------------------------------------------------------- |
|                                     | B. Sutter (M. Cooke, P. Martin) — 19 min 26 s | 0-1 0-2 0-3 1-3 1-4 1-5 1-6 | B. Marchand — 28 s N. Horton (T. Krug) — 14 min 37 s D. Krejčí (N. Horton, M. Lucic) — 16 min 31 s B. Marchand (P. Bergeron, J. Jágr) — 19 min 51 s P. Bergeron (J. Jágr, J. Boychuk) — 40 min 27 s J. Boychuk (S. Thornton, G. Campbell) — 59 min 36 s | Arbitrage : Dan O'Halloran et Wes McCauley Jonny Murray et Jean Morin |
| T. Vokoun M. Fleury (à 16 min 31 s) | Gardiens                                      | T. Rask                     | | Arbitrage : Dan O'Halloran et Wes McCauley Jonny Murray et Jean Morin |
| 4 min                               | Pénalités                                     | 6 min                       | | Arbitrage : Dan O'Halloran et Wes McCauley Jonny Murray et Jean Morin |
| 27                                  | Tirs                                          | 29                          | | Arbitrage : Dan O'Halloran et Wes McCauley Jonny Murray et Jean Morin |

| 5 juin | Boston | 2-1 (2 pr) (1-0, 0-1, 0-0, 0-0, 1-0) | Pittsburgh | TD Garden 17 565 spectateurs |

| Feuille de match | Feuille de match                                                                   | Feuille de match | Feuille de match                               | Feuille de match                                                        |
| ---------------- | ---------------------------------------------------------------------------------- | ---------------- | ---------------------------------------------- | ----------------------------------------------------------------------- |
|                  | D. Krejčí (M. Lucic) — 1 min 42 s P. Bergeron (B. Marchand, J. Jágr) — 95 min 19 s | 1-0 1-1 2-1      | C. Kunitz (P. Martin, P. Dupuis) — 28 min 51 s | Arbitrage : Marc Joannette et Dan O'Rourke Steve Barton et Brian Murphy |
| T. Rask          | Gardiens                                                                           | T. Vokoun        |                                                | Arbitrage : Marc Joannette et Dan O'Rourke Steve Barton et Brian Murphy |
| 18 min           | Pénalités                                                                          | 16 min           |                                                | Arbitrage : Marc Joannette et Dan O'Rourke Steve Barton et Brian Murphy |
| 40               | Tirs                                                                               | 54               |                                                | Arbitrage : Marc Joannette et Dan O'Rourke Steve Barton et Brian Murphy |

| 7 juin | Boston | 1-0 (0-0, 0-0, 1-0) | Pittsburgh | TD Garden 17 565 spectateurs |

| Feuille de match | Feuille de match                                   | Feuille de match | Feuille de match | Feuille de match                                                        |
| ---------------- | -------------------------------------------------- | ---------------- | ---------------- | ----------------------------------------------------------------------- |
|                  | A. McQuaid (B. Marchand, P. Bergeron) — 45 min 1 s | 1-0              | -                | Arbitrage : Stephen Walkom et Eric Furlatt Brad Kovachik et Shane Heyer |
| T. Rask          | Gardiens                                           | T. Vokoun        |                  | Arbitrage : Stephen Walkom et Eric Furlatt Brad Kovachik et Shane Heyer |
| 8 min            | Pénalités                                          | 8 min            |                  | Arbitrage : Stephen Walkom et Eric Furlatt Brad Kovachik et Shane Heyer |
| 24               | Tirs                                               | 26               |                  | Arbitrage : Stephen Walkom et Eric Furlatt Brad Kovachik et Shane Heyer |

### Chicago contre Los Angeles
La finale de l'Association de l'Ouest voit s'opposer les Kings de Los Angeles, champions en titres, et les Blackhawks de Chicago, champions de la saison régulière avec 77 points, soit 18 de plus que leurs adversaires. Les deux équipes se sont rencontrées à trois reprises lors de la saison pour un bilan de deux victoires pour Chicago, contre une pour Los Angeles. Elles peuvent compter sur deux des meilleurs gardiens des séries, Corey Crawford et Jonathan Quick, tant au niveau de la moyenne de buts accordés qu'en terme de pourcentage d'arrêts. Les Blackhawks possèdent la meilleure défense en infériorité numérique avec un seul but encaissés en 41 possibilités adverses ; les Kings se classent troisièmes de cette statistique avec six buts encaissés en 43 infériorités. Chicago est favorite de cette confrontation contre Los Angeles qui, depuis le début des séries 2013, a remporté tous ses matchs à domicile mais un seul des six joués sur la glace adverse,.
Les Blackhawks accueillent les Kings pour le premier match de la série et dominent la première période : Los Angeles n'enregistre son premier tir vers Crawford qu'après un peu moins de 11 minutes de jeu alors que Chicago a déjà tiré 9 fois. Bien que dominés, les Kings ouvrent cependant le score. Sur un palet envoyé dans le fond de la zone de Crawford, celui-ci est gêné dans son dégagement par Brad Richardson ; Bolland tente ensuite à son tour de repousser la rondelle mais elle est interceptée par Williams qui parvient à marquer. Le premier tiers-temps se termine sur la marque de 1-0 pour Los Angeles qui a pourtant été dominé 17 tirs à 2. La domination des Blackhawks se poursuit en début de deuxième période et, après 12 minutes, Sharp profite d'un tir d'Oduya repoussé par Quick pour reprendre victorieusement le rebond après l'arrêt de Quick et égaliser. Moins de 4 minutes plus tard, c'est au tour de Hossa de battre Quick en déviant un lancer de Keith pour donner l'avantage à Chicago qui mène 2-1 après 40 minutes de jeu. Le début du troisième tiers-temps est à l'avantage des Kings mais ils ne parviennent pas à marquer, ne profitant notamment pas d'une supériorité numérique, et le match se termine sur la victoire 2-1 des Blackhawks. Crawford, qui termine avec 21 arrêts, n'encaisse qu'un seul but pour la quatrième fois lors des cinq derniers matchs ; de son côté, Quick finit la rencontre avec 34 tirs repoussés. Hossa, qui a marqué le 42e but de sa carrière en séries, connaît son quatrième match avec au moins un point ; chez les Kings, Williams a marqué les trois derniers buts de son équipe,.
Pour le deuxième match joué devant 21 824 spectateurs, toujours à Chicago, les Kings doivent se passer des services de leur meilleur pointeur, Mike Richards, en raison d'une mise en échec reçue à la fin de la première rencontre. Les Blackhawks ouvrent rapidement le score, après moins de deux minutes de jeu, par l'intermédiaire de Shaw sur tir du poignet consécutif à une passe de Viktor Stålberg. Puis, en fin de période, Seabrook donne deux buts d'avance à son équipe après une passe de Hossa. Lors du deuxième tiers-temps, Bickell et Michal Handzuš marquent deux nouveaux buts sur deux tirs consécutifs en un peu plus de deux minutes pour permettre aux Blackhawks de mener 4-0 ce qui entraîne le remplacement de Quick par Jonathan Bernier devant le but de Los Angeles. Les Kings réduisent ensuite le score par Carter une minute avant la fin de la période puis marquent en supériorité numérique en toute fin de rencontre sur une reprise de volée de Tyler Toffoli mais s'inclinent finalement 4-2 pour être menés 2-0 dans la série. Crawford termine le match avec 29 arrêts contre 13 seulement à Quick qui a encaissé quatre buts. Depuis le début des séries 2013, les Blackhawks n'ont concédé que deux buts en 47 infériorités numériques alors que les Kings ont marqué seulement 29 fois en 15 matchs.
Toujours privés de Richards et menés 2-0, les Kings accueillent les Blackhawks pour le troisième match de la série. Lors des sept dernières rencontres des séries, Los Angeles ayant subi cinq défaites et n'ayant marqué qu'à 11 reprises, l'entraîneur de l'équipe, Darryl Sutter, décide pour ce match de modifier ses trios offensifs en rétrogradant notamment Kopitar sur la troisième ligne d'attaque. Ces changements portent leurs fruits et, en début de première période, Williams oblige d'abord Nick Leddy à perdre le contrôle du palet avant de marquer sur une passe de Voïnov. Menant 1-0 après 20 minutes de jeu, les Kings poursuivent leur pression au cours du deuxième tiers-temps, ce qui permet à Voïnov d'augmenter l'avance des siens sur un tir masqué que Crawford ne peut arrêter. Los Angeles ne parvient ensuite pas à convertir une supériorité numérique de quatre minutes consécutive à un bâton élevé de Keith dans le visage de Carter au cours de laquelle ils ne tirent qu'une seule fois au but et ce sont au contraire les Blackhawks qui réduisent l'écart par Bickell, sur leur troisième tir de la période. Pendant le troisième tiers-temps, et malgré plusieurs occasions dont une de Bickell bien stoppée par Quick, Chicago ne parvient pas à égaliser et King profite du but vide de Crawford pour sceller la victoire de Los Angeles. Les Kings remporte ainsi à domicile leur huitième match consécutif en séries, leur 15e consécutif depuis mars. Quick termine la rencontre en ayant arrêté 19 des 20 vingt tentatives des Blackhawks, ce qui constitue le plus faible nombre de tirs tentés par Chicago lors des séries 2013.
Lors du quatrième match de la série, les Kings jouent encore sans Richard et les Blackhawks, de leur côté, doivent faire face à l'absence de Keith, suspendu un match en raison d'un bâton élevé à l'encontre de Carter lors de la rencontre précédente. Los Angeles ouvre le score en début de première période par Voïnov mais Bickell réplique 10 minutes plus tard et égalise en marquant son huitième but des séries alors qu'il n'en avait marqué que neuf en 48 matchs de saison régulière. Les Kings reprennent l'avantage en début de deuxième tiers-temps : Crawford ne parvient pas à maîtriser un palet devant lui et Penner en profite pour le pousser au fond des filets de Chicago. Mais les Blackhawks égalisent à nouveau grâce à Kane, en fin de période après un tir de Hjalmarsson dévié par Bickell et les deux équipes sont dos à dos après 40 minutes. Les Blackhakws ne parviennent pas à profiter d'une supériorité numérique en début de troisième tiers-temps mais prennent l'avantage sur une contre-attaque à deux contre un menée par Handzuš qui permet à Hossa de marquer. Quick garde ensuite les Kings dans le match, notamment face à un tir de Kane, mais ils ne réussissent pas à égaliser et perdent leur premier match à domicile depuis le 23 mars,.
Menant trois victoires à une, Chicago accueille Los Angeles pour le cinquième match de la série. Cette rencontre marque le retour de suspension de Keith du côté des Blackhawk et celui de blessure de Richards du côté des Kings. Keith est le premier des deux joueurs à se signaler en ouvrant le score puis Kane, deux minutes plus tard, donne deux buts d'avance à son équipe en marquant après un rebond. Menés 2-0, les Kings parviennent à réduire l'écart en milieu de deuxième tiers-temps, grâce à King qui marque en infériorité numérique. En début de troisième période, Kopitar égalise pour Los Angeles mais Kane redonne l'avantage à Chicago alors qu'il reste moins de quatre minutes à jouer. Les Kings ne s'avouent cependant pas vaincus ; Quick sort au profit d'un attaquant supplémentaire en fin de match et Los Angeles égalise à nouveau, à moins de 10 secondes de la fin du temps réglementaire, par le revenant Richards qui permet à sa franchise de disputer une prolongation. Les 20 premières minutes ne donnent rien et c'est finalement Kane qui inscrit son troisième but de la rencontre, après plus de 91 minutes de jeu, et offre la victoire et la qualification aux Blackhawks pour la finale de la Coupe Stanley,.
| 1er juin | Chicago | 2-1 (0-1, 2-0, 0-0) | Los Angeles | United Center 21 535 spectateurs |

| Feuille de match | Feuille de match                                                                            | Feuille de match | Feuille de match          | Feuille de match                                                      |
| ---------------- | ------------------------------------------------------------------------------------------- | ---------------- | ------------------------- | --------------------------------------------------------------------- |
|                  | P. Sharp (J. Oduya, M. Handzuš) — 32 min 29 s M. Hossa (D. Keith, B. Bickell) — 36 min 22 s | 0-1 1-1 2-1      | J. Williams — 14 min 23 s | Arbitrage : Wes McCauley et Dan O'Halloran Jonny Murray et Jean Morin |
| C. Crawford      | Gardiens                                                                                    | J. Quick         |                           | Arbitrage : Wes McCauley et Dan O'Halloran Jonny Murray et Jean Morin |
| 4 min            | Pénalités                                                                                   | 8 min            |                           | Arbitrage : Wes McCauley et Dan O'Halloran Jonny Murray et Jean Morin |
| 36               | Tirs                                                                                        | 22               |                           | Arbitrage : Wes McCauley et Dan O'Halloran Jonny Murray et Jean Morin |

| 2 juin | Chicago | 4-2 (2-0, 2-1, 0-1) | Los Angeles | United Center 21 824 spectateurs |

| Feuille de match | Feuille de match | Feuille de match                    | Feuille de match                                                                                     | Feuille de match                                                        |
| ---------------- | --- | ----------------------------------- | --- | ----------------------------------------------------------------------- |
|                  | A. Shaw (V. Stålberg, B. Saad) — 1 min 56 s B. Seabrook (M. Hossa, J. Toews) — 19 min 9 s B. Bickell (P. Sharp, B. Saad) — 27 min 11 s (SN) M. Handzuš (P. Sharp, P. Kane) — 29 min 20 s | 1-0 2-0 3-0 4-0 4-1 4-2             | J. Carter (T. Toffoli, V. Voïnov) — 38 min 57 s T. Toffoli (D. Penner, V. Voïnov) — 58 min 58 s (SN) | Arbitrage : Dan O'Rourke et Marc Joannette Steve Barton et Brian Murphy |
| C. Crawford      | Gardiens | J. Quick J. Bernier (à 29 min 20 s) | | Arbitrage : Dan O'Rourke et Marc Joannette Steve Barton et Brian Murphy |
| 14 min           | Pénalités | 8 min                               | | Arbitrage : Dan O'Rourke et Marc Joannette Steve Barton et Brian Murphy |
| 26               | Tirs | 31                                  | | Arbitrage : Dan O'Rourke et Marc Joannette Steve Barton et Brian Murphy |

| 4 juin | Los Angeles | 3-1 (1-0, 1-1, 1-0) | Chicago | Staples Center 18 477 spectateurs |

| Feuille de match | Feuille de match | Feuille de match | Feuille de match         | Feuille de match                                                        |
| ---------------- | --- | ---------------- | ------------------------ | ----------------------------------------------------------------------- |
|                  | J. Williams (V. Voïnov, R. Scuderi) — 3 min 21 s V. Voïnov (T. Toffoli, J. Carter) — 26 min 37 s D. King (J. Carter, M. Greene) — 59 min 32 s (CV) | 1-0 2-0 2-1 3-1  | B. Bickell — 39 min 26 s | Arbitrage : Stephen Walkom et Eric Furlatt Brad Kovachik et Shane Heyer |
| J. Quick         | Gardiens | C. Crawford      |                          | Arbitrage : Stephen Walkom et Eric Furlatt Brad Kovachik et Shane Heyer |
| 6 min            | Pénalités | 12 min           |                          | Arbitrage : Stephen Walkom et Eric Furlatt Brad Kovachik et Shane Heyer |
| 28               | Tirs | 20               |                          | Arbitrage : Stephen Walkom et Eric Furlatt Brad Kovachik et Shane Heyer |

| 6 juin | Los Angeles | 2-3 (1-1, 1-1, 0-1) | Chicago | Staples Center 18 621 spectateurs |

| Feuille de match | Feuille de match                                                                                | Feuille de match    | Feuille de match | Feuille de match                                                       |
| ---------------- | ----------------------------------------------------------------------------------------------- | ------------------- | --- | ---------------------------------------------------------------------- |
|                  | V. Voïnov (K. Clifford, C. Fraser) — 3 min 28 s D. Penner (J. Carter, T. Toffoli) — 22 min 12 s | 1-0 1-1 2-1 2-2 2-3 | B. Bickell (M. Frolík, N. Hjalmarsson) — 13 min 16 s P. Kane (B. Bickell, N. Hjalmarsson) — 38 min 21 s M. Hossa (M. Handzuš, J. Oduya) — 41 min 10 s | Arbitrage : Brad Watson et Chris Rooney Jay Sharrers et Pierre Racicot |
| J. Quick         | Gardiens                                                                                        | C. Crawford         | | Arbitrage : Brad Watson et Chris Rooney Jay Sharrers et Pierre Racicot |
| 8 min            | Pénalités                                                                                       | 6 min               | | Arbitrage : Brad Watson et Chris Rooney Jay Sharrers et Pierre Racicot |
| 21               | Tirs                                                                                            | 28                  | | Arbitrage : Brad Watson et Chris Rooney Jay Sharrers et Pierre Racicot |

| 8 juin | Chicago | 4-3 (2 pr) (2-0, 0-1, 1-2, 0-0, 1-0) | Los Angeles | United Center 22 237 spectateurs |

| Feuille de match | Feuille de match | Feuille de match            | Feuille de match | Feuille de match                                                        |
| ---------------- | --- | --------------------------- | --- | ----------------------------------------------------------------------- |
|                  | D. Keith (M. Rozsíval) — 3 min 42 s P. Kane (J. Toews, B. Bickell) — 5 min 59 s P. Kane (B. Bickell) — 56 min 8 s P. Kane (J. Toews) — 91 min 40 s | 1-0 2-0 2-1 2-2 3-2 3-3 4-3 | D. King (J. Williams, J. Quick) — 29 min 28 s (IN) A. Kopitar (J. Carter, M. Richards) — 43 min 34 s (SN) M. Richards (A. Kopitar, V. Voïnov) — 59 min 50 s | Arbitrage : Wes McCauley et Dan O'Halloran Steve Barton et Jonny Murray |
| C. Crawford      | Gardiens | J. Quick                    | | Arbitrage : Wes McCauley et Dan O'Halloran Steve Barton et Jonny Murray |
| 4 min            | Pénalités | 4 min                       | | Arbitrage : Wes McCauley et Dan O'Halloran Steve Barton et Jonny Murray |
| 35               | Tirs | 36                          | | Arbitrage : Wes McCauley et Dan O'Halloran Steve Barton et Jonny Murray |

## Finale de la Coupe Stanley

Logo de la finale de la Coupe Stanley 2013.

La finale de la Coupe Stanley 2013 oppose donc les Blackhawks de Chicago, champions de la saison régulière, aux Bruins de Boston, quatrièmes de l'association de l'Est, mais qui ont éliminé au tour précédent, et en quatre matchs, la meilleure équipe de l'association, les Penguins de Pittsburgh. Les deux équipes se rencontrent pour la première fois en finale et pour la première fois en séries depuis 1978 quand Boston a éliminé Chicago en quatre matchs, en quart de finale. Sur six confrontations en séries, les Bruins ont gagné à cinq reprises contre une seule victoire pour les Blackhawks en 1975. Cette finale marque également la première rencontre entre deux des six équipes originales de la LNH depuis 1979 et la victoire des Canadiens de Montréal contre les Rangers de New York. Les Blackhawks sont favoris de cette série après avoir remporté la saison régulière, et ce meilleur classement par rapport aux Bruins leur donne l'avantage de la glace. Au cours des séries 2013, 70 % des équipes qui ont joué à domicile ont remporté la victoire et les Blackhawks n'ont perdu qu'une fois au United Center. Mais ils doivent se méfier des Bruins qui ont tout de même remporté 24 de leurs 37 matchs joués chez l'adversaire au cours de la saison. Enfin, ce match voit une opposition de style entre la rapidité des joueurs de Chicago et la dureté du jeu de Boston.
Pour cette première finale entre les deux équipes, ce sont les Bruins qui marquent les premiers par l'intermédiaire de Lucic en première et en début de deuxième périodes. Menés 2-0, les Blackhawks réduisent l'écart par Saad peu après le deuxième but de Lucic. Boston reprend deux buts d'avance après 46 minutes de jeu grâce à Bergeron mais Bolland marque deux minutes plus tard et Chicago revient à nouveau dans le match puis égalise à la 55e minute sur un tir d'Oduya qui dévie sur le patin d'Andrew Ference. Les deux équipes terminent ainsi les 60 premières minutes sur un score de parité et doivent jouer des prolongations. Les 40 premières minutes ne donnent rien malgré un tir de Kaspars Daugaviņš vers un filet ouvert contré par Oduya ainsi qu'un autre de Chára dévié par le patin de Jágr sur le poteau de Crawford, et la rencontre se poursuit au cours d'une troisième prolongation. Les Bruins, privés de Horton pour la fin du match après une blessure lors de la période précédente, s'inclinent finalement sur un tir de Michal Rozsíval, dévié par le bâton de Bolland sur le genou de Shaw qui bat Rask pour inscrire le quatrième but de son équipe. Avec plus de 112 minutes de jeu, cette rencontre devient la cinquième plus longue de l'histoire des finales de la LNH. Les Blackhawks terminent la rencontre avec 132 tirs tentés contre 85 aux Bruins ; côté gardiens, Rask finit le match avec 59 arrêts contre 51 pour Crawford. 
Le début de la deuxième rencontre, jouée trois jours plus tard, voit la domination de Chicago sur Boston qui doit d'abord son salut à Rask. Celui-ci repousse deux tirs de Kane mais ne peut finalement empêcher Sharp de marquer son neuvième but des séries sur un rebond après un tir de Rozsíval. Quelques minutes plus tard, Hossa pousse le palet derrière la ligne des Bruins mais le but est refusé par les arbitres, le jeu ayant été arrêté juste avant l'action. À l'issue de la première période, Chicago mène 19 tirs à 4 mais seulement 1-0 à cause de Rask. Lors du deuxième tiers-temps, Paille se débarrasse de Sharp derrière le but des Blackhawks et transmet à Kelly qui parvient à battre Crawford pour égaliser à cinq minutes de la fin de la période et marquer son premier but en séries depuis 2012. Au début du troisième tiers-temps, Boston domine mais Chicago s'en remet à Crawford qui repousse Marchand après une passe de Jágr, détourne un tir de Krejčí et capte un lancer de Dennis Seidenberg. Aucune équipe ne parvient à marquer et le match se rend à nouveau en prolongation, la troisième consécutive pour les Blackhawks qui ont gagné leur série précédente en deuxième prolongation contre les Kings de Los Angeles. Boston presse Chicago lors de la période supplémentaire ce qui provoque une perte de rondelle de Bollig dans son terrain et permet finalement à Paille de marquer son troisième but des séries pour donner la victoire aux Bruins.
En ayant gagné à Chicago, les Bruins reprennent l'avantage de la glace et accueillent les Blackhawks pour le troisième match de la série. Ces derniers sont privés de Hossa blessé lors de l'échauffement et remplacé par Ben Smith qui n'a joué qu'un seul match avec l'équipe lors de la saison. La première période est équilibrée même si Boston est un peu plus dangereux, et se termine sans but. Après deux minutes jouées dans le deuxième tiers-temps, les Bruins parviennent à inscrire le premier but du match sur un tir de Paille dans la lucarne de Crawford. Ce dernier doit ensuite s'incliner à nouveau face à Bergeron après une passe de Jagr, alors que son équipe est en infériorité numérique. Les Blackhawks, menés 2-0 après 40 minutes de jeu, ne parviennent pas à battre Rask, y compris en supériorité numérique, alors que les Bruins enregistrent déjà 25 infériorités consécutives sans prendre de but. En fin de match, et alors que Crawford a laissé sa place à un attaquant supplémentaire, Bickell manque de peu de réduire l'écart en tirant sur le poteau et la rencontre se termine sur deux bagarres, Chára et Bickell d'un côté, Marchand et Shaw de l'autre, et sur un blanchissage de Rask pour une deuxième victoire des Bruins.
Pour le quatrième match, Chicago enregistre le retour de blessure de Hossa. Après avoir moins bien démarré le match que son adversaire, Boston bénéficie du premier jeu de puissance de la partie après une faute d'Oduya mais Saad récupère la rondelle dans les patins de Seguin et parvient à la passer à Handzuš qui ouvre le score en infériorité numérique. À la moitié de la première période, les Blackhawks mènent 7 tirs à 2 et continuent à tenter leur chance mais après une bagarre entre tous les joueurs consécutive à une faute de Keith sur Kelly, Chicago se retrouve à nouveau en infériorité numérique. Les Bruins profitent de leur avantage pour tenter de marquer par Krug à deux reprises mais il est arrêté par le poteau puis par Crawford. Leurs efforts sont cependant récompensés en toute fin de supériorité quand Saad voit sa relance bloquée à la ligne bleue et Peverley parvenir à battre Crawford pour égaliser. En deuxième période, les Blackhawks reprennent l'avantage sur un tir de Rozsíval dévié par la crosse de Toews qui marque son premier but en douze rencontres. Deux minutes après et consécutivement à un tir de Rozsíval repoussé puis repris par Bickell mais à nouveau sauvé, Kane profite du rebond pour donner deux buts d'avance à son équipe. Les Bruins reviennent dans le match à cinq minutes du terme de la période quand Lucic bat Crawford après un tir de Krejčí, mais Chicago, sur une attaque à deux contre un menée par Krüger et Frolík, reprend deux buts d'avance 49 secondes plus tard. Kane est ensuite pénalisé en zone offensive et sur la supériorité qui suit, Bergeron réduit à nouveau l'écart après un tir de Chára et les 40 premières minutes s'achèvent sur le score de 4-3 en faveur des Blackhawks. En tout début de troisième tiers-temps, Boston parvient à égaliser par Bergeron qui profite d'une passe de Jágr pour battre Crawford sous la mitaine. Après une supériorité à 4 contre 3, les Blackhawks jouent à 5 contre 3 pendant 20 secondes et en profitent pour reprendre l'avantage par Sharp sur un rebond après un tir de Hossa alors que Jágr sort tout juste du banc de pénalité. Ce but marque la première réussite de Chicago en 24 supériorités numériques. Mais il faut moins d'une minute à Boston pour revenir à nouveau au score par Boychuk et forcer le match à se décider en prolongation encore une fois. Les Bruins sont d'abord les plus dangereux mais les Blackhawks répliquent en contre. Après une perte de palet de Seidenberg récupéré par Kane, Chicago s'installe dans le camp adverse et Seabrook profite d'un écran de Toews devant le gardien des Bruins pour marquer et donner la victoire aux Blackhawks qui reprennent l'avantage de la glace. 
Les Blackhawks dominent le début de la cinquième rencontre avec un premier tir de Kane après vingt secondes de jeu puis un poteau sur une tentative de Toews un peu plus tard. À trois minutes du terme de la période, après un lancer de Chára, Toews conduit la contre-attaque ; il transmet à Oduya qui tire et oblige Rask à concéder un rebond dont Kane profite pour ouvrir le score. Menés 1-0 après vingt minutes de jeu, les Bruins se montrent plus entreprenants lors du deuxième tiers-temps, mais les Blackhawks en profitent pour placer des contres et sur l'un d'entre eux, Bickell échoue par deux fois sur Rask mais c'est à nouveau Kane qui profite du rebond pour aggraver la marque après 25 minutes de jeu. La domination de Chicago se traduit au niveau statistique par un seul tir des Bruins après 10 minutes de jeu dans la deuxième période qui se termine finalement sur le score de 2-0 pour les joueurs locaux. Le troisième tiers-temps débute sans deux joueurs majeurs de la rencontre : du côté des Blackhawks, Toews est manquant après avoir subi une charge de Boychuk en deuxième période alors que pour les Bruins, Bergeron qui n'a joué que 49 secondes lors des 20 minutes précédentes, est aussi absent. Au cours de cette période, Bolland n'arrive pas à profiter d'une situation à deux contre un puis à trois contre deux en étant à chaque fois stoppé par Rask, mais il arrive finalement à inscrire le troisième et dernier but de son équipe alors que le gardien des Bruins a laissé sa place à un attaquant supplémentaire. Chicago remporte ce cinquième match de la série où Kane a été élu première étoile alors que Bergeron a terminé la soirée à l'hôpital. 
Mené 3-2 dans la série, Boston accueille Chicago pour le sixième match avec l'obligation de l'emporter. Les Blackhawks enregistrent le retour de Toews alors que du côté des Bruins, Bergeron a reçu l'autorisation des médecins de jouer malgré une épaule démise, une côte cassée et des problèmes de ligaments. Boston entre mieux dans la rencontre et domine le début de la partie et cette domination est récompensée après 7 minutes de jeu par un but de Kelly consécutif à une passe de Seguin. Les Bruins ne s'arrêtent pas après ce but ; ils continuent à s'imposer et les Blackhawks ne parviennent pas à être dangereux : en 15 minutes de match, seul Frolík a eu une occasion de but alors que Boston en a eu 16 mais la fin du tiers-temps intervient sur cette avance d'un seul but pour l'équipe locale. Le début de la deuxième période est similaire aux vingt premières minutes avec des Bruins plus entreprenants. Ils obtiennent une supériorité numérique qu'ils ne parviennent cependant pas à convertir et alors qu'elle se termine, Toews profite d'une occasion à deux contre un avec Kane pour battre Rask et égaliser contre le cours du jeu. La fin du tiers-temps est plus équilibrée et les deux équipes rejoignent les vestiaires sur un score de parité à l'issue des 40 premières minutes. En troisième période, Crawford permet à son équipe de rester dans le match grâce à plusieurs arrêts mais doit finalement s'avouer vaincu après 52 minutes de jeu : pressé dans sa zone défensive, Keith se fait intercepter par Krejčí qui sert Lucic devant le but, celui-ci redonnant l'avantage aux Bruins. Après ce but, les Blackhawks réagissent mais sont arrêtés par Rask. Boston obtient la meilleure chance de marquer à trois minutes de la fin du match quand, sur un contre, Marchand passe le palet à Seguin qui tire sur le poteau de Crawford. Ce dernier sort finalement alors qu'il ne reste qu'une minute vingt à jouer pour laisser sa place à un attaquant supplémentaire. Chicago s'installe en zone offensive et, après un tir de Kane arrêté par Rask, Toews donne la rondelle à Bickell qui parvient à égaliser. L'engagement qui suit est gagné par les Blackhawks qui repartent en attaque ; Oduya récupère le palet à la ligne bleue et tire sur le poteau lui aussi, mais le rebond est récupéré par Bolland qui marque le troisième but de son équipe 17 secondes seulement après l'égalisation de Bickell. Alors qu'ils menaient 2-1, les Bruins ont maintenant un retard d'un but à moins d'une minute de la fin et Claude Julien, l'entraîneur de l'équipe, demande un temps mort et fait sortir son gardien pour tenter d'égaliser. Mais les Bruins, contrairement à leurs adversaires, ne parviennent pas à renverser le cours du match et les Blackhawks gagnent cette sixième rencontre 3-2. Ils remportent ainsi la série et leur deuxième Coupe Stanley en trois ans après celle de 2010.
| 12 juin | Chicago | 4-3 (3 pr) (0-1, 1-1, 2-1, 0-0, 0-0, 1-0) | Boston | United Center 22 110 spectateurs |

| Feuille de match | Feuille de match | Feuille de match            | Feuille de match | Feuille de match                                                    |
| ---------------- | --- | --------------------------- | --- | ------------------------------------------------------------------- |
|                  | B. Saad (M. Hossa) — 23 min 8 s D. Bolland (A. Shaw) — 48 min J. Oduya (M. Kruger, M. Frolík) — 52 min 14 s A. Shaw (D. Bolland, M. Rozsíval) — 112 min 8 s | 0-1 0-2 1-2 1-3 2-3 3-3 4-3 | M. Lucic (N. Horton, D. Krejčí) — 13 min 11 s M. Lucic (D. Krejčí) — 20 min 51 s P. Bergeron (T. Seguin, M. Lucic) — 46 min 9 s (SN) | Arbitrage : Chris Rooney et Brad Watson Shane Heyer et Brian Murphy |
| C. Crawford      | Gardiens | T. Rask                     | | Arbitrage : Chris Rooney et Brad Watson Shane Heyer et Brian Murphy |
| 6 min            | Pénalités | 6 min                       | | Arbitrage : Chris Rooney et Brad Watson Shane Heyer et Brian Murphy |
| 63               | Tirs | 54                          | | Arbitrage : Chris Rooney et Brad Watson Shane Heyer et Brian Murphy |

| 15 juin | Chicago | 1-2 (pr) (1-0, 0-1, 0-0, 0-1) | Boston | United Center 22 154 spectateurs |

| Feuille de match | Feuille de match                             | Feuille de match | Feuille de match                                                                   | Feuille de match                                                          |
| ---------------- | -------------------------------------------- | ---------------- | ---------------------------------------------------------------------------------- | ------------------------------------------------------------------------- |
|                  | P. Sharp (P. Kane, M. Handzuš) — 11 min 20 s | 1-0 1-1 1-2      | C. Kelly (D. Paille) — 34 min 58 s D. Paille (T. Seguin, A. McQuaid) — 73 min 48 s | Arbitrage : Dan O'Halloran et Wes McCauley Jay Sharrers et Pierre Racicot |
| C. Crawford      | Gardiens                                     | T. Rask          |                                                                                    | Arbitrage : Dan O'Halloran et Wes McCauley Jay Sharrers et Pierre Racicot |
| 4 min            | Pénalités                                    | 6 min            |                                                                                    | Arbitrage : Dan O'Halloran et Wes McCauley Jay Sharrers et Pierre Racicot |
| 34               | Tirs                                         | 28               |                                                                                    | Arbitrage : Dan O'Halloran et Wes McCauley Jay Sharrers et Pierre Racicot |

| 17 juin | Boston | 2-0 (0-0, 2-0, 0-0) | Chicago | TD Garden 17 565 spectateurs |

| Feuille de match | Feuille de match                                                                                | Feuille de match | Feuille de match | Feuille de match                                                    |
| ---------------- | ----------------------------------------------------------------------------------------------- | ---------------- | ---------------- | ------------------------------------------------------------------- |
|                  | D. Paille (C. Kelly, T. Seguin) — 22 min 13 s P. Bergeron (J. Jágr, Z. Chára) — 34 min 5 s (SN) | 1-0 2-0          | -                | Arbitrage : Chris Rooney et Brad Watson Brian Murphy et Shane Heyer |
| T. Rask          | Gardiens                                                                                        | C. Crawford      |                  | Arbitrage : Chris Rooney et Brad Watson Brian Murphy et Shane Heyer |
| 17 min           | Pénalités                                                                                       | 15 min           |                  | Arbitrage : Chris Rooney et Brad Watson Brian Murphy et Shane Heyer |
| 35               | Tirs                                                                                            | 28               |                  | Arbitrage : Chris Rooney et Brad Watson Brian Murphy et Shane Heyer |

| 19 juin | Boston | 5-6 (pr) (1-1, 2-3, 2-1, 0-1) | Chicago | TD Garden 17 565 spectateurs |

| Feuille de match | Feuille de match | Feuille de match                            | Feuille de match | Feuille de match                                                          |
| ---------------- | --- | ------------------------------------------- | --- | ------------------------------------------------------------------------- |
|                  | R. Peverley (A. Ference) — 14 min 43 s (SN) M. Lucic (Z. Chára) — 34 min 43 s P. Bergeron (Z. Chára, J. Jágr) — 37 min 22 s (SN) P. Bergeron (J. Jágr) — 42 min 5 s J. Boychuk (N. Horton, D. Krejčí) — 52 min 14 s | 0-1 1-1 1-2 1-3 2-3 2-4 3-4 4-4 4-5 5-5 5-6 | M. Handzuš (B. Saad) — 6 min 48 s (IN) J. Toews (M. Rozsíval) — 26 min 33 s P. Kane (B. Bickell, M. Rozsíval) — 28 min 41 s M. Kruger (M. Frolík, D. Bolland) — 35 min 32 s P. Sharp (M. Hossa, D. Keith) — 51 min 19 s (IN) B. Seabrook (B. Bickell, P. Kane) — 69 min 51 s | Arbitrage : Dan O'Halloran et Wes McCauley Pierre Racicot et Jay Sharrers |
| T. Rask          | Gardiens | C. Crawford                                 | | Arbitrage : Dan O'Halloran et Wes McCauley Pierre Racicot et Jay Sharrers |
| 10 min           | Pénalités | 12 min                                      | | Arbitrage : Dan O'Halloran et Wes McCauley Pierre Racicot et Jay Sharrers |
| 33               | Tirs | 47                                          | | Arbitrage : Dan O'Halloran et Wes McCauley Pierre Racicot et Jay Sharrers |

| 22 juin | Chicago | 3-1 (1-0, 1-0, 1-1) | Boston | United Center 22 274 spectateurs |

| Feuille de match | Feuille de match | Feuille de match | Feuille de match                             | Feuille de match                                                    |
| ---------------- | --- | ---------------- | -------------------------------------------- | ------------------------------------------------------------------- |
|                  | P. Kane (J. Oduya, J. Toews) — 17 min 28 s P. Kane (B. Bickell, J. Toews) — 25 min 13 s D. Bolland (M. Frolík) — 59 min 46 s (CV) | 1-0 2-0 2-1 3-1  | Z. Chára (D. Krejčí, M. Lucic) — 43 min 40 s | Arbitrage : Brad Watson et Chris Rooney Shane Heyer et Brian Murphy |
| C. Crawford      | Gardiens | T. Rask          |                                              | Arbitrage : Brad Watson et Chris Rooney Shane Heyer et Brian Murphy |
| 4 min            | Pénalités | 8 min            |                                              | Arbitrage : Brad Watson et Chris Rooney Shane Heyer et Brian Murphy |
| 32               | Tirs | 25               |                                              | Arbitrage : Brad Watson et Chris Rooney Shane Heyer et Brian Murphy |

| 24 juin | Boston | 2-3 (1-0, 0-1, 1-2) | Chicago | TD Garden 17 565 spectateurs |

| Feuille de match | Feuille de match                                                                | Feuille de match    | Feuille de match                                                                                                   | Feuille de match                                                          |
| ---------------- | ------------------------------------------------------------------------------- | ------------------- | --- | ------------------------------------------------------------------------- |
|                  | C. Kelly (T. Seguin, D. Paille) — 7 min 19 s M. Lucic (D. Krejčí) — 52 min 11 s | 1-0 1-1 2-1 2-2 2-3 | J. Toews — 24 min 24 s B. Bickell (J. Toews, D. Keith) — 58 min 44 s D. Bolland (M. Frolík, J. Oduya) — 59 min 1 s | Arbitrage : Wes McCauley et Dan O'Halloran Jay Sharrers et Pierre Racicot |
| T. Rask          | Gardiens                                                                        | C. Crawford         | | Arbitrage : Wes McCauley et Dan O'Halloran Jay Sharrers et Pierre Racicot |
| 4 min            | Pénalités                                                                       | 8 min               | | Arbitrage : Wes McCauley et Dan O'Halloran Jay Sharrers et Pierre Racicot |
| 25               | Tirs                                                                            | 31                  | | Arbitrage : Wes McCauley et Dan O'Halloran Jay Sharrers et Pierre Racicot |

## Effectif champion
La liste ci-dessous présente l'ensemble des personnalités faisant partie de l'effectif officiel champion de la Coupe Stanley. Pour être listés parmi les vainqueurs de la coupe et avoir leur nom gravé sur celle-ci, les joueurs doivent avoir participé, avec l'équipe gagnante, au minimum à 41 des rencontres de la saison régulière ou un match de la finale des séries éliminatoires. En plus des joueurs, des membres de la franchise ont également leur nom sur la Coupe. Au total, 52 membres de l'équipe ont leur nom gravé sur la Coupe Stanley. 
- Joueurs : Jonathan Toews, Bryan Bickell, Dave Bolland, Brandon Bollig, Sheldon Brookbank, Daniel Carcillo, Corey Crawford, Ray Emery, Michael Frolík, Michal Hanzus, Niklas Hjalmarsson, Marián Hossa, Patrick Kane, Duncan Keith, Marcus Krüger, Nick Leddy, Jamal Mayers, Johnny Oduya, Michal Rozsíval, Brandon Saad, Brent Seabrook, Patrick Sharp, Andrew Shaw, Ben Smith, Viktor Stålberg.
- Membres de l'organisation : W. Rockwell Wirtz, John McDonough, Jay Blunk, Stan Bowman, Al MacIsaac, Norm Maciver, Scotty Bowman, Joel Quenneville, Mike Kitchen, Jamie Kompon, Stephane Waite, Mike Gapski, Troy Parchman, Jeff Thomas, Clint Reif, Pawel Prylinski, Jim Heintzelman, Paul Goodman, Tim Campbell, Pierre Gauthier, Mark Kelley, Barry Smith, Ryan Stewart, Ron Anderson, Tony Ommen, Mark Bernard, Michael Terry.

## Trophées
- Conn Smythe : Patrick Kane (Blackhawks de Chicago)
- Coupe Stanley : Blackhawks de Chicago

## Statistiques individuelles

### Meilleurs pointeurs
| Clt | Joueur            | Équipe                 | PJ | B  | A  | Pts | +/- |
| --- | ----------------- | ---------------------- | -- | -- | -- | --- | --- |
| 1   | David Krejčí      | Bruins de Boston       | 22 | 9  | 17 | 26  | +13 |
| 2   | Patrick Kane      | Blackhawks de Chicago  | 23 | 9  | 10 | 19  | +7  |
| 3   | Milan Lucic       | Bruins de Boston       | 22 | 7  | 12 | 19  | +12 |
| 4   | Nathan Horton     | Bruins de Boston       | 22 | 7  | 12 | 19  | +20 |
| 5   | Bryan Bickell     | Blackhawks de Chicago  | 23 | 9  | 8  | 17  | +11 |
| 6   | Patrick Sharp     | Blackhawks de Chicago  | 23 | 10 | 6  | 16  | +1  |
| 7   | Marián Hossa      | Blackhawks de Chicago  | 22 | 7  | 9  | 16  | +8  |
| 8   | Ievgueni Malkine  | Penguins de Pittsburgh | 15 | 4  | 12 | 16  | -2  |
| 9   | Kristopher Letang | Penguins de Pittsburgh | 15 | 3  | 13 | 16  | +2  |
| 10  | Patrice Bergeron  | Bruins de Boston       | 22 | 9  | 6  | 15  | +2  |

### Meilleurs gardiens
Ci-dessous sont listés les 10 meilleurs gardiens classés en fonction du nombre de victoires obtenues.
| Clt | Joueur           | Équipe                 | PJ | V  | D | Min  | BC | Moy  | %Arr | Bl | Pun |
| --- | ---------------- | ---------------------- | -- | -- | - | ---- | -- | ---- | ---- | -- | --- |
| 1   | Corey Crawford   | Blackhawks de Chicago  | 23 | 16 | 7 | 1503 | 46 | 1,84 | 93,2 | 1  | 0   |
| 2   | Tuukka Rask      | Bruins de Boston       | 22 | 14 | 8 | 1465 | 46 | 1,88 | 94   | 3  | 0   |
| 3   | Jonathan Quick   | Kings de Los Angeles   | 18 | 9  | 9 | 1099 | 34 | 1,86 | 93,4 | 3  | 14  |
| 4   | Antti Niemi      | Sharks de San José     | 11 | 7  | 4 | 673  | 21 | 1,87 | 93   | 0  | 0   |
| 5   | Jimmy Howard     | Red Wings de Détroit   | 14 | 7  | 7 | 859  | 35 | 2,44 | 92,4 | 1  | 2   |
| 6   | Tomáš Vokoun     | Penguins de Pittsburgh | 11 | 6  | 5 | 685  | 23 | 2,01 | 93,3 | 1  | 0   |
| 7   | Henrik Lundqvist | Rangers de New York    | 12 | 5  | 7 | 756  | 27 | 2,14 | 93,4 | 2  | 0   |
| 8   | Craig Anderson   | Sénateurs d'Ottawa     | 10 | 5  | 4 | 577  | 29 | 3,01 | 91,8 | 0  | 0   |
| 9   | Braden Holtby    | Capitals de Washington | 7  | 3  | 4 | 432  | 16 | 2,22 | 92,2 | 1  | 2   |
| 10  | Jonas Hiller     | Ducks d'Anaheim        | 7  | 3  | 4 | 438  | 18 | 2,46 | 91,7 | 1  | 0   |